# Alsace
Cet article concerne l'Alsace de manière généraliste. Pour la collectivité territoriale de manière détaillée, voir collectivité européenne d'Alsace. Pour les homonymes, voir Alsace (homonymie).
L’Alsace (prononcé /al.zas/ ; en alsacien s'Elsàss ; en allemand das Elsass) est une région historique et une collectivité territoriale de l’Est de la France, à la frontière avec l'Allemagne et la Suisse. Ses habitants sont appelés les Alsaciens. Sa capitale est Strasbourg.
L'histoire récente de l'Alsace est liée de près à celle du département voisin de la Moselle, tous les deux ayant en commun l'héritage du Second Empire allemand (droit local d'Alsace-Moselle) et une influence franco-germanique forte.
De 1956 à 2015, l'Alsace est une région administrative, composée des deux départements du Bas-Rhin et du Haut-Rhin. Le 1er janvier 2016, elle fusionne avec les régions de Champagne-Ardenne et de Lorraine pour former la région Grand Est. Le 1er janvier 2021, une nouvelle collectivité territoriale — la collectivité européenne d'Alsace — reprenant exactement les mêmes limites géographiques et continuant à faire partie de la région Grand Est est créée.
Géographiquement elle se trouve entre le massif des Vosges et le Rhin. Région de l'Europe rhénane, elle fait plus largement partie de l'espace culturel de l'Europe centrale et est historiquement une terre de langue germanique (alémanique et francique) avec des parties romanes (vallées welches, certaines communes du Sundgau). La région historique sous l'Ancien Régime était subdivisée en trois entités : la Haute-Alsace, la Basse-Alsace et la république de Mulhouse. Cette dernière se lance dans l'aventure industrielle dès 1746 et vote sous la contrainte militaire sa réunion à la France en 1798.
Française entre le milieu du XVIIe siècle et 1870, à la suite de son annexion par Louis XIV, l'Alsace accueille avec enthousiasme la Révolution française. Berceau de La Marseillaise, elle a vu naître des généraux révolutionnaires comme Kléber, Lefebvre, Westermann, Kellermann, Rapp ou encore Amey. L'implication des Alsaciens dans la Révolution, ainsi que plus tard dans l'affaire du capitaine Dreyfus, scella leur attachement à la République française,[Information douteuse].
Après la défaite lors de la guerre franco-allemande de 1870, l'Alsace (moins l'arrondissement de Belfort) et une partie de la Lorraine (actuel département de la Moselle) sont annexées à l'Empire allemand. Celles que l'on désigne alors comme les « provinces perdues » inspireront un revanchisme qui accompagnera toute la Troisième République. Terre d'Empire (« Reichsland » en allemand), l'Alsace-Lorraine est dotée d'une constitution en 1911 qui est suspendue dès le début de la Première Guerre mondiale. À l'issue de celle-ci, l'Alsace-Lorraine sera à nouveau rattachée à la République française en 1919. Puis en 1940, elle est une nouvelle fois annexée par l'Allemagne, lors de la Seconde Guerre mondiale (sous le nom administratif de « CdZ-Gebiet Elsass »), avant de redevenir française en 1945. Cette histoire houleuse est une clé essentielle à la compréhension de certains particularismes locaux. Ainsi dans le Haut-Rhin et le Bas-Rhin, de nombreux domaines sont régis par le droit local alsacien-mosellan qui se substitue au droit général français.
Strasbourg est la plus importante des cinq grandes agglomérations alsaciennes devant Mulhouse, Colmar, Haguenau et Saint-Louis (banlieue française de la ville de Bâle en Suisse),. Les unités urbaines de Strasbourg et de Mulhouse dépassent chacune les 200 000 habitants. De tradition industrielle forte, Mulhouse est, avec Amiens, la grande ville de France métropolitaine qui a la plus forte proportion de jeunes de moins de 19 ans. Strasbourg est le siège de plusieurs institutions européennes, dont le Parlement européen et le Conseil de l'Europe.

## Géographie
L'Alsace est un territoire restreint mais d'une grande diversité. Elle est pour l'essentiel constituée d'une vaste plaine entourée par deux frontières naturelles : le Rhin à l'Est et le massif des Vosges à l'Ouest.

### Hydrographie

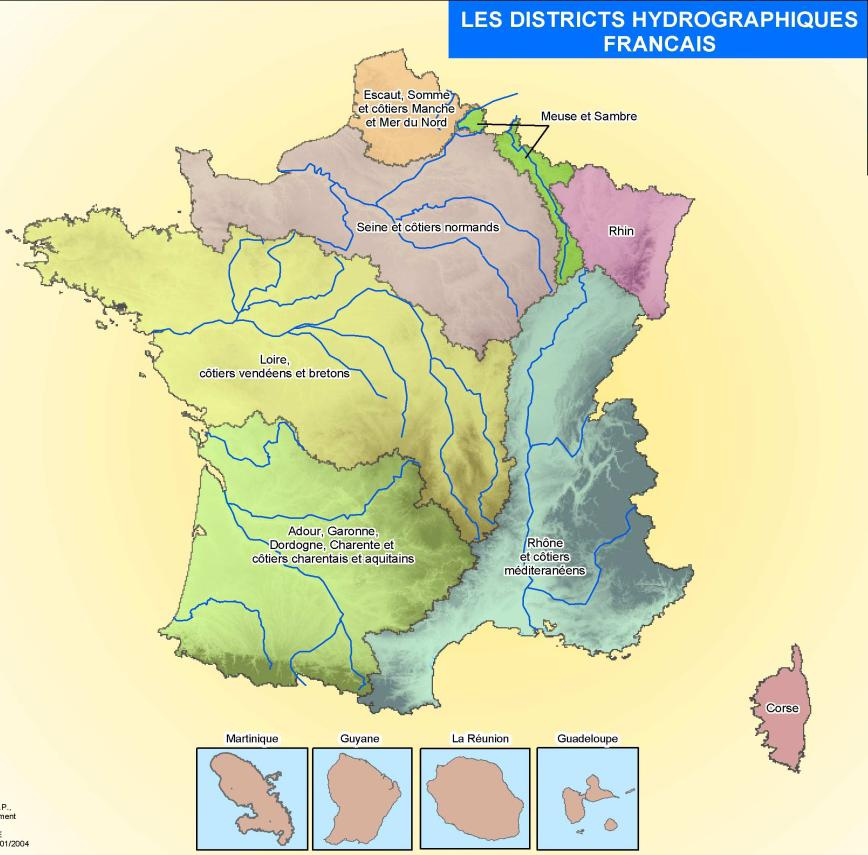
Bassins-versants français.

L'Alsace s'étend sur le bassin versant du Rhin. La gestion du Rhin (et de la Meuse) relève de l'Agence de l'eau Rhin-Meuse, sise à Metz. Dans le cadre du programme intégré du Rhin, la France et l'Allemagne ont aménagé des ouvrages pour écrêter les crues du Rhin. En France, il s'agit du polder d'Erstein (qui intéresse également les communes de Nordhouse et Plobsheim), ainsi que le polder de la Moder, à Fort-Louis. L'Ill constitue la plus grande rivière d'Alsace. À la hauteur du Petit Ried, trois rivières rejoignent le Rhin :
- l'Ill au droit d'Offendorf (depuis les aménagements hydroélectriques).
- la Moder au droit de Neuhaeusel.
- la Sauer, au droit de Munchhausen.

Deux rivières lorraines – la Plaine et la Sarre blanche – prennent leur source à Grandfontaine. En Alsace bossue, la Sarre est un affluent de la Moselle, qui se jette dans le Rhin à Coblence. La Zorn prend sa source en Lorraine.
La nappe phréatique rhénane dans la plaine d'Alsace, et plus généralement dans le fossé rhénan recèle la plus grande réserve d'eau douce d'Europe.
L'Alsace compte plusieurs sources minérales et thermales, dont les deux stations thermales dans les Vosges du Nord, à Morsbronn-les-Bains ainsi qu'à Niederbronn-les-Bains.
L'Eurométropole de Strasbourg et l'agglomération de Mulhouse sont considérés comme des territoires à risques importants d'inondation (TRI).

### Topographie et régions naturelles

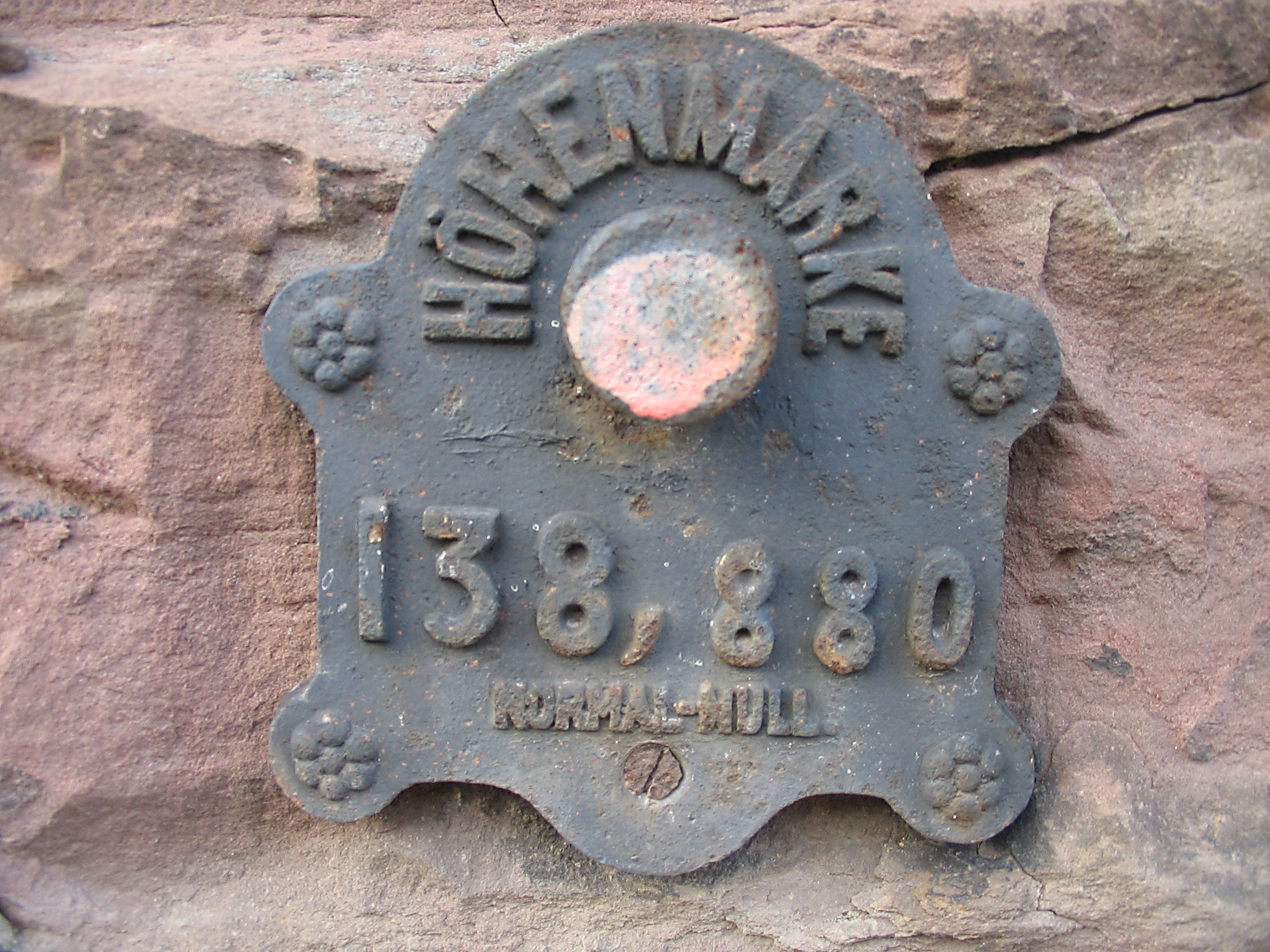
Repère Normalnull à Strasbourg.

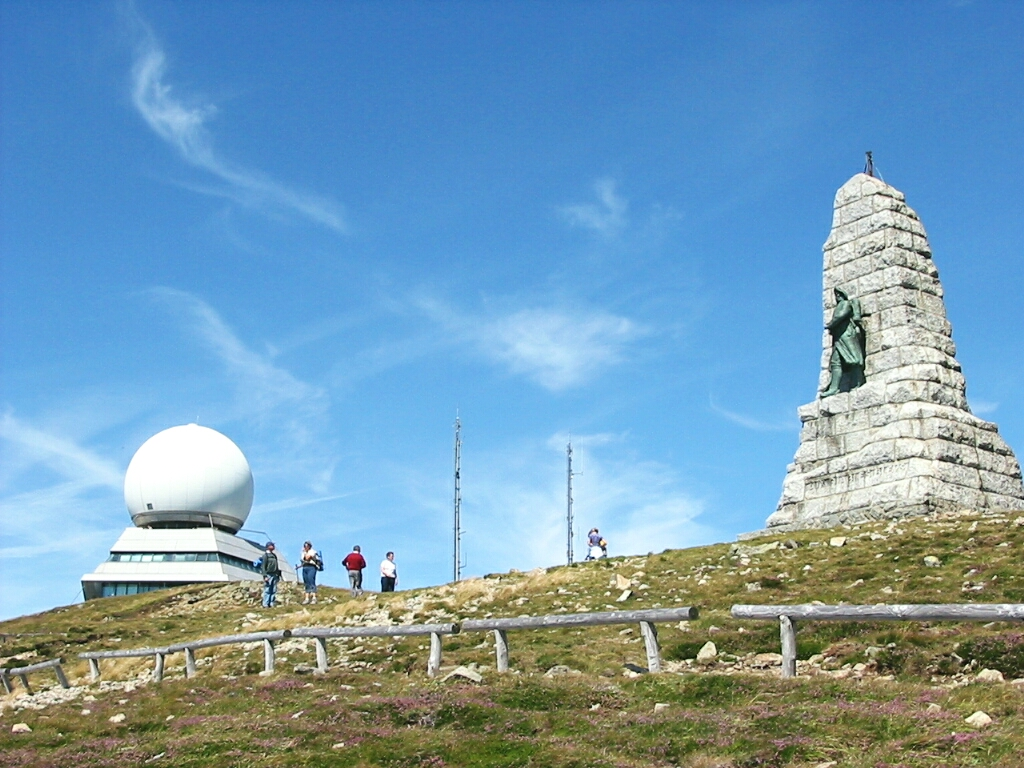
Radôme au sommet du Grand Ballon à 1424 mètres d'altitude.

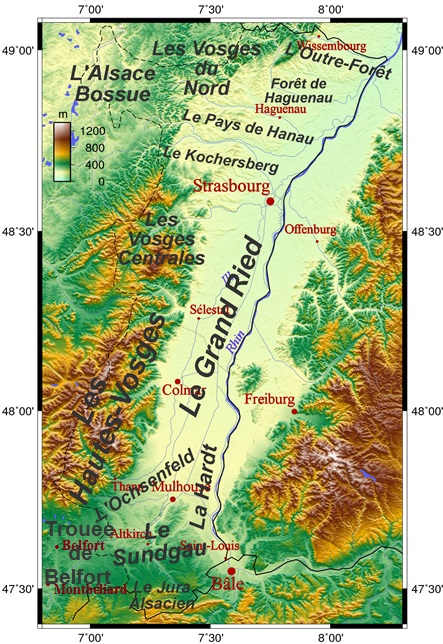
Les régions naturelles d'Alsace.

L'Alsace couvre une surface de 8 280 km2 (190 km de long sur 50 km de large soit 1,23 % de la superficie de la France). Elle s'étend du sud au nord le long du Rhin qui la borde à l'est. Depuis 1815, elle est limitée au nord par la rivière Lauter, où commence le Palatinat allemand, et à l'est par le Rhin, à l'est duquel s'étend le Bade-Wurtemberg, et au sud par la Suisse.
À proximité du col du Donon, la commune de Grandfontaine abrite l'un des vingt-trois points géodésiques du Réseau de référence français. Le nivellement général de la France s'applique, et les altitudes sont données par rapport au niveau du marégraphe de Marseille. Pour des raisons liées à l'histoire, le niveau normal d'Amsterdam (Normalnull), a autrefois servi de référent altimétrique, ce que révèlent de vieilles plaques encore visibles.
Le climat, la nature du sol et le relief façonnent les paysages. Or, ces facteurs variant sensiblement d'une zone à l'autre, l’Alsace comporte une grande variété des milieux naturels qui font de cette région une véritable mosaïque de « pays » distincts. L'espace y est donc subdivisé en plusieurs régions naturelles :

#### Sundgau
- Les collines sundgauviennes : le Sundgau est un pays aux reliefs assez doux, dont les collines mulhousiennes du Rebberg et de l'Illberg forment l'extrémité nord. Ce territoire s'étend jusqu'à la frontière suisse et forme les contreforts du massif du Jura. La ville d'Altkirch est traditionnellement considérée comme sa « capitale ». Sundgau signifie comté du Sud en alémanique (« Sund Kau ») ;
- Le Jura alsacien : le sud du Sundgau appartient au massif du Jura. Les premières montagnes de ce Jura alsacien vont de la Suisse à la Franche-Comté.

#### Trouée de Belfort
La trouée de Belfort marque la limite entre l'Alsace et la Franche-Comté. Elle est située entre les massifs montagneux du Jura et des Vosges, qui laissent un passage d'une vingtaine de kilomètres de largeur, au pied du ballon d'Alsace entre la plaine d'Alsace et la partie la plus septentrionale du bassin du Doubs, puis les plaines franc-comtoises de l'Ognon.

#### Plaine d'Alsace

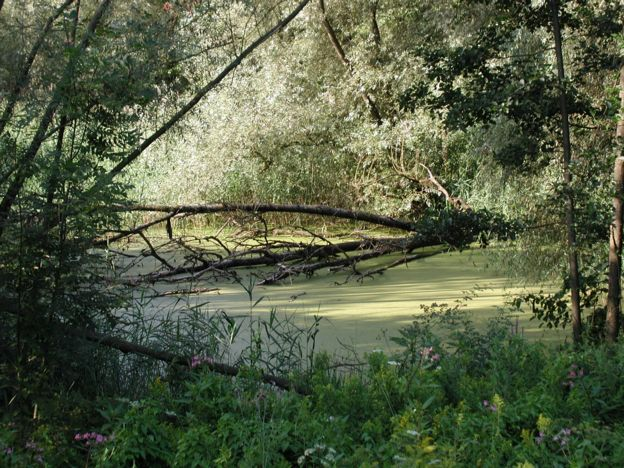
Vue du ried de La Wantzenau au mois d'août.

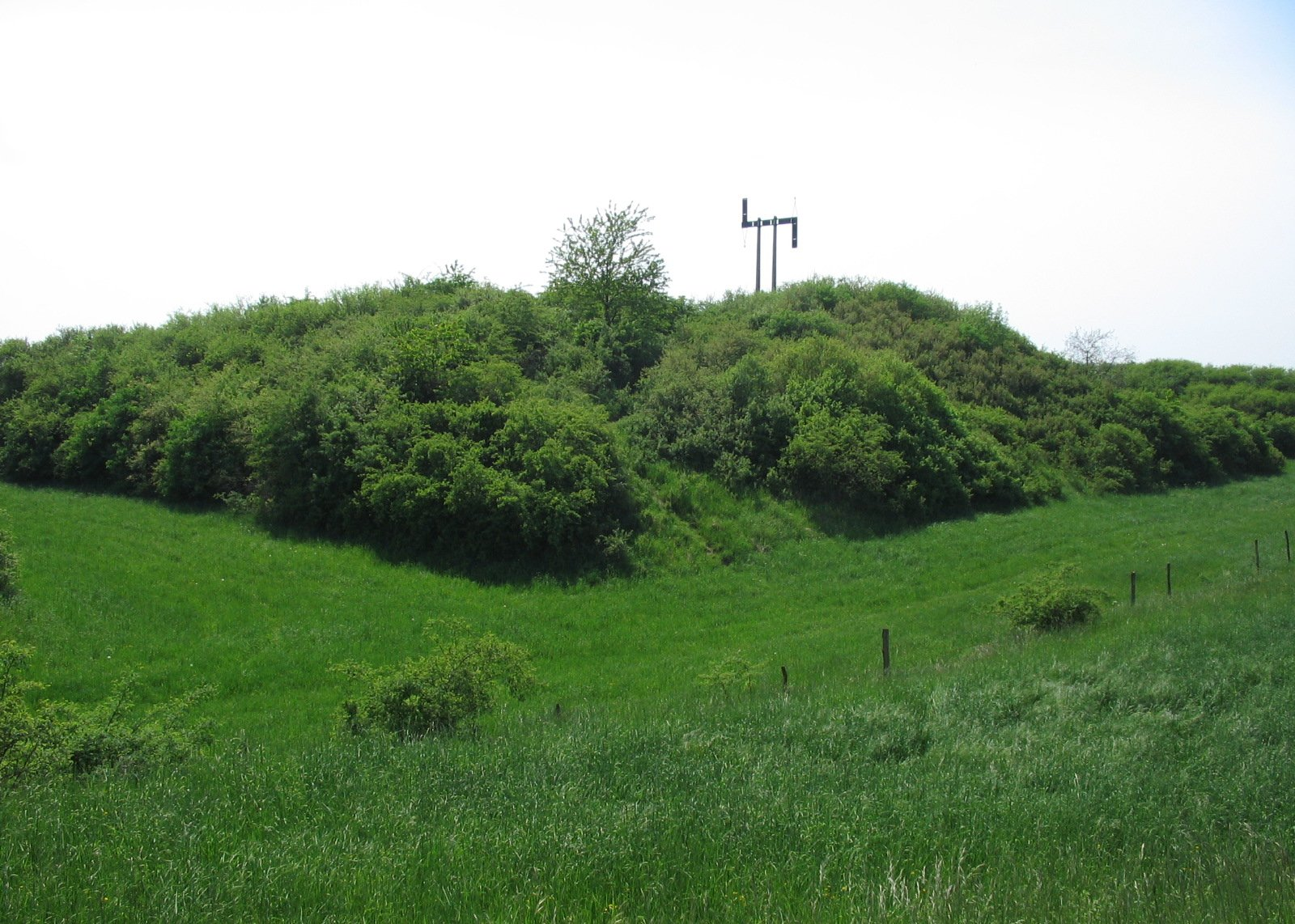
Le sommet du Kochersberg, emplacement de l'ancien château et tour de Chappe au sommet.

- L'Ochsenfeld : signifie « le champ des bœufs »[19] en allemand. Le terme désigne la plaine qui s'étend de Thann à Mulhouse, jusqu'à la Hardt à l'est, au sud jusqu'au Sundgau et au nord jusqu'à Ensisheim. Relativement peu usité dans le langage courant, il désigne plus familièrement la zone de plaine située au nord-ouest de Mulhouse approximativement délimitée par le triangle Mulhouse-Thann-Guebwiller. Au cœur de l'Ochsenfeld se trouve la Forêt de Nonnenbruch située sur le cône de déjection de la Thur et morcelée par l'activité minière du Bassin potassique et qui est partiellement classée comme forêt de protection. La bataille de l'Ochsenfeld désigne la bataille qui opposa les Romains et les Germains dans le combat le plus acharné de l'époque près de Mulhouse. Selon la légende, cette bataille donna lieu à la fondation de Mulhouse ;
- Forêt de la Hardt : forêt de plaine caractérisée par une certaine sécheresse (600 millimètres de pluie par an dans la partie nord). Elle s'étend de Kembs jusqu'à Colmar en longeant l'unité urbaine de Mulhouse, entre l'Ill et le Rhin, sur l'ancien cône de déjection glaciaire du Rhin. C'est la seconde forêt d'Alsace avec ses 13 000 hectares, derrière la forêt de Haguenau. Propriété de l'État, elle est recensée comme zone de protection spéciale Natura 2000. Elle constitue la plus grande charmaie naturelle d'Europe et abrite également des pelouses steppiques très rares en Europe occidentale ;
- Ried : région de la plaine d'Alsace. Le Grand Ried s'étend du nord d'Ensisheim jusqu'à la périphérie de Strasbourg. Il a été modelé par les divagations du Rhin dans sa zone d'épandage avant sa canalisation. Une partie du territoire de Rhinau s'étend jusqu'en Allemagne, sous le nom de secteur non constitué en municipalité de Rhinau. Le Petit Ried est situé au nord de Strasbourg ;
- Kochersberg : une région aux terres lœssiques très fertiles, localisées entre les vallées de la Zorn, au nord, et de la Bruche au sud, le champ de failles de Saverne à l’ouest, et à l’est, le rebord de la terrasse rhénane ;
- Outre-Forêt : il s'agit de la zone située au nord de la forêt de Haguenau et au sud de la Lauter.

#### Hautes-Vosges

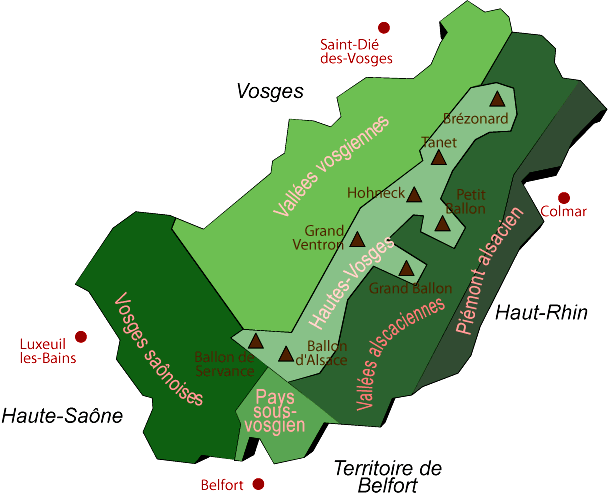
Carte du parc des ballons des Vosges - Hautes-Vosges.

Le parc naturel régional des ballons des Vosges s'articule autour des Hautes-Vosges et regroupe 208 communes d'une population totale de 256 000 habitants. Il a pour but la protection de ce patrimoine naturel.
- Vallée de la Thur (Val de Saint-Amarin) : le bassin montagneux de la Thur, fréquemment surnommé Val de Saint-Amarin, s'enfonce profondément dans la partie la plus élevée du massif vosgien. Au centre de cette enclave, Saint-Amarin se situe à 410 mètres d'altitude. Au débouché de la vallée dans la plaine, Thann se situe à 340 mètres d'altitude. Le ban communal de ce chef-lieu de canton, sous-préfecture depuis la fin de la Première Guerre mondiale, déborde sur la plaine d'Alsace. Mise à part la viticulture (vignoble escarpé du grand cru Rangen, le plus méridional d'Alsace), l'agriculture ne joue aucun rôle depuis longtemps. L'industrie s'est développée à partir des années 1780, avec l'implantation, en premier lieu, de manufactures d'impression sur étoffe. Le textile a décliné après la crise des années 1930 et la Seconde Guerre mondiale. Le patrimoine forestier est important ;
- Vallée de la Lauch : le surnom de Florival a été donné à la vallée vosgienne de la Lauch, en amont de Guebwiller, et aux vallons afférents. C'est l'univers du romancier Jean Egen, le « Hans du Florival ». Courte (une quinzaine de kilomètres), enclavée, peu peuplée en dehors de Guebwiller mais verdoyante, cette vallée ne constitue pas vraiment un « pays », mais a une identité marquée, notamment sur le plan touristique avec l’abbaye de Murbach, le lac de la Lauch et l’accès à la station du Markstein et à la route des crêtes dans le Parc régional des ballons des Vosges. Le Bechenthal, vallon affluent de la Lauch, au nord-ouest de Guebwiller, est l'écrin de l'abbaye de Murbach, Saint-Léger ;
- Vallée de Munster : on dénomme communément « vallée de Munster » la haute et moyenne vallée de la Fecht, bassin-versant nettement circonscrit par les crêtes montagneuses. Cette vallée, qui fut très industrialisée au temps du textile, a une vocation agricole, forestière et touristique. Elle garde une identité marquée. Munster, à 380 mètres d'altitude, au confluent de la Petite-Fecht et de la Fecht, est une ville d'origine ancienne, commerçante, siège du parc régional des Ballons des Vosges ;
- Vallée de la Doller : cette vallée dont la plus grande ville est Masevaux (devenue Masevaux-Niederbruck à la suite de sa fusion avec Niederbruck le 1er janvier 2016), abrite la rivière du même nom et est dominée par le Ballon d'Alsace à 1 247 m. Cette vallée a la particularité d'être un carrefour vers les autres régions et départements, car elle se situe à la frontière du Territoire de Belfort, en Franche-Comté, avec les communes de Petitefontaine ou Rougement-Le-Château ; et du département des Vosges, avec la commune de Saint-Maurice-sur-Moselle, de l'autre côté du Ballon d'Alsace.

#### Vosges centrales
La dénomination, floue en ce qui concerne l'Alsace, pourrait désigner la partie du massif située au sud-ouest du Bas-Rhin, frontalière de la Lorraine. En Lorraine en revanche, le territoire appelé « Pays des Vosges centrales » regroupe officiellement plusieurs communes, dont Épinal (syndicat mixte de pays, concernant environ 10 % de la région).
- Vallée de la Bruche : la dénomination vallée de la Bruche désigne le bassin de la Bruche, en amont de Wisches, et les vallées afférentes. Elle inclut le petit pays toujours dénommé Ban de la Roche, à peu près centré sur le cours de la Schirgoutte. Schirmeck et La Broque constituent l'agglomération principale. Leurs habitants se disent volontiers « Alsaciens et Vosgiens », non des « Vosges centrales » ;
- Vallée de Villé ;
- Vallée de Sainte-Marie-aux-Mines ou le val d'Argent.

#### Vosges du Nord
Cette région montagneuse est, dans sa majeure partie, occupée par le parc naturel régional des Vosges du Nord qui est né le 30 décembre 1975 et regroupe actuellement 113 communes. Il associe plusieurs milieux forestiers, tels que la hêtraie, la chênaie, l'aulnaie ou encore la pinède sur tourbe. Ces derniers abritent une foule d'animaux et de végétaux tels que le pic noir, l'aspérule odorante, le mélampyre des prés ou encore le populage des marais.

#### Alsace bossue
L'Alsace bossue (’s Krumme Elsass) fut peuplée dès le Néolithique. Elle regroupe les communes autrefois intégrées aux anciens comtés de Sarrewerden et de la Petite-Pierre et à la seigneurie de Diemeringen et d'Asswiller. De nos jours de nombreux vestiges archéologiques et châteaux sont encore visibles.
Ancienne terre d'Empire, une des dernières à avoir été rattachée à la France en 1793, cette région, pendant les périodes d'Ancien Régime, vit s'installer des Hollandais, des Français, des Suisses, des Allemands et même des Autrichiens. Certains villages possèdent une église catholique, une église protestante et une synagogue.
Cette région a su conserver un patrimoine exceptionnel, Bonnefontaine (Bas-Rhin), une des plus riches stations néolithiques d'Alsace avec son château Empire, Mackwiller, qui possède un palais romain avec thermes et mausolée. On y a découvert un des plus grands sanctuaires du dieu Mithra du monde occidental. On peut également découvrir la Wasserburg de Lorentzen ou le château Renaissance de Diedendorf qui possède les plus belles peintures murales de l'Est de la France. De nombreuses églises gothiques, baroques et néoclassiques, des architectures bourgeoises, des oriels, des villages préservés de l'urbanisme ont su garder tout leur cachet.
L'Alsace bossue est en effet une zone rurale avec de nombreux vergers, des forêts ombragées, des rivières poissonneuses. À l'aube du XXe siècle, l'industrialisation des campagnes s'est caractérisée par l'implantation de manufactures. Les chapeaux de paille de Langenhagen, la Corderie Alsacienne Dommel, les couronnes de perles Karcher, les gazogènes Imbert ont été longtemps des fabrications de renommée mondiale. Le musée régional de l'Alsace Bossue à Sarre-Union permet de découvrir le patrimoine de toute une région.
Avant la révolution de 1789 : à la suite du traité de Ryswick (1697), Louis XIV avait dû restituer aux comtes de Nassau dans le cadre de l'Empire (c'est-à-dire du royaume d'Allemagne) l'ancien comté de Sarrewerden, à l'exception de Bockenheim-Sarrewerden – aujourd'hui Sarre-Union – recouvrés par Léopold Ier duc de Lorraine. En 1766, ces deux provinces revinrent avec la Lorraine à la couronne française. Entre-temps, pour compenser la perte de Sarrewerden, l'ancienne capitale du comté, les princes de Nassau avaient fondé en 1702 (sur le ban communal de Zollingen, actuelle « Ville neuve » (Neustadt) appelée Neusaarwerden. En 1794, Neusaarwerden et Bockenheim ou Boquenom furent réunies sous le nom de Sarre-Union.
Les autres localités de l'ancien comté de Sarrewerden et de la prévôté de Herbitzeim furent réparties entre les Nassau-Sarrebrücken (bailliage de Harskirchen) et les Nassau-Weilburg (bailliage de Neusaarwerden). Ces terres formaient une enclave à majorité protestante entourée par les terres de la catholique Lorraine. En 1557, année de l'introduction de la réforme luthérienne dans le comté, la Kirchen-ordnung de Deux-Ponts réglementait la vie religieuse dans la plupart des paroisses des vallées de la Sarre, de l'Eichel et de l'Isch.
Ce fut Nicolas François Blaux, maire catholique de Sarreguemines et député, qui fut le véritable artisan du rattachement du comté de Saarwerden au Bas-Rhin. Le 23 novembre 1793, la Convention ratifia la décision d'ériger Neusaarwerden en district et d'incorporer au département bas-rhinois les six cantons nouvellement créés : Bouquenom, Neuf-Saarwerden, Harskirchen, Wolfskirchen, Drulingen et Diemeringen. L'organisation du district incomba au député Philippe Rühl. Ainsi le Bas-Rhin allait franchir le col de Saverne et se prolonger sur le plateau lorrain pour s'enrichir de quarante-trois communes fortes de près de dix-huit mille habitants devenant Alsaciens.

### Géologie

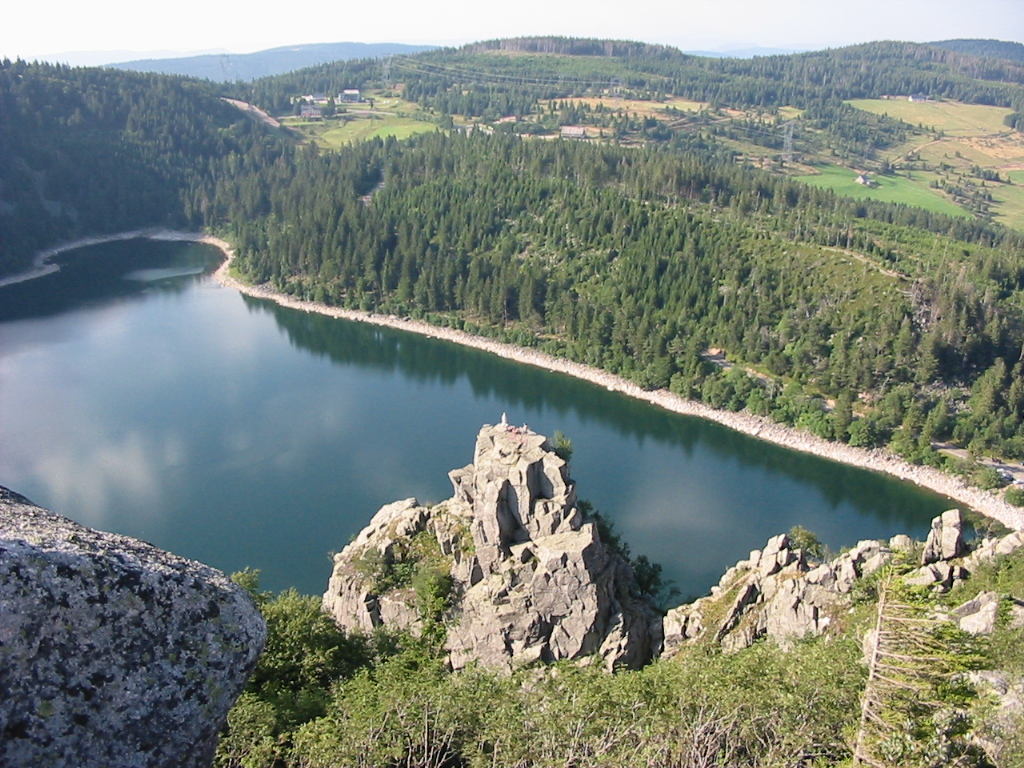
Le lac Blanc.

L'Alsace est avant tout connue pour le grès à Voltzia, du Buntsandstein, qui confère sa couleur à la cathédrale de Strasbourg. Le granite des crêtes vosgiennes et les gneiss de Sainte-Marie-aux-Mines, ainsi que le Dévonien-Carbonifère de la vallée de la Bruche présentent également un intérêt.
Bouxwiller est connu pour ses fossiles, et Achenheim pour ses lœssières. Selon le professeur Jean-Jacques Jaeger, paléontologue alsacien, découvreur de Bahinia pondaungensis au Myanmar, l'« origine et l'évolution de l'homme ne peuvent plus être considérées comme exclusivement africaines […] Cela signifie que nos lointains ancêtres sont arrivés en Afrique il y a au moins 39 millions d'années, très probablement d'Asie »,.
Deux circuits géologiques sont aménagés pour le grand public. Il s'agit du sentier géologique du Bastberg à Bouxwiller, et du sentier géologique du Wolfloch à Sentheim.

#### Protérozoïque
C'est au fond de la vallée de Villé, au Climont qu'affleurent les roches les plus vieilles de la région. Il s'agit des gneiss du Climont, estimés à un milliard d'années,.

#### Paléozoïque
Dans la vallée de Villé affleurent les schistes de Villé, datés du Cambrien et de l'Ordovicien, ainsi que les schistes de Steige, datés de l'Ordovicien et du Silurien.
Des gneiss datés du Dévonien occupent une vaste zone dans la région de Sainte-Marie-aux-Mines. Ils témoignent de la collision varisque entre les deux domaines saxo-thuringien au nord et moldanubien, au sud. La suture continentale, qui se manifeste par une zone très broyée entre Lubine et Lalaye, se termine au milieu de Dévonien. La carrière du Bergenbach à Oderen conserve la trace de la collision qui se produit il y a 330 millions d'années. On y trouve des ophiolites, avec des péridotites serpentinisées et des gabbros. En fait, des écailles tectoniques dues à la suture de plaques après un phénomène de subduction s'observent non seulement à Bergenbach, mais aussi à Thalhorn, et au Treh.
Dans la vallée de la Bruche, les marbres de Russ correspondent à un ancien massif corallien.
À la faveur de l'orogenèse varisque, qui va du Dévonien au Permien en passant par le Carbonifère, les granites et les grauwackes se mettent en place. Ces derniers résultent de l'érosion de la chaîne de montagne. Les migmatites de Kayserberg montrent une roche encaissante imparfaitement digérée par la remontée du magma. Au Carbonifère se forme le bassin houiller de la vallée de Villé. On note la présence d'une ancienne mine d'uranium à Saint-Hippolyte.
Au Permien, le volcan du Nideck se révèle explosif. Avec les grès de Champenay, rapportés au Permien, s'achève le Paléozoïque en Alsace. Ils marquent la transition entre le socle et la couverture. Le Paléozoïque s'achève par l'extinction permienne.

#### Mésozoïque
Le Mésozoïque se compose du Trias (avec le Bundsandstein, le Muschelkalk et le Keuper), du Jurassique et du Crétacé.
Les grès à Voltzia fournissent de riches collections fossiles du Bundsandstein, mis en place dans un contexte fluviatil. La mer du Muschelkalk (ou mer des calcaires coquilliers), qui s'avance en Alsace depuis l'est de l'Europe, livre une des plus riches faunes aquatiques d'Alsace. Au Keuper, la mer évolue vers des lagunes, comparables à des marais salants. Le sel gemme de Lorraine et le gypse du Kochersberg précipitent.
Au Jurassique inférieur se mettent en place, les marnes grises (improprement appelées schistes gris), marquées par une alternance de bancs de calcaire et d'un mélange d'argile et de carbonate de calcium, en fonction de la profondeur des fonds marins, puis les schistes bitumineux (à l'appellation là encore impropre).
Au Jurassique moyen, la profondeur marine diminue, pour atteindre au maximum une dizaine de mètres. C'est dans ces conditions que se forment les calcaires oolithiques. Au tout début du Jurassique supérieur se développent les récifs coralliens de Ferrette. On ne trouve aucune trace du Crétacé en Alsace. La région est alors exondée, cependant que l'orogenèse alpine débute.

#### Cénozoïque
Géodynamique
L'Alsace occupe la partie sud-ouest du fossé rhénan, sur la rive gauche du Rhin. C'est un fossé d'effondrement d'âge oligocène, formant la plaine d'Alsace, et associé aux épaulements latéraux que sont les Vosges et la Forêt-Noire. Il appartient à un plus vaste ensemble, connu sous le nom de rift ouest-européen, qui court du sillon rhodanien jusqu'au rift d'Oslo, en Norvège. La plaine d'Alsace a tendance à s'abaisser et les reliefs bordiers s'élèvent, phénomène encore à l'œuvre. La faille vosgienne s'enfonce de plusieurs centaines de mètres, tandis que la faille rhénane s'enfonce de plusieurs milliers de mètres. Entre les deux s'établit une mosaïque de compartiments: les champs de fractures sous-vosgiens, (et sous-schwarzwaldiens en Forêt-Noire). Des remontées de lave donnent naissance à des volcans à Riquewihr, Ribeauvillé et Gundershoffen. Toutefois, le plus grand d'entre eux reste celui du Kaiserstuhl, en Allemagne, en face de Colmar.
La structure tectonique du sous-sol (fossé d'effondrement) explique une certaine activité sismique. La zone la plus active sur le plan sismique en Alsace est le Sundgau dans le Sud du Haut-Rhin, tant par le nombre que par l’intensité des séismes qui l’ont touché. Ce territoire a été frappé par plusieurs séismes d’intensité supérieure à VI. Le plus dévastateur fut celui de Bâle du 18 octobre 1356 (intensité épicentrale VIII-IX), d'une ampleur inédite en Europe de l’Ouest. Bien que moins soutenue, l’activité sismique du fossé rhénan est significative et apparaît plus forte que celle des régions voisines. Une dizaine de séismes d’intensité supérieure à VI sont à dénombrer, dont le plus récent date du 15 juillet 1980. Le massif vosgien ne montre qu’une activité sismique diffuse et peu intense. Le fort géotherme, conséquence de la remontée mantellique qui eut lieu à l'aplomb du rift, permet une exploitation géothermique expérimentale à Soultz-sous-Forêts. À Preuschdorf sourd une eau à plus de 70 °C,, à la source des Hélions.
Le massif du Jura, formé par glissement (induit par la surrection alpine) de la couverture mésozoïque sur les formations triasiques (« couches savon ») recoupe la région de Belfort.
Géomorphologie
Le rehaussement des reliefs bordiers, plus marqué dans le sud que dans le nord de la région, se traduit par une intense érosion, s'attaquant d'abord aux terrains jurassiques, puis aux terrains triasiques, pour enfin mettre à nu le socle dans le sud. Au nord, le socle n'apparaît qu'exceptionnellement, comme à Windstein (où effleure le granite), et à Wissembourg au lieu-dit Weiler (où effleurent les grauwackes). En moins de 50 millions d'années, les reliefs sont érodés, et les sédiments arrachés viennent combler le fossé. C'est ainsi que les Vosges sont constituées au nord par des grès du Buntsandstein, et au sud par du granite; les granites sont des structures hercyniennes exhumées lors des soulèvements latéraux conjoints à l'effondrement du rift.
À l'Éocène se forme le lac de Bouxwiller, qui sera étudié par le grand paléontologue Georges Cuvier. À l'Oligocène, les eaux salées précipitent, le lessivage des formations salifères du Keuper ayant joué un rôle important dans ce processus. Ainsi sont apparues les potasses, jadis exploitées dans la région de Mulhouse.
Le fossé rhénan se forme à l'Éocène inférieur. À l'Éocène supérieur, la mer Thétys pénètre par le sud. À l'Oligocène, il y a 30 Millions d'années, la mer pénètre massivement dans le fossé également depuis le nord.
Au Quaternaire, des dépôts éoliens de lœss ont lieu, comme en témoignent les lœssières d'Achenheim et d'Hangenbieten.
Le Sundgau qui était alors un vaste plateau calcaire a été recouvert par les mers secondaires, au commencement de l'ère tertiaire. À la fin du Tertiaire et au début du Quaternaire la surélévation des Vosges et de la Forêt Noire entraîne la formation du Jura qui est le résultat de plusieurs phases de plissements, entrecoupées par des phases d'érosion. La nappe de cailloutis d'origine alpine que l'on trouve dans le Sundgau est due à l'érosion très intense du Jura par le Rhin qui, pris dans un couloir, rejoignait l'actuelle vallée du Doubs. Ce n'est que l'affaissement du fossé rhénan qui a modifié le cours du Rhin et le régime hydrographique par les phénomènes de capture (voir Aar-Doubs).
Le Jura, soulevé plus tardivement (au Miocène) est constitué de calcaires et de marnes d'âge le plus souvent jurassique, donc beaucoup plus anciens que les formations de la plaine alluviale du Rhin.

### Climat

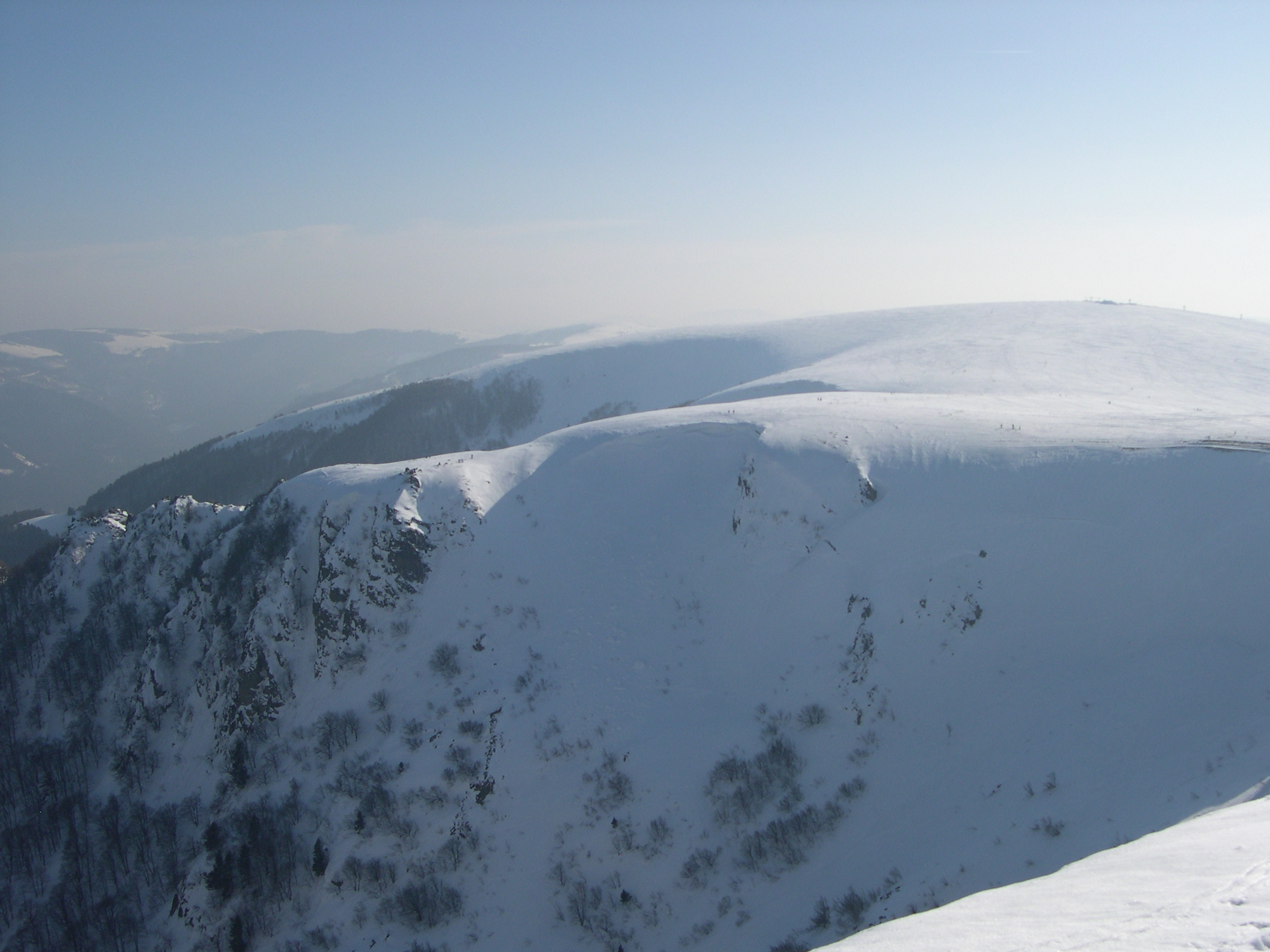
Le sommet du Hohneck en hiver.

Le climat alsacien est semi-continental d'abri et montagnard sur les hauteurs. La continentalité est marquée dans le fossé rhénan par des précipitations estivales plus importantes qu’en hiver et une amplitude thermique annuelle extrême, c’est-à-dire l’écart entre la température maximale moyenne de juillet et la température minimale moyenne de janvier, qui dépasse les 27,5 °C. À l’échelle de la France, ces deux marqueurs sont typiques de la plaine alsacienne. En revanche, sur les reliefs la répartition annuelle des précipitations est similaire à celle du reste de l’hexagone et l’amplitude extrême thermique annuelle y est assez faible (14 °C au Grand Ballon soit moins qu’à Paris). Plus l'altitude est faible, plus le climat semi-continental prend le dessus.
Une des caractéristiques de la plaine d'Alsace est l'effet de foehn, en effet le massif des Vosges protège l'Alsace des précipitations qui s'accumulent coté lorrain et rend ainsi la plaine d'Alsace sèche et ensolleillée, de Strasbourg à Mulhouse.
Données pour Meyenheim (limite Sud-Alsace/Centre-Alsace)
| Température la plus basse         | −24,8 °C        |
| Jour le plus froid                | 27 février 1986 |
| Année la plus froide              | 1963            |
| Température la plus élevée        | 40,9 °C         |
| Jour le plus chaud                | 16 août 1974    |
| Année la plus chaude              | 1994            |
| Hauteur maximale de pluie en 24 h | 80,6 mm         |
| Jour le plus pluvieux             | 10 juillet 1989 |
| Année la plus sèche               | 1962            |
| Année la plus pluvieuse           | 1999            |

- Record de chaleur : 40,9 °C à Colmar le 13 août 2003.
- Record de froid : −30,2 °C au Grand-Ballon (1 424 mètres) le 10 février 1956.

Le climat connaît davantage d'influence océanique et est beaucoup plus humide dans le Sundgau, dans l'Alsace bossue ou l'Outre-Forêt.
Le relief de l’Alsace orienté perpendiculairement au flux d’ouest fœhn les perturbations océaniques, en particulier au Sud de la région. Ainsi le Grand Ballon fait partie des stations les plus arrosées de métropole et Colmar située à moins de 25 km celle des plus sèches avec seulement 607 mm de précipitations à l’année. La région de Colmar connaît en moyenne entre 95 et 100 jours de pluie par an contre 170 sur le relief. Ce climat, avec un été ensoleillé, est idéal pour le vignoble d'Alsace et les arbres fruitiers. L'importance de la nappe phréatique rhénane combinée à la proximité du Rhin et de rivières importantes évite toutefois à la région les conséquences d'éventuelles sécheresses.

## Toponymie
L'étymologie du nom d’Alsace n'est pas établie et continue à faire l'objet de recherches. Plusieurs théories existent, mais aucune n'est satisfaisante d'un point de vue scientifique. La région étant une zone de contact linguistique, une raison à ces difficultés étymologiques pourrait être que le nom est le résultat de transformations successives apportées par chacune des langues celtiques, latines, franques et alémaniques.
L'étymologie fondée sur l'hypothèse alémanique est séduisante du fait de sa simplicité : dans cette acception, « Alsace » serait issu directement d'Elsass, anciennement écrit Elsaß.
- El- viendrait de l'alémanique Ell qui désignerait l'Ill, la principale rivière alsacienne qui traverse la région du sud au nord.
- saß viendrait du verbe sitzen (se trouver, être assis) (prétérit de l'allemand : saß – prétérit du vieil anglais : sæt)[37], donc signifiant « résident ».

Dans cette logique, Elsass signifierait « le pays au bord de l'Ill » ou le « pays de l'Ill », le substantif « pays » étant dérivé de « saß » (« l'assise »),.
Toutefois, selon Michel Paul Urban, auteur en 2003 d'un dictionnaire étymologique des toponymes alsaciens, le nom de l'Alsace proviendrait de la racine paléo-européenne AL-(i)S qui indique le « mouvement d'une eau qui dépasse » en référence au phénomène des sources et résurgences qui apparaissent en maints endroits dans les marécages du Ried. Ainsi, il y aurait bien une origine hydronomique au nom « Alsace », mais plutôt pour désigner ce qui était une étendue de petits cours d'eau et de marécages.

## Histoire et culture

### Subdivisions historiques et culturelles

#### Haute-Alsace

Le drapeau de la Haute-Alsace est rouge barré de jaune et orné de part et d'autre de la barre de trois couronnes jaunes (Blasonnement : De gueules à la bande d'or accompagnée de six couronnes du même, trois en chef et trois renversées en pointe).

La Haute-Alsace (Oberelsass) est la partie méridionale de l'Alsace, correspondant à peu près aux départements actuels du Haut-Rhin et du Territoire de Belfort. La traduction allemande, Oberelsass, est encore utilisée de nos jours par les Allemands et les Suisses pour désigner le département du Haut-Rhin. Actuellement, Haute-Alsace est synonyme de Haut-Rhin. Ce nom a été utilisé dès l'époque du Saint-Empire romain germanique et sous l'Ancien Régime entre 1648 et 1789.
Sous l'Empire allemand, lors de l'intégration de l'Alsace-Lorraine de 1870 à 1918, Il s'agissait alors d'un district (Bezirk), à la tête duquel se trouve un Bezirkspräsident, équivalant au préfet français. Son chef-lieu était Colmar. La dénomination « Haute Alsace » n'est plus guère utilisée dans les milieux socio-économiques rhénans où on préfère se référer à des territoires géographiques plus valorisants, le Sud-Alsace piloté par Mulhouse et le Centre-Alsace regroupant le binôme Colmar-Sélestat.
Villes principales :
- Colmar, 68 000 habitants. Agglomération principale du Centre-Alsace (Rouffach-Sélestat) et préfecture du Haut-Rhin ;
- Belfort, 45 000 habitants. Détachée du Haut-Rhin à la suite de la guerre franco-allemande de 1870 qui se solda par l'annexion de l'Alsace-Lorraine par l'empire allemand ;
- Montbéliard (1800-1816), 25 000 habitants. Ancienne Principauté de Montbéliard (Grafschaft Mömpelgard) fondée par l'empereur Henri III du Saint-Empire annexée par la France en 1793. Montbéliard fut rattachée au Haut-Rhin de 1800 à 1816 ;
- Saint-Louis, 24 000 habitants ;
- Guebwiller, 11 000 habitants ;
- Cernay, 11 500 habitants ;
- Thann, 7 700 habitants.

#### République de Mulhouse

Drapeau de la république de Mulhouse.

La république de Mulhouse (en allemand Stadtrepublik Mülhausen) est une ancienne cité-État d’Europe occidentale située dans le Sud de l’Alsace et constituée autour de la ville de Mulhouse. Elle adopta un fonctionnement républicain en 1347 par l'élection du premier bourgmestre. Elle est contrainte de rompre progressivement ses relations avec le reste de l'Alsace pour se lier militairement aux confédérés suisses à la suite de la guerre des Six Deniers. Cet événement-clé de l'histoire de la cité voit la Décapole incapable de faire face aux armées de la noblesse décidées à mettre fin à l'expérience républicaine de Mulhouse. En 1529, la Réforme protestante aboutit à l'établissement complet et exclusif du culte protestant. À partir de 1746, elle devint un précurseur dans la révolution industrielle. Elle vota, sous la contrainte militaire, sa réunion à la France le 15 mars 1798, elle était alors une cité industrielle puissante et prospère, un moteur de la révolution industrielle en Europe.
Villes principales :
- Mulhouse, 108 000 habitants. Agglomération principale du Sud-Alsace rassemblant 286 000 habitants (INSEE). La ville fut intégrée au département du Haut-Rhin en 1798 après la chute de la république de Mulhouse ;
- Illzach, 14 300 habitants.

#### Basse-Alsace

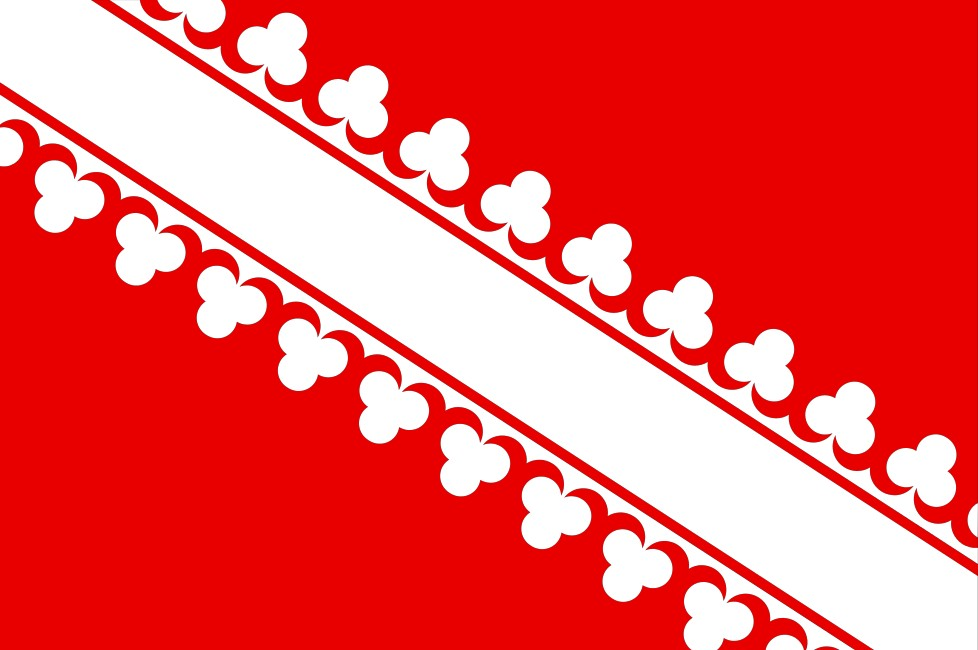
Le drapeau de la Basse-Alsace est rouge barré de blanc et orné de part et d'autre de dentelle blanche. (Blasonnement : De gueules à la barre d'argent côtoyée de deux cotices fleuronnées du même).

La Basse-Alsace (Unterelsass) est la partie septentrionale de l'Alsace, correspondant à peu près au département actuel du Bas-Rhin. Comme pour la Haute-Alsace, ce nom a été utilisé dès l'époque du Saint-Empire romain germanique et sous l'Ancien Régime entre 1648 et 1789. Il a été à nouveau utilisé lors de l'intégration de l'Alsace-Lorraine à l'Empire allemand, de 1870 à 1918. Il s'agit alors d'un district (Bezirk), à la tête duquel se trouve un Bezirkspräsident, équivalent d’un préfet français. Son chef-lieu est Strasbourg. Le terme Unterelsass est encore employé de nos jours par les peuples de langue allemande pour désigner le département du Bas-Rhin. La ville de Landau et ses environs, partie la plus septentrionale de Basse-Alsace, est en Allemagne.
Villes principales :
- Haguenau, 35 500 habitants
- Molsheim, 9 300 habitants
- Landau, 47 000 habitants
- Saverne, 11 300 habitants
- Schiltigheim, 35 000 habitants
- Sélestat, 19 300 habitants
- Strasbourg, 290 500 habitants
- Wissembourg, 7 500 habitants

### Histoire

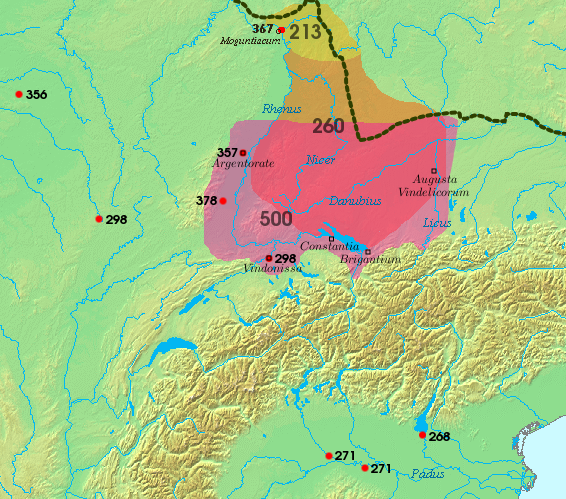
Expansion du royaume d'Alémanie du IIIe siècle au VIe siècle.

L'Alsace, zone originelle du peuplement celtique. La zone jaune montre la région de la naissance de La Tène. La zone verte suggère une extension probable de l'influence celtique autour de -1000. La zone orange indique une région celtique possible autour de -400.

À la différence de ses provinces et régions voisines, l'Alsace n'a jamais connu de période d'indépendance ou d'autonomie de forme centralisatrice. L'Alsace a longtemps été caractérisée par le confédéralisme. La région doit sa culture et son dialecte aux Alamans (à ne pas confondre avec les Allemands), qui s'établirent dans la région en 378, l'alsacien d'aujourd'hui est un dialecte alémanique.
La région fut sous l'autorité du Saint-Empire romain germanique de 962, date de sa création, jusqu'en 1648, puis elle perdit son autonomie en passant sous contrôle de la France après son annexion progressive au XVIIe siècle.
C'est en Alsace que sont nés les ancêtres de la puissante dynastie des Habsbourg qui régnèrent en maîtres, plusieurs siècles durant, sur toute l'Europe centrale.
La plaine d'Alsace, subissant l'effet de foehn et étant naturellement irriguée, a toujours été une terre fertile et propice à l'agriculture céréalière, les collines sous-vosgiennes, le piémont, était le domaine réservé de la vigne tandis que les vallées vosgiennes et l'Ochsenfeld (champs des bœufs) abritaient d'immense troupeaux de bovins, on y cultivait également du chanvre. Les forêts et le ried (régions de prés inondables et/ou de forêts tunnels) étaient fort riches en gibier. Le tout, réparti le long du Rhin, l'axe fluvial majeur européen, qui permettait ainsi un commerce soutenu et des revenus réguliers. L'Alsace a donc de tout temps été une région riche qui a suscité les convoitises des grandes puissances européennes. L'histoire de l'Alsace fut donc rythmée par les guerres et les annexions.
Quelques repères :

#### Période pré-alémanique

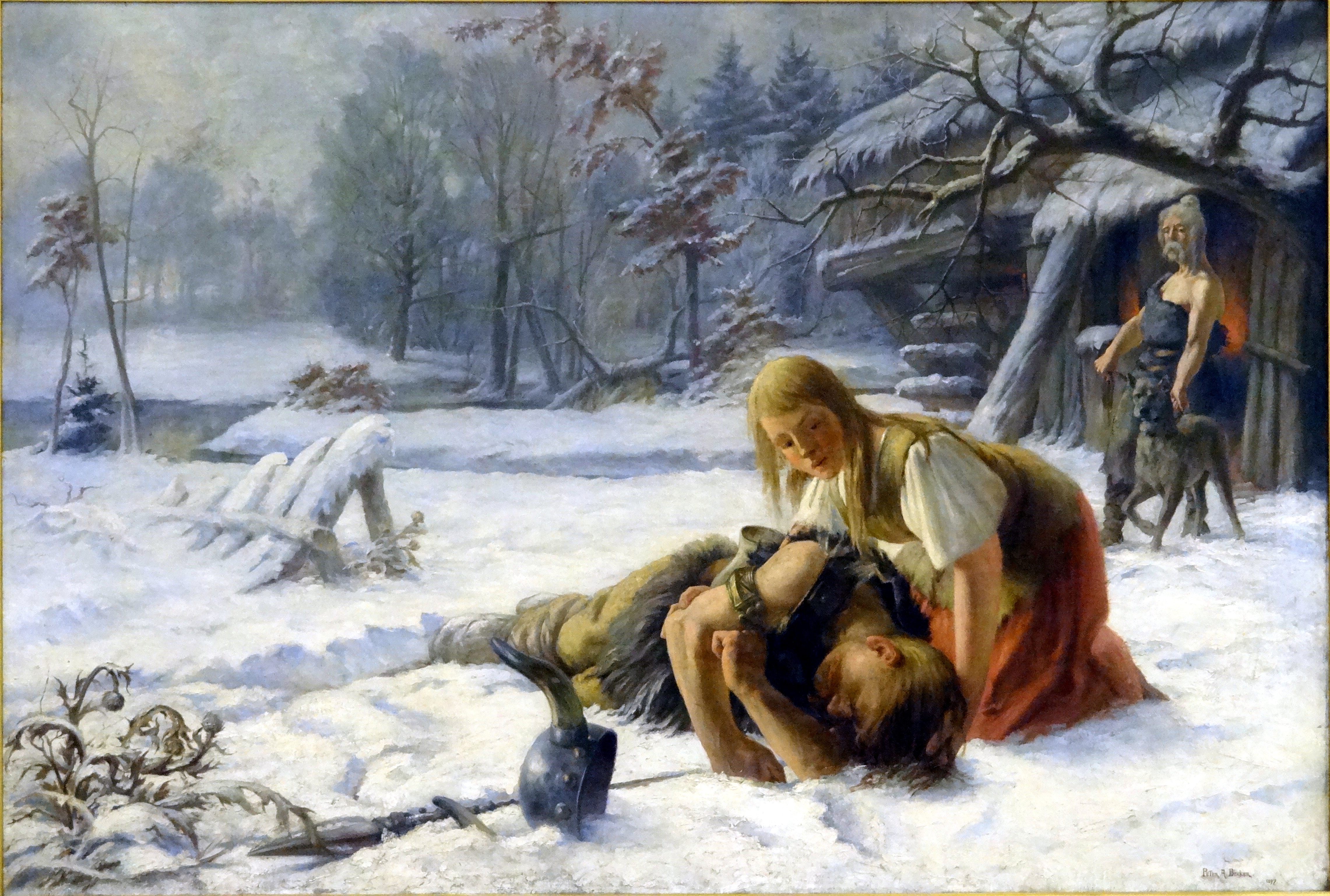
Peter Becker - Fondation légendaire de Mulhouse - Soldat d'Arioviste blessé recueilli par la fille d'un meunier.

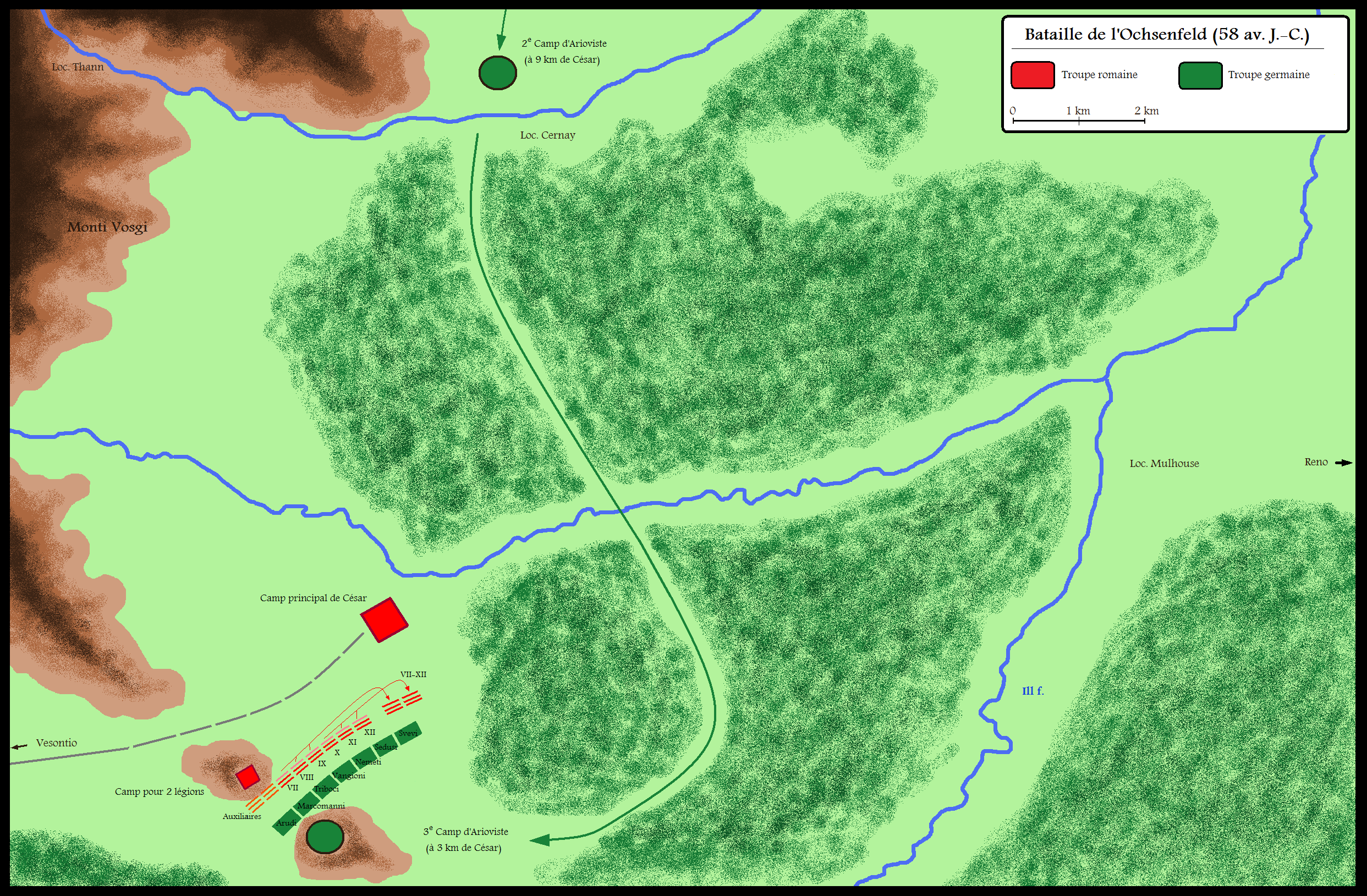
Bataille de l'Ochsenfeld opposant César à Arioviste en 58 av. J.-C.

- Les traces de peuplement humain les plus anciennes (outils en silex découverts à Achenheim[41]) remontent au Paléolithique[41].
- Les premiers « villages » apparaissent au cours du Néolithique, à la suite d'une migration de peuples venant de l'est[41].
- IIe millénaire avant l'ère commune : les Celtes arrivent dans le territoire qui forme aujourd'hui l'Alsace.
- Ve siècle - Ier siècle av. J.-C. : l'Alsace était divisée entre deux tribus celtes : les Séquanes dans le sud et les Médiomatriques dans le nord.
- 72 av. J.-C. : les peuples germaniques (composés majoritairement des Suèves et des Triboques) traversent le Rhin et s'installent en Alsace (estimés entre 137 000 et 275 000 selon l'historien August Meitzen).
- 58 av. J.-C. : bataille de l'Ochsenfeld[42]. Elle vit la victoire des Romains commandés par Jules César, général et proconsul des Gaules, sur le chef suève Arioviste dans le Sud de l'Alsace. Arioviste réussit à s'enfuir de l'autre côté du Rhin, ceux qui ne réussirent pas à faire de même furent massacrés par les romains, le reste de la population fut mélangé aux peuples celtes. C'est une bataille majeure de la guerre des Gaules, victoire à partir de laquelle les Romains vont décider de rester en Gaule et conquérir le pays. Une version de la fondation légendaire de Mulhouse est associée à cette bataille. L'Alsace est annexée par la république romaine à l'issue de la bataille de l'Ochsenfeld puis devient une province de l'empire romain en -27. La langue latine supplante progressivement et remplace les langues celtes[réf. nécessaire].
- 12 av. J.-C. : création du camp fortifié romain d'Argentoratum, anciennement Argentorata en Celte. Naissance de la ville de Strasbourg.
- À la fin du Ier siècle apr. J.-C., sous les empereurs Vespasien et Domitien, les Romains occupent le saillant entre Rhin, Neckar et Danube (les Champs Décumates) et fondent plusieurs colonies romaines dont Sumolecenna (l'actuelle Rottenburg am Neckar), Civitas Aurelia Aquensis (Baden-Baden), Lopodunum (Ladenburg) et Aræ Flaviæ (Rottweil).
- À partir de la seconde moitié du IVe siècle apr. J.-C., de nombreux Germains, notamment des Alamans s'installèrent progressivement dans l'Alsace romaine.

#### Établissement des Alamans

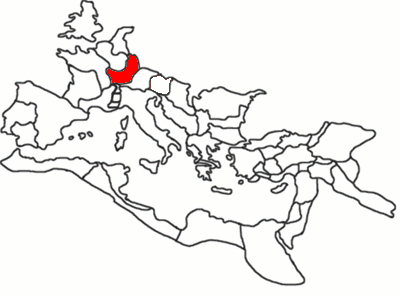
La Germanie supérieure dans l'Empire romain, vers 120.

- 298 : l'empereur Constance Chlore repousse au-delà du Rhin d'importantes bandes d'Alamans (plus de vingt mille hommes) qui avaient pénétré dans l'Est de la Gaule après les avoir battues devant Langres.
- 357 : le futur empereur romain Julien bat sévèrement les Alamans qui essayaient d'envahir l'Alsace à la bataille d'Argentoratum (Strasbourg).
- 378 : l'empereur Gratien repousse de nouveau les Alamans qui pénétraient en Alsace.
- 406 : profitant du gel du Rhin, les Alamans et d'autres peuples barbares pénètrent à nouveau en Alsace. Les Romains et leurs alliés fédérés francs ont de plus en plus de mal à les contenir. L'évêque Flodoard qui vit au Xe siècle cite une lettre de Jérome de Stridon qui écrit que de nombreuses villes dont Reims et Strasbourg sont passées en Germanie[43]. La progression des Alamans s'étend rapidement.
- Vers le milieu du Ve siècle, les Romains perdent définitivement le contrôle de la plaine d'Alsace où les Alamans s'installent pour y répandre leur culture, leur langue (l'alsacien, alémanique) et construire des villes. Ils mettent en place une confédération de petits royaumes appelée royaume d'Alémanie. Alamanni signifie « tous les hommes » en germanique (cf. allemand alle « tous » et Mann « homme »).
- Vers 496 : les Francs de Clovis battent les Alamans à Tolbiac mais ces derniers restent les plus nombreux en Alsace bien qu'en théorie inféodés aux Francs.
- 511 : l'Alsace est rattachée au royaume franc d'Austrasie. Ce royaume, qui peut être considéré comme le berceau de la dynastie carolingienne[44], couvrait le nord-est de la France actuelle, les bassins de la Meuse et de la Moselle, jusqu’aux bassins moyen et inférieur du Rhin.
- VIIe siècle : christianisation de l'Alémanie.
- 709-712 : nouvelle guerre entre les Francs et les Alamans.
- 746 : procès de Cannstatt. Exécution d'une partie des nobles du peuple alaman. Cannstatt, ancien castrum romain, était l'une des principales localités du duché d'Alémanie. Le fils de Charles Martel, Carloman, maire du palais d'Austrasie, y convoqua une assemblée de justice, ou plaid, et accusa de trahison les princes alémaniques qui avaient participé au soulèvement du duc Theudebald de Bavière et du duc Odilon de Bavière. Le jugement étant sans appel, il fit exécuter une partie de la noblesse, et déposséda l'autre partie, au profit de la noblesse franque. Ce coup de force mit fin à la rébellion des Alamans[45] et permit l'intégration du duché d'Alémanie au domaine austrasien, qui fera peu après partie intégrante de l’empire carolingien[46]. Si à partir de ce moment, il n'y aura plus d'unité alémanique et les pays alémaniques seront définitivement divisés en plusieurs États, la langue et la culture alémaniques subsisteront toutefois jusqu'à nos jours.
- 843 : le traité de Verdun, conclu par trois fils de Louis le Pieux, lui-même fils de Charlemagne, après une querelle d'héritage (voir les Serments de Strasbourg de 842), divise le royaume de Charlemagne en trois. L'Alsace fait désormais partie de la Francie médiane (domaine de l'empereur Lothaire).
- 855 : l'Alsace revient à Lothaire II et fait partie de la Lotharingie.
- 870 : la Lotharingie est partagée entre Charles le Chauve et Louis le Germanique. L'Alsace est rattachée à la Francie orientale (domaine de Louis le Germanique agrandi au traité de Meerssen). Elle fera ensuite partie du Saint-Empire romain germanique.
- Xe siècle : les Hongrois pillent l'Alsace à plusieurs reprises[47].
- 917 : naissance en Alsace de Gontran le Riche, plus vieil ancêtre confirmé de la dynastie des Habsbourg.

#### L'Alsace dans le Saint-Empire - l'âge d'or des cités alsaciennes

Saint-Empire romain germanique en 1648.

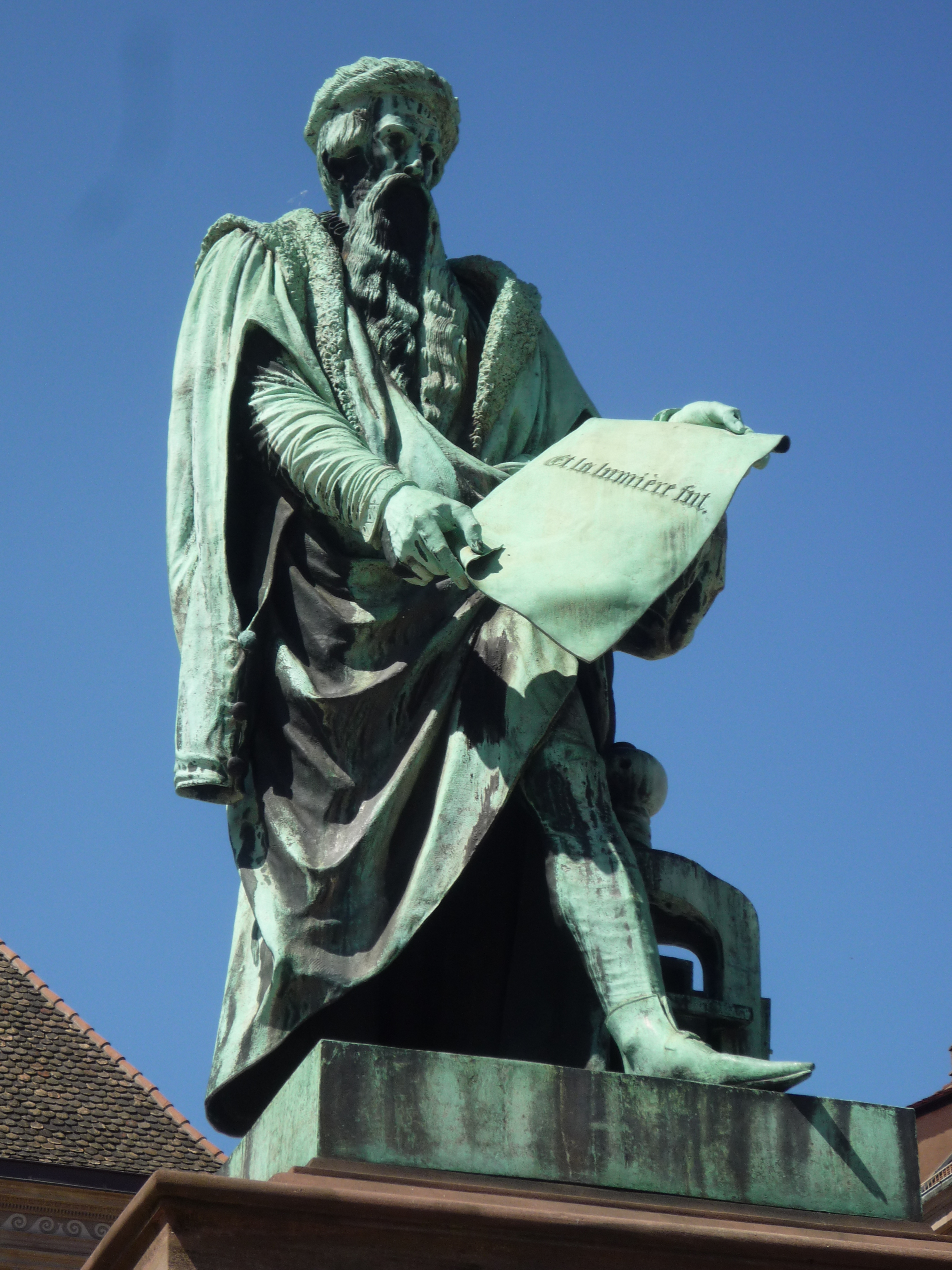
Statue de Gutenberg à Strasbourg.

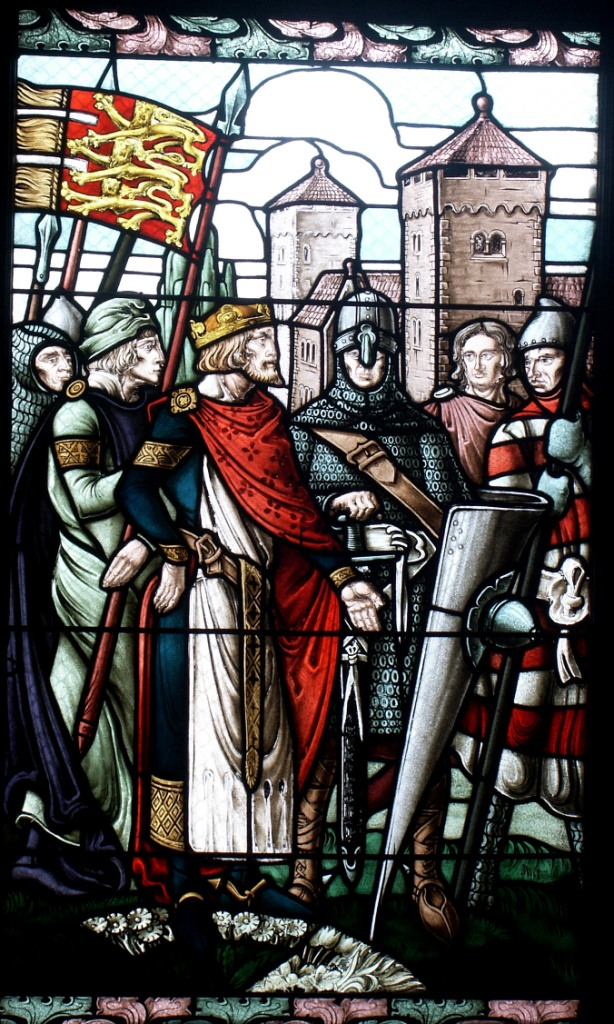
Comparution de Richard Cœur de Lion devant l'empereur Henri à Haguenau en 1193, vitrail de Léo Schnug, au musée historique de Haguenau.

- 962 : l'Alsace fait partie du Saint-Empire romain germanique.
- En 1161, Frédéric Barberousse élève Mulhouse au rang de ville libre de l'Empire, lui conférant ainsi une autonomie quasi totale. Il en fait ainsi une véritable cité, qui ne doit rendre de comptes qu'à l'empereur lui-même.
- En 1197, Philippe de Souabe, fils de Frédéric Barberousse est désigné empereur à Mulhouse.
- 1273 : le comte Rodolphe IV de Habsbourg, un seigneur politique, allié des bourgeois des villes de Strasbourg et de Zurich, accède, de manière inattendue, au trône impérial sous le nom de Rodolphe Ier de Habsbourg.
- 1347 : les Mulhousiens adoptent un fonctionnement républicain par l'élection de Jean de Dornach (Hans Guterolf Von Dornach) à la tête de la cité, la république de Mulhouse (Stadtrepublik Mülhausen) est née.
- 1354 : fondation de la Décapole, l'Alsace s'organise en une confédération de villes libres qui rassemble dix villes impériales. La Décapole possède pour les historiens et les économistes une particularité extrêmement rare, qui plus est pour l'époque : outre l'alliance militaire, l'entraide est également financière en cas de banqueroute. Cela permet aux cités alsaciennes de peser économiquement sur l'espace rhénan.

- 1386 (9 juillet) : bataille de Sempach

De nombreux nobles alsaciens qui combattent sous la bannière des Habsbourg sont tués lors de cette bataille. On chiffre ce nombre de tués à 15 % de la noblesse alsacienne.
- 1434 : premiers travaux de Gutenberg sur l'impression, à Strasbourg.
- 1444-1445 : invasion des Armagnacs, appelés par l'empereur Frédéric III du Saint-Empire pour mettre à mal l'autonomie des cités impériales ; après avoir écrasé les cités suisses, ils décident de s'attaquer aux cités alsaciennes. La noblesse alsacienne se joint à eux. Seules les villes fortifiées résistent. À la fin du siège, les Mulhousiens décident de dissoudre la corporation de la noblesse et expulsent les récalcitrants qui quittent la ville avec un profond ressentiment.
- 1466-1468 : guerre des Six Deniers, la noblesse de Haute-Alsace tente de se venger des Mulhousiens et déclare la guerre à la cité pour un motif futile. Les Mulhousiens sont abandonnés par la Décapole et doivent leur survie à une alliance militaire avec Berne et Soleure appuyée par Schwytz, Uri, Lucerne, Zurich, Zug et Glaris. Le conflit gagne rapidement en intensité et l'empereur Frédéric III du Saint-Empire tente en vain de le faire cesser. Le landvogt prend le parti de la noblesse qui assiège Mulhouse, ce qui provoque l'entrée de troupes de la Confédération en Haute-Alsace. Les Mulhousiens et les Confédérés écrasent la noblesse et ravagent toute la Haute-Alsace, rasant plus d'une centaine de villages sur les terres seigneuriales.

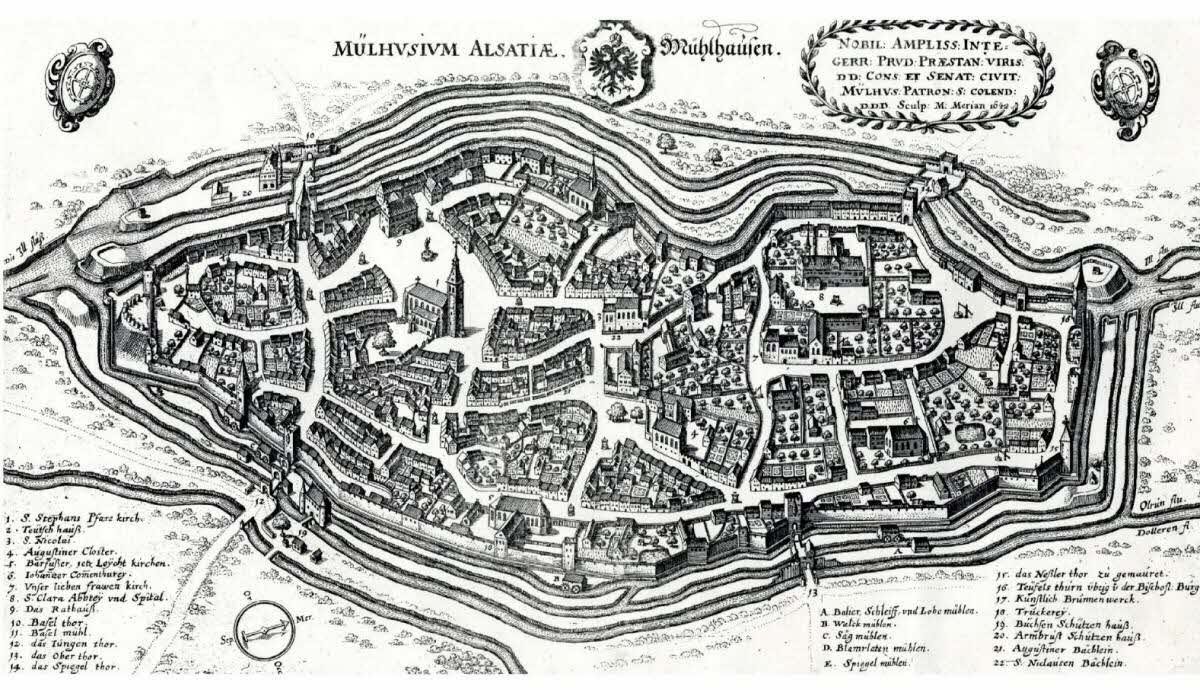
L'imposant dispositif militaire défensif de la république de Mulhouse en 1642 couplé à une rangée de quatre douves parallèles rendant encore plus périlleuse une éventuelle intrusion.

- 1515 : la république de Mulhouse se retire de la Décapole pour s'allier aux cantons suisses auxquels elle était déjà fortement liée depuis la guerre des Six Deniers. Son destin sera ainsi distinct du reste de l'Alsace pendant plusieurs siècles. Les Mulhousiens ne feront ainsi jamais partie du royaume de France et connaîtront un fonctionnement républicain quasiment ininterrompu jusqu'à nos jours.
- 1523 : Mulhouse adhère à la Réforme, qui aboutit en 1529 à l'établissement complet et exclusif du culte protestant calviniste. Les catholiques et les juifs ne peuvent plus résider à l'intérieur de la Stadtrepublik et s'installent dans les villages alentour. Les Habsbourg dont les territoires entourent la cité restent fidèles à l'église catholique romaine, cette dernière devient donc une enclave réformée.
- 1526 : guerre des paysans. 25 000 « rustauds » massacrés à Saverne.
- 1618-1648 : la guerre de Trente Ans frappe lourdement la région, l'Alsace est pillée à de nombreuses reprises, les massacres s'enchaînent, les villages sont rasés et brûlés, la famine se répand et la peste touche la région, la population fuit les villes et villages pour se réfugier dans les Vosges et dans les grandes forêts alsaciennes, environ 60 % de la population alsacienne est décimée. L'économie est anéantie. La république de Mulhouse, qui comprend également Illzach et Modenheim, est épargnée grâce à son statut de cité-État. Elle accueille massivement des réfugiés alsaciens dont le nombre est alors bien supérieur à celui des Mulhousiens. Le repeuplement sera conforté par l'arrivée de migrants suisses dont l'anthroponymie garde le souvenir : Schweitz.

#### L'Alsace dans le royaume de France

##### Une difficile et longue conquête française
À partir de 1365, la convoitise française pour une Alsace « riche, opulente et dans le chemin de l'humanisme » éclate au grand jour. Le désir d'y installer une principauté est très fort. De nombreuses incursions françaises militaires et mercenaires sont à noter jusqu'en 1648. En 1444, Louis XI organisa en Haute-Alsace des pillages et laissa derrière lui la misère et la destruction. Ce roi demanda de plus à la ville de Strasbourg si elle voulait devenir française. La réponse alsacienne d'un peuple qui encourageait des villes libres selon l'esprit germanique fut directe : « Niemals… » (jamais).
En 1552, lorsqu'il voulut s'emparer de la ville impériale libre de Strasbourg, Henri II dit à ce propos : « Venez avec moi, je ferai boire vos chevaux dans l'eau du Rhin en signe de triomphe. » Bernard Vogler écrit : « En 1580, fort de l'expérience des invasions françaises, un traité conclu entre plusieurs seigneurs et villes de Haute-Alsace proscrit aux veuves et filles de bourgeois d'épouser des Welches compte tenu des risques d'invasion des Français. »

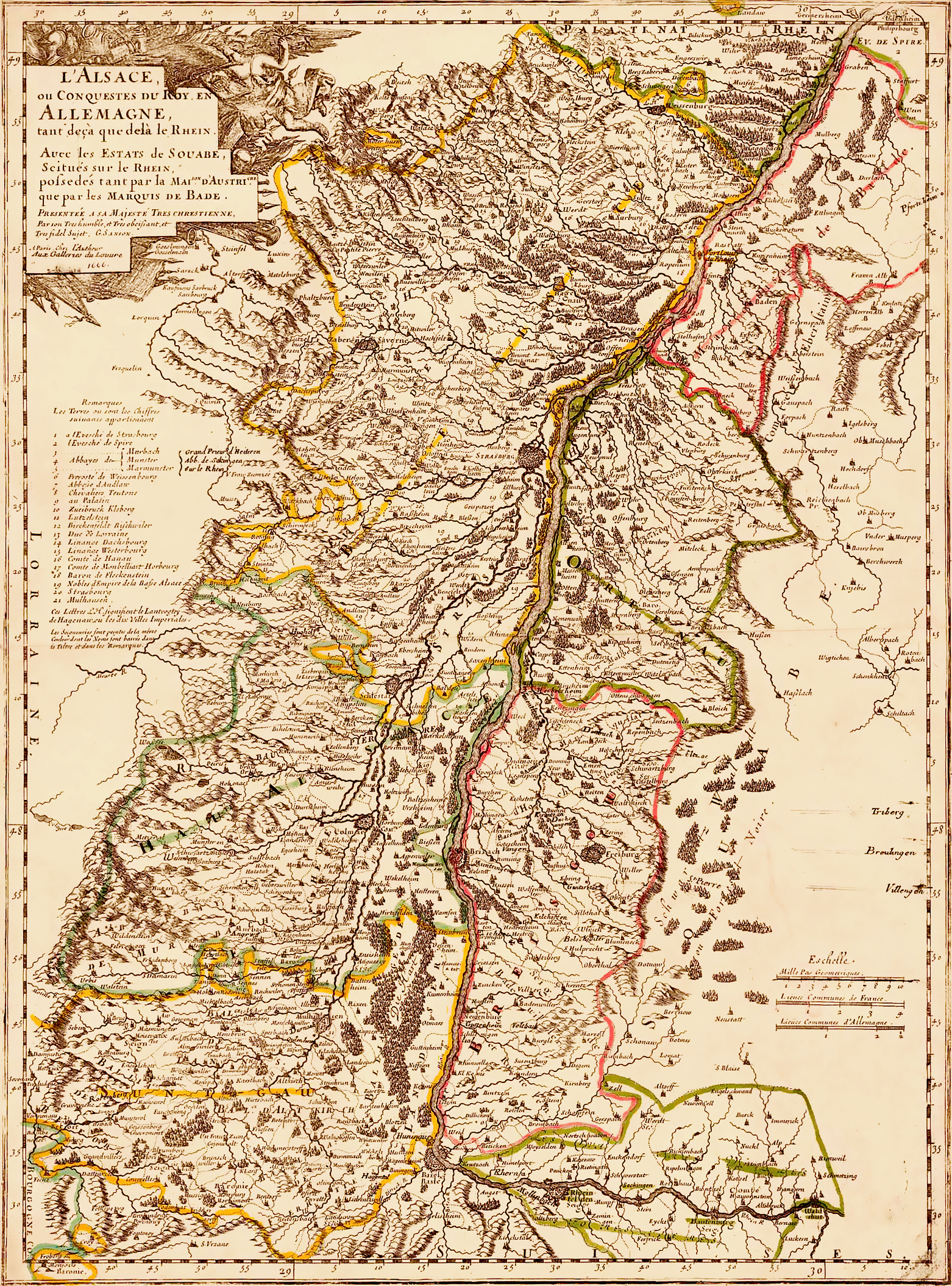
L’Alsace ou conquestes
Du Roy En Allemagne tant deçà
que delà le Rhein,
carte de Guillaume Sanson, à Paris, 1666.

Les difficultés des Français à conquérir l'Alsace font dire au général de Breisach : « Je ne puis m'empêcher de dire que l'autorité du roi va se perdant absolument en Alsace. Les dix villes, bien loin d'être soumises au roi, sont presque ennemies. Il m'a paru de leur part une grande affection pour l'indépendance et un grand désir de demeurer membres de l'Empire. La noblesse de la Haute-Alsace va presque le même chemin. Haguenau a fermé insolemment la porte au nez de M. Mazarin et la petite ville de Münster l'a chassé honteusement il y a quelque temps. Je crois que le roi devrait prendre le temps qu'il jugerait à propos de Colmar et Haguenau à la raison. »
Durant les guerres de la Fronde en France, le cardinal Jules Mazarin voulut se réfugier en Alsace mais il dit en ces termes : « Aucune ville d'Alsace ne pouvait me recevoir, soit parce qu'elles sont protestantes, soit parce qu'elles sont autrichiennes de cœur, soit parce qu'elles ont trop souffert des troupes françaises. »
Dans un mémorandum de 1790, les princes vaincus écrivent : « Les Princes ne se sont soumis à la souveraineté de la France que pour se soustraire aux violences continuelles qu'ils n'avaient cessé d'essuyer de la part de cette puissance et contre laquelle le corps germanique n'avait pu les défendre avec succès et dont les territoires n'ont pour la plupart été enclavés dans cette province que par l'extension usurpatoire que la France a su donner à ses limites originaires. »
- 1648 : achèvement des incursions françaises. À la suite du traité de Westphalie, l'Autriche cède au royaume de France une partie de l'Alsace, principalement le sud de la région. La république de Mulhouse conserve son statut de ville indépendante. La noblesse française éprouvera au début des difficultés à asseoir son autorité sur le territoire alsacien.
- 1681 : la ville libre impériale de Strasbourg est assiégée par les troupes du roi de France, Louis XIV, et doit se rendre. La ville de Strasbourg ne doit être occupée par les Français que jusqu'en 1704. Strasbourg n'est annexée par la France qu'en 1697 par le traité de Ryswick. L’Alsace, à l'exclusion de la Stadtrepublik Mülhausen Mulhouse et de l'Alsace bossue, sera alors à partir de 1697 gouvernée par un intendant siégeant à Strasbourg et par le conseil souverain à Colmar. La région conservera largement son autonomie.
- 1716 : la Compagnie du Mississippi récupère le monopole de la Compagnie de la Louisiane d'Antoine Crozat, première fortune de France, et décide de faire un vaste appel à l'importante émigration alsacienne. Des publicités attirent en Louisiane des Alsaciens, qui fondent la ville Des Allemands à côté du bayou Des Allemands, près du lac Des Allemands dans un secteur situé au sud-ouest de La Nouvelle-Orléans et surnommé la « Côte des Allemands ».
- 1746 : en parallèle, la république de Mulhouse se lance de manière précoce dans l'ère industrielle avec l'ouverture de la première manufacture d'indienne. La république libre connaîtra alors une croissance exponentielle et deviendra l'un des principaux pôles industriels d'Europe.
- 26 août 1728 : naissance à Mulhouse du mathématicien, physicien et astronome Jean-Henri Lambert.
- 1772 : le Mulhousien Jean-Henri Lambert invente plusieurs systèmes de projection cartographique dont la projection conique conforme de Lambert et la projection azimutale équivalente de Lambert[48].

#### De la Révolution française à Napoléon III
L'Alsace participe activement à la révolution contre la monarchie.
- 1789 : la Révolution est accueillie avec enthousiasme par les Alsaciens qui se soulèvent contre la noblesse locale.
- 1790 : l'Alsace est partagée en deux départements : le Bas-Rhin et le Haut-Rhin. Strasbourg devient la préfecture du Bas-Rhin et Colmar celle du Haut-Rhin.
- 1793 : un certain nombre de territoires étrangers enclavés dans ces départements, appartenant à la noblesse germanique (les « princes possessionnés »), sont annexés à la France par la Convention nationale[49]. L'Alsace bossue, territoire historiquement lorrain, est intégrée au Bas-Rhin. Le comté de Dabo est rattaché au département de la Meurthe, à l'exception de la commune d'Engenthal qui rejoint le Bas-Rhin.
- 1798 : Mulhouse, alors alliée à la Confédération suisse, vote sa Réunion à la République française, qui a lieu le 4 janvier 1798, à l'époque du Directoire. La Stadtrepublik Mülhausen devient la commune de Mulhausen. L'Alsace est à présent intégralement française. La même année, la communauté juive de Dornach rédige le Memorbuch du même nom. Il contient des prières en mémoire des victimes des persécutions en Allemagne, en Autriche, en Bohème, en Espagne, en Pologne et en Hollande[50].
- Période napoléonienne : l’Alsace fournit 70 généraux à la Grande Armée de l’Empire français dont les Strasbourgeois Kléber et Kellermann ou le Rouffachois François Joseph Lefebvre, maréchal d'Empire.

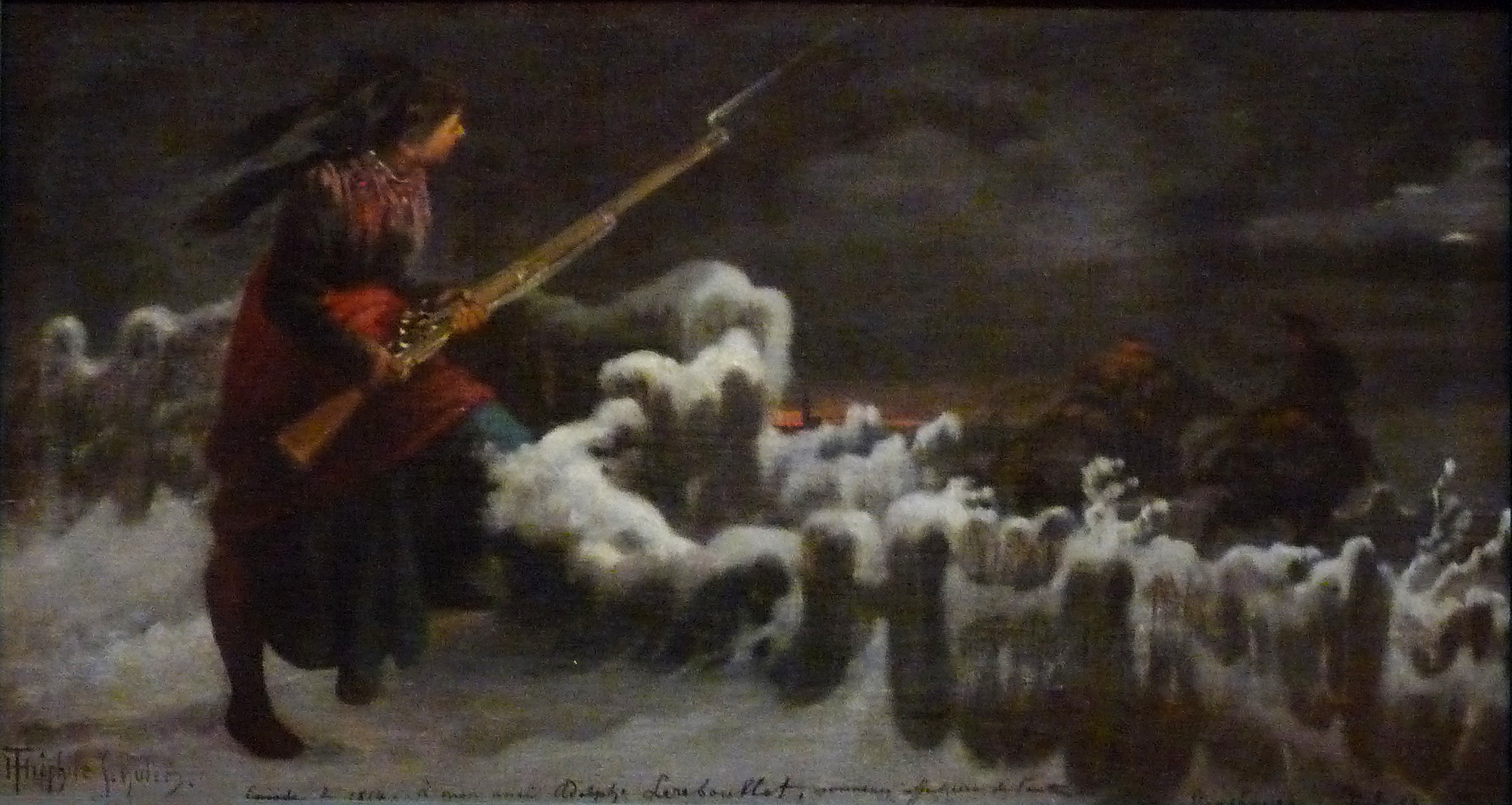
Épisode de la guerre de 1814 (Théophile Schuler, 1870).

- 1800 : les communes de l'ancienne principauté de Montbéliard ainsi que la commune de Mandeure sont intégrées au département du Haut-Rhin.
- 1803 : les catholiques et les juifs peuvent à nouveau s'installer dans Mulhouse.
- 1815 : Landau est annexée par le royaume de Bavière.
- 1816 : les communes d'Abbévillers, Aibre, Allenjoie, Allondans, Arbouans, Audincourt, Badevel, Bart, Bavans, Bethoncourt, Bretigney, Brognard, Courcelles-lès-Montbéliard, Couthenans, Dambenois, Dampierre-les-Bois, Dasle, Désandans, Dung, Étouvans, Étupes, Exincourt, Fesches-le-Châtel, Grand-Charmont, Issans, Laire, Mandeure, Montbéliard, Nommay, Présentevillers, Raynans, Sainte-Marie, Sainte-Suzanne, Saint-Julien-lès-Montbéliard, Semondans, Sochaux, Taillecourt, Valentigney, Le Vernoy, Vieux-Charmont et Voujeaucourt sont détachées du Haut-Rhin pour être rattachées au département du Doubs.
- 1826 : André Koechlin monte une fonderie et se lance dans la construction mécanique en créant André Koechlin & Cie (AKC) cette société est l'ancêtre de la SACM et d'Alsthom (devenue Alstom).

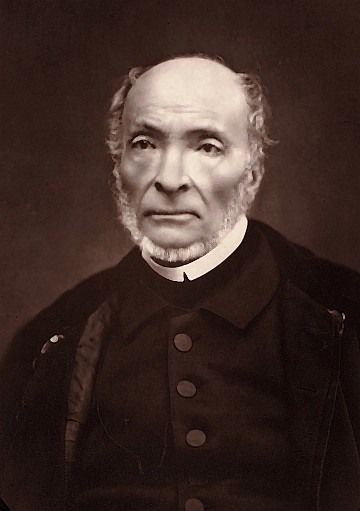
Victor Schœlcher, promoteur de l'abolition de l'esclavage en France.

- 1848 : Victor Schœlcher, homme de gauche d'origine alsacienne, est nommé président de la commission d'abolition de l'esclavage, il est l'initiateur du décret du 27 avril 1848 abolissant définitivement l'esclavage dans l'empire colonial français. La même année la commune de Mulhausen est rebaptisée commune de Mulhouse.
- 1852 : l’Alsace vote massivement en faveur du plébiscite sur l’Empire de Napoléon III.
- 12 décembre 1866 : Naissance à Mulhouse du futur prix Nobel de chimie Alfred Werner
- 19 juillet 1870 : déclenchement de la guerre franco-prussienne de 1870
  - Bataille de Wissembourg (4 août) et bataille de Frœschwiller-Wœrth, également appelée bataille de Reichshoffen (6 août) : la France subit ses premières défaites.
  - Dès le 23 août 1870, Strasbourg essuie des bombardements- plus de 200 000 obus tombent sur la ville au cours du siège[51]. La destruction de la bibliothèque et de ses 300 000 ouvrages hérités des collections du gymnase Jean-Sturm (XVIe siècle) et de l'historien Jean-Daniel Schoepflin (1694-1771) a un large retentissement au sein de la communauté des savants et des universitaires. Strasbourg se rend le 27 septembre 1870.
  - Le siège de Belfort (novembre 1870 - février 1871) se poursuit jusqu'à l'armistice du 15 février 1871 et à la reddition de la place forte, le 18 février 1871, sur ordre du gouvernement de la Défense nationale, présidé par Louis Adolphe Thiers
  - L'Alsace (hors arrondissement de Belfort qui restera français) et une partie de la Lorraine sont annexées à l'Empire allemand. Le traité préliminaire de paix du 26 février 1871 met fin aux combats entre la France et l'Allemagne. Le traité de Francfort du 10 mai 1871 fixe les conditions de la paix.
- 18 avril 1871 : le comte Friedrich Alexander von Bismarck-Bohlen, gouverneur général d'Alsace-Lorraine, institue l'obligation scolaire en Alsace.

#### Guerre contre l'Allemagne et siège de Belfort

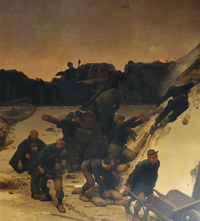
Le colonel Denfert-Rochereau défendant Belfort pendant le siège de Belfort de 1870-1871 d'Albert Maignan 1880.
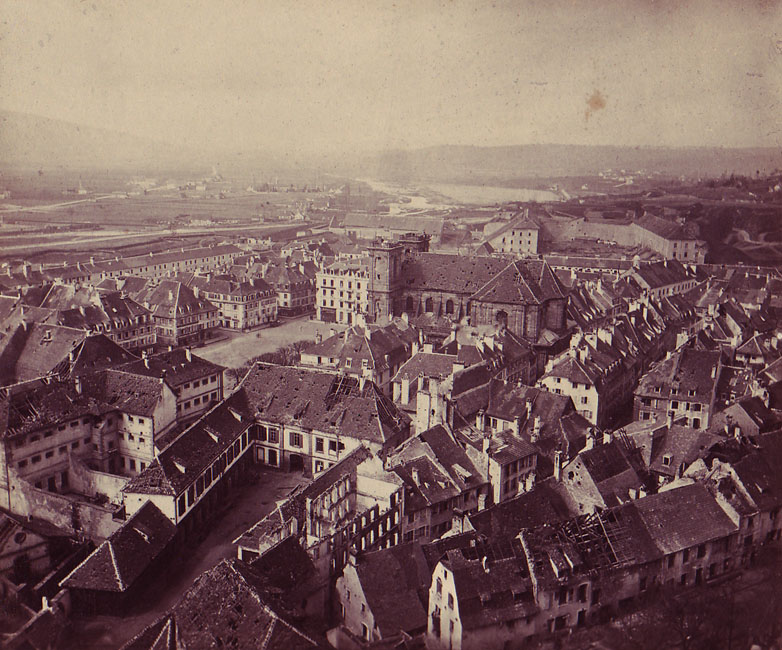
Vue générale après le siège de Belfort en 1871.

L'Alsace au sein de l'Europe en 1870.

La IIIe République est proclamée deux jours après la défaite de l'empereur Napoléon III à Sedan le 2 septembre 1870. Le colonel Pierre Philippe Denfert-Rochereau est alors nommé par le ministre de la Guerre Léon Gambetta, commandant de Belfort, le 17 octobre 1870. Les deux hommes croient en une possible victoire face à la Prusse et poussent la résistance à outrance. Les armées du général Von Treskow encerclent la ville dès le 4 novembre et le 3 décembre tirent les premiers obus. Le 28 janvier 1871, Paris capitule et l'armistice est signé entre la France et la Prusse. Cependant Denfert-Rochereau poursuit la résistance malgré les morts, le manque de ravitaillement et les maladies, telle le typhus. Il rend les armes après 103 jours de siège le 13 février 1871. Plus de 100 000 projectiles ont été lancés, laissant la ville dévastée. Avec le traité de Francfort négocié entre Otto von Bismarck, alors chancelier de l'empereur Guillaume Ier d'Allemagne et Adolphe Thiers, chef du pouvoir exécutif français (il devient président de la République française fin août 1871), le 10 mai 1871, l'Alsace et une partie de la Lorraine sont annexées à l'Empire allemand. Seul l'arrondissement de Belfort du Haut-Rhin reste français. Un préfet est nommé dès le 14 mai, faisant du Territoire de Belfort, alors nommé « arrondissement subsistant du Haut-Rhin », un département de facto.

#### L'Alsace-Lorraine dans l'Empire allemand

L'Alsace-Lorraine dans l'Empire allemand.
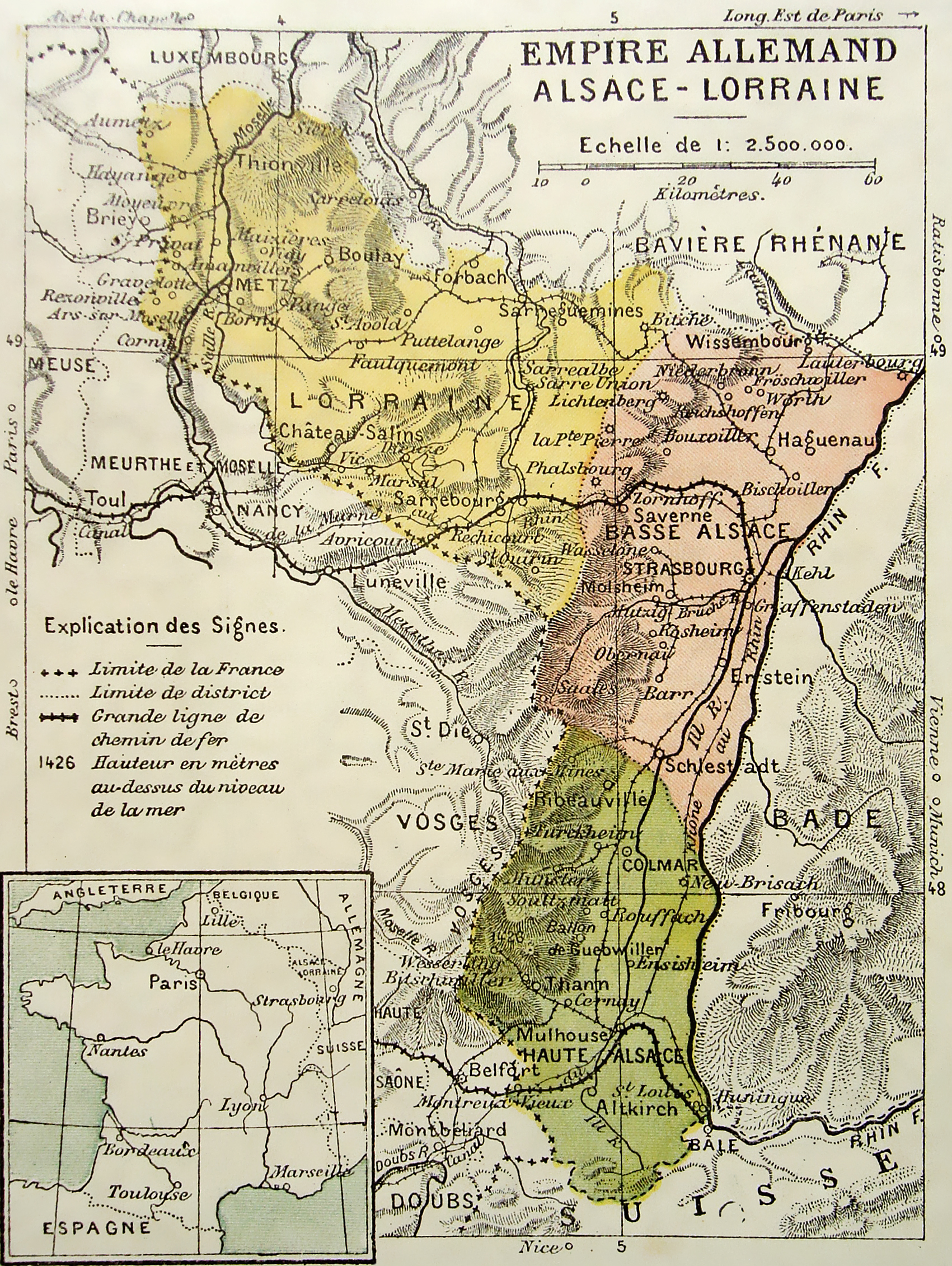
L'Alsace-Lorraine en 1871.
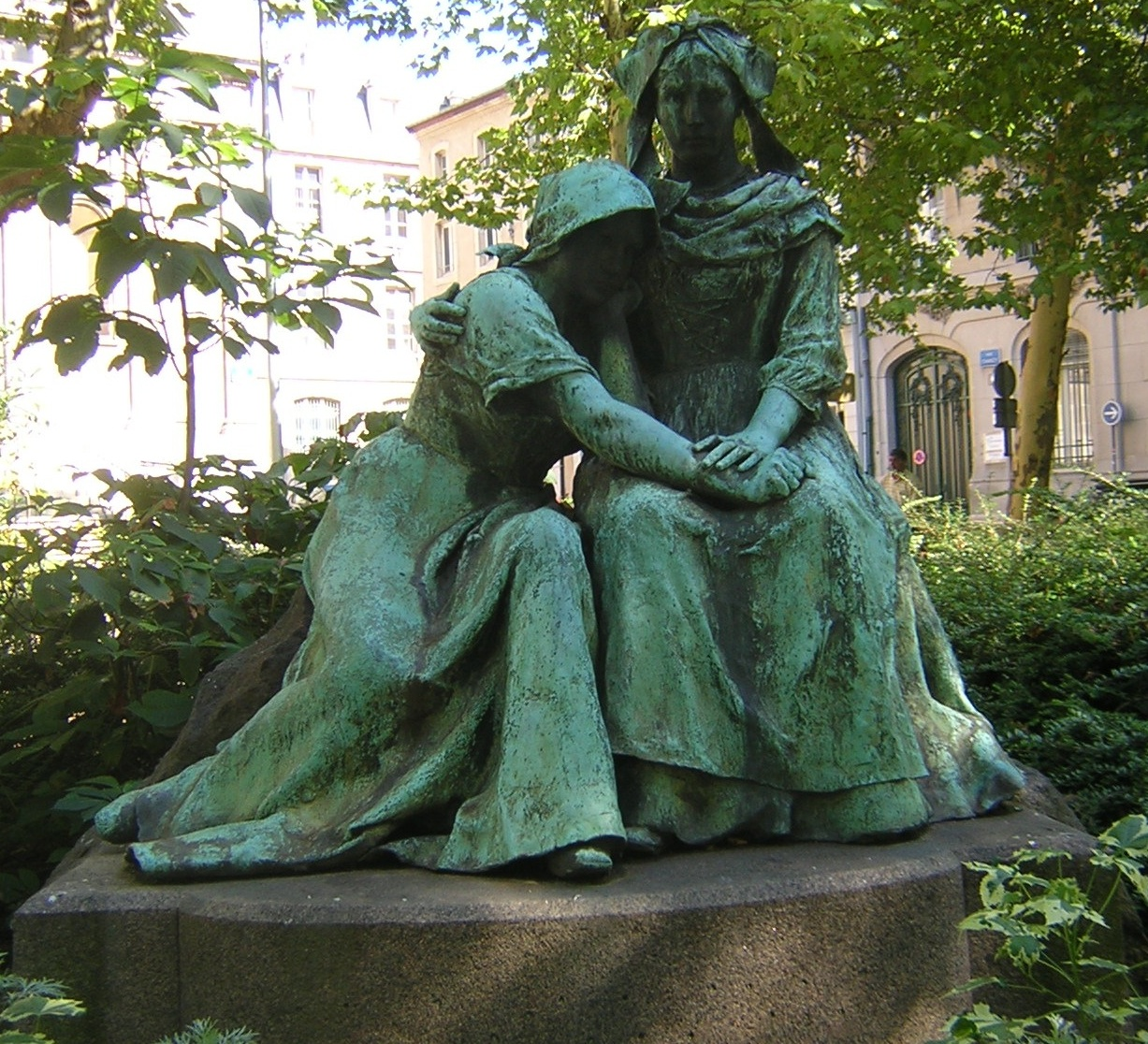
Le Souvenir, statue à Nancy, commémore la perte de l'Alsace-Moselle lors de la guerre franco-allemande de 1870.

- 1871 (10 mai) : par le traité de Francfort, l'Empire allemand annexe l'Alsace, sauf les environs de Belfort ainsi qu'une partie de la Lorraine. Une politique visant à éliminer la francisation menée depuis l'annexion française est mise en place. Une partie du canton de Saales et le canton de Schirmeck, qui faisaient partie du département des Vosges, sont rattachés au district de Basse-Alsace.
- 1872 (28 avril) : un rescrit impérial institue l'université allemande de Strasbourg.
- 1874 (2 février) : élection au Reichstag des premiers élus de la terre d'empire. Jusqu'en 1890, date de la disparition de Bismarck, seuls les députés protestataires contestant l'annexion de la région par l'empire allemand seront élus.
- 1874 (29 octobre) : un décret institue une Assemblée régionale d'Alsace-Lorraine.
- 1902 : libéralisation du régime allemand et forte croissance économique : reflux de la contestation anti-allemande
- La découverte de gisements de potasse en 1904 par Amélie Zurcher et Joseph Vogt amena un nouvel essor dans le sud de la région en propulsant tout le nord de l'agglomération mulhousienne dans l'exploitation minière. La société minière Gewerkschaft Amélie est créée le 13 juin 1906. Le 22 avril 1908, le premier puits est foré et l'exploitation industrielle commence en 1910.
- 1911 (31 mai) : adoption de la Constitution de l'Alsace-Lorraine[52] dans le cadre de l'autonomie alsacienne décidée par l'empire allemand. L'unique élection à la diète (Landtag) d'Alsace Lorraine se déroule les 22 et 29 octobre 1911. Le Zentrum (parti catholique) est le premier parti du Reichsland avec 31 % des voix, le SPD (social démocrate) le deuxième avec 23,8 % des voix. L’Elsass-Lothringischer Nationalbund (parti autonomiste francophile) de Wetterlé n’obtient que 3 % des voix et aucun élu[53].
- 1913 : l'affaire de Saverne montre les tensions grandissantes entre les Alsaciens-Lorrains et l'Empire.

#### La Première Guerre mondiale

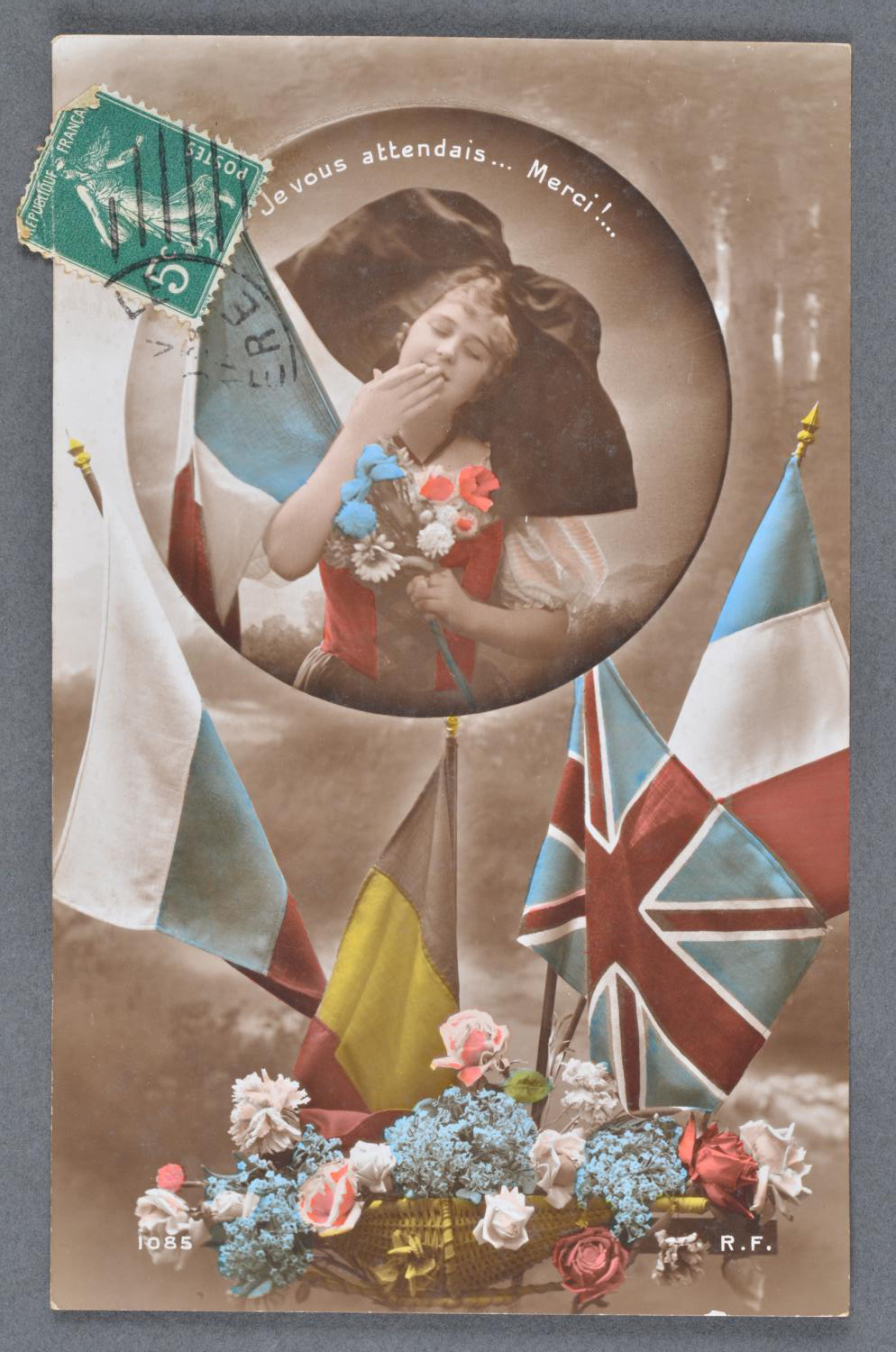
Carte postale de 1915 représentant l'Alsace attendant l'intervention de la France, du Royaume-Uni, de la Belgique et de la Russie.

- 1914 : incursions de l'armée française dans le sud de l'Alsace annexée, combats autour de Mulhouse. Thann devient capitale de l'Alsace française. La majorité des soldats alsaciens font partie de l'armée allemande, hormis quelques milliers de déserteurs qui viennent s'enrôler en France[54],[55].
- 1915 : combats au collet du Linge et autour de l'éperon rocheux du Hartmannswillerkopf (aussi appelé le vieil Armand) à 17 km de Mulhouse, devenu monument national.
- Pour le restant de la guerre, stabilisation du front sur une ligne Pfetterhouse - Altkirch - Thann - Hartmannswillerkopf - Munster - Collet du Linge - Col du Bonhomme.
- 1918 : entrée des troupes françaises en Alsace après l’armistice du 11 novembre. Des conseils de soldats et d’ouvriers se constituent dans l'espoir de lancer une révolution socialiste, à l'image de la révolution allemande de 1918-1919[56].

#### Le retour dans la République française

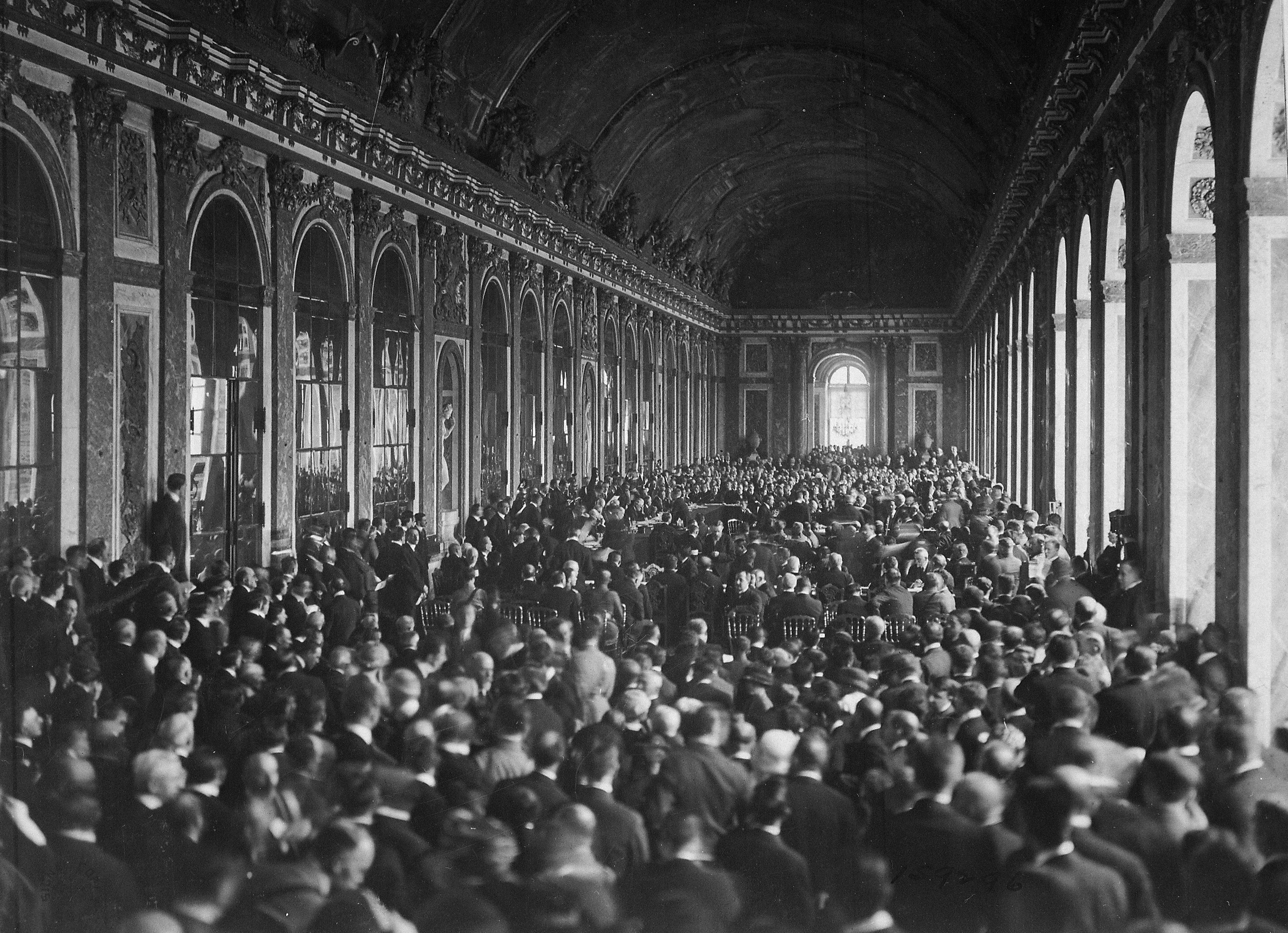
Signature du traité de 1919 dans la galerie des Glaces.

- 1919 : Les territoires alsaciens annexés redeviennent français, à la suite de la ratification du traité de Versailles. Landau, cependant, demeurera définitivement allemand, seul reliquat de l'Alsace allemande depuis 1815.

##### Politique d'assimilation
Le retour des territoires alsaciens perdus dans le giron de la France ne s'est pas fait sans douleur ni maladresse de la part de l'administration française.
Sur le plan culturel, l'administration tenta de développer l'usage du français : l'alsacien est limité à l'école dans les communes à majorité francophone, même si l'enseignement religieux se fait en allemand ou en dialecte et que quatre ou cinq heures hebdomadaires d'allemand sont incluses dans les programmes ; les fonctionnaires s'expriment généralement en français. L'ordre est donné d'utiliser la méthode d'enseignement directe dans les écoles, qui consistait à utiliser le français sans transition. Les habitants de l'Alsace-Lorraine en 1918 furent divisés en quatre classes de citoyens, marquées par les inscriptions A-B-C-D sur leurs cartes d'identité. Ce classement des citoyens fut établi en fonction de l'ascendance et d'enquêtes, plus ou moins fiables dans un climat de délation, sur le degré de francophilie. Chaque classe correspond à des droits civiques différents
Les autorités françaises mettent en place une politique d'épuration. 112 000 personnes seront également expulsées. Au printemps 1919 des commissions de triage sont chargées de l'examen individuel des Alsaciens selon les propos, les positions prises ou leur attitude supposée.

#### LeIIIeReich puis la Libération

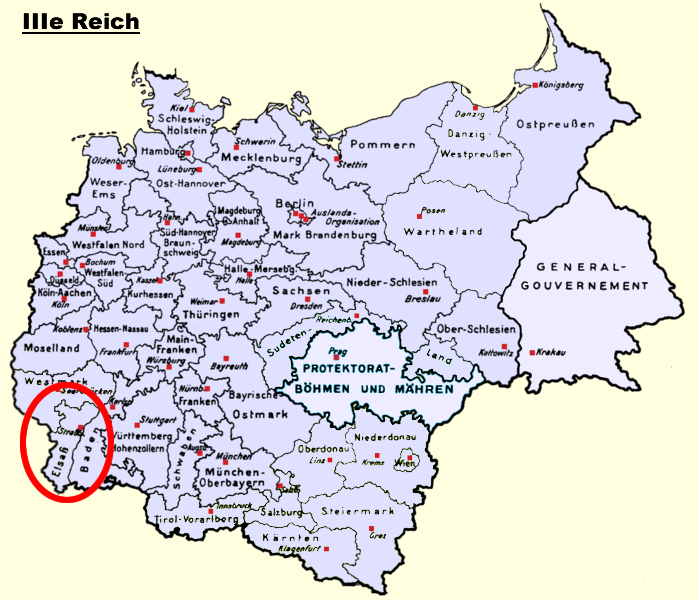
l'Alsace annexée par l'Allemagne nazie.

- Le 1er septembre 1939, le gouvernement français ordonne l'évacuation de 375 000 Alsaciens et 210 000 Mosellans. L'opération nommée « Exécutez Pas-de-Calais » avait été planifiée dès 1935. Quelque 179 trains emmènent les réfugiés vers le Gers, les Landes, la Dordogne (Périgord), les Charentes, la Corrèze, les Hautes-Pyrénées, le Lot-et-Garonne, la Vienne, la Haute-Vienne, l’Indre et le Limousin[60],[61],[62].

- 1940-1944 : pendant l'occupation nazie, les territoires restitués furent à nouveau annexés de fait au Troisième Reich et forment avec le pays de Bade le Gau Baden-Elsaß également appelé Gau Oberrhein dont la capitale administrative est Strasbourg. Il est alors formellement interdit de parler alsacien ou français. L'apprentissage et l'usage de l'allemand sont obligatoires sous peine de sanction.
- 1944 (novembre) : la 2e DB du général Leclerc libère Strasbourg le 23 novembre, la 1re armée française du général de Lattre de Tassigny libère Mulhouse le 21 novembre tandis que les Américains tentent de repousser plus au nord la contre-offensive allemande (dite « opération Nordwind »).
- 1945 : les forces françaises bloquent l'attaque allemande sur Strasbourg, au moment de l'offensive des Ardennes, en janvier, puis jouent un rôle majeur dans la prise de Colmar, le 2 février.

#### Les Malgré-nous, la Main noire et l'incorporation de force

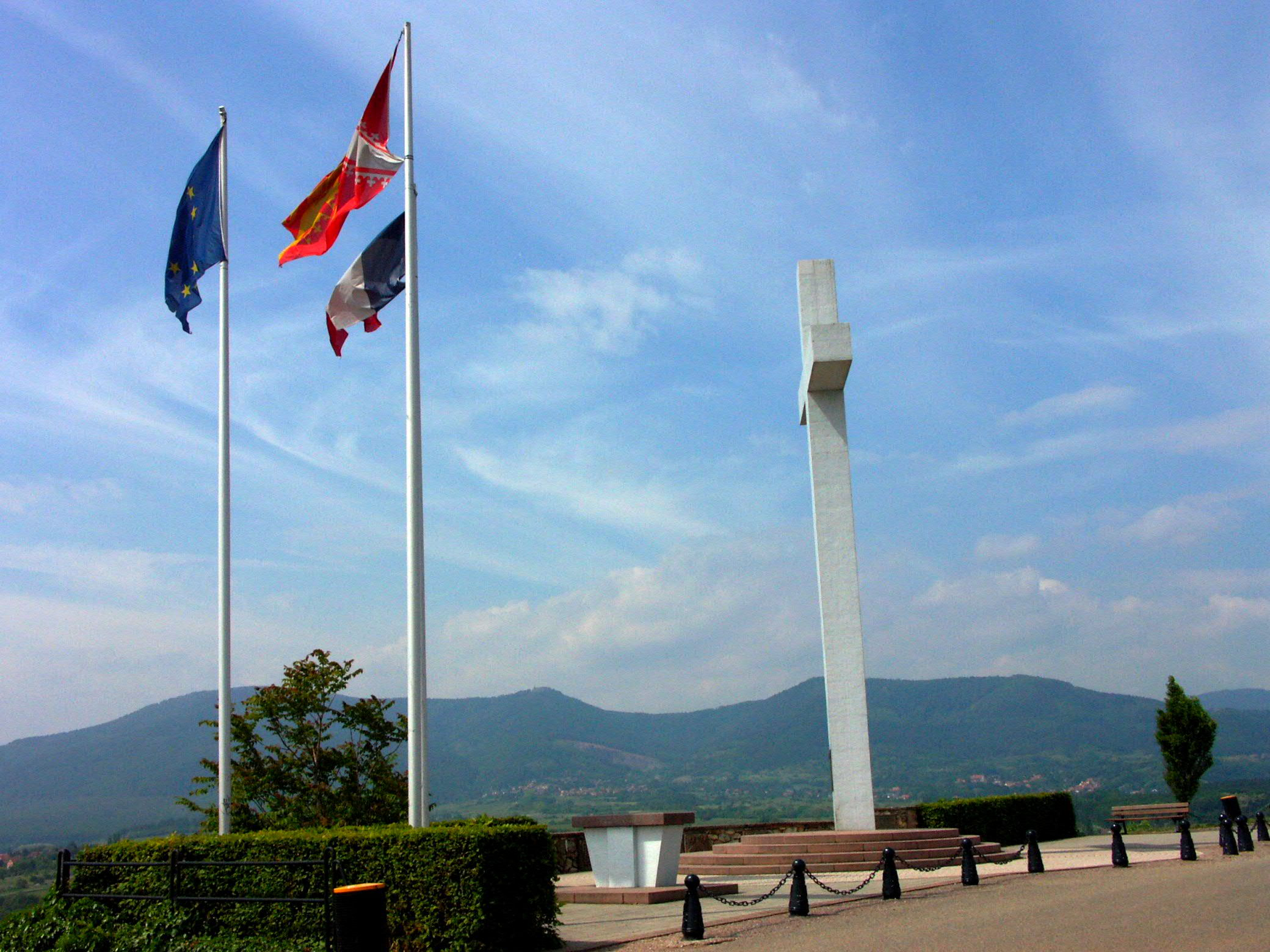
Monument en hommage aux malgré-nous dans le canton d'Obernai (Bas-Rhin).

Quand fut signé l'armistice du 22 juin 1940, le cas de l'Alsace-Lorraine n'était pas évoqué. Ce territoire restait donc juridiquement français. Le régime nazi l'annexa de fait en juillet suivant sans en faire la proclamation officielle. Il mit alors en place une propagande active pour inciter les jeunes Alsaciens à s'engager dans la Wehrmacht. Beaucoup de jeunes Alsaciens refusaient de s'engager dans l'Armée allemande et de soutenir le régime. Les nazis proclamaient alors à ce moment qu'on n'avait pas besoin des Alsaciens pour gagner la guerre qui devait être rapide. Alfred Wahl, professeur d'histoire contemporaine à l'université de Metz, écrit : « Seuls les fils des fonctionnaires allemands présents semblent avoir répondu à l'appel : ils furent moins d'un millier pour les deux départements ».
Le Gauleiter responsable du Reichsgau Baden-Elsaß, Robert Wagner, était lui persuadé que les « frères de race » nouvellement reconquis entendraient vite l'« appel de leur sang » et se sentiraient rapidement allemands mais constatant le nombre limité d'engagés volontaires, il conclut — non sans cynisme — que les jeunes hésitaient à entrer dans l'armée allemande « par peur de leur famille » et qu'ils seraient heureux de s'y voir forcés. Seulement, dès septembre 1940, Marcel Weinum, âgé de 16 ans, organise un réseau de résistance constitué de 25 garçons de 14 à 16 ans et spécialisé dans la propagande, le sabotage et le renseignement appelé La main noire. À la suite d'un attentat contre le Gauleiter Robert Wagner, les membres du groupe sont tous arrêtés et dix d'entre eux sont jugés par un tribunal spécial. Marcel Weinum est condamné à mort et décapité à Stuttgart le 14 avril 1942.

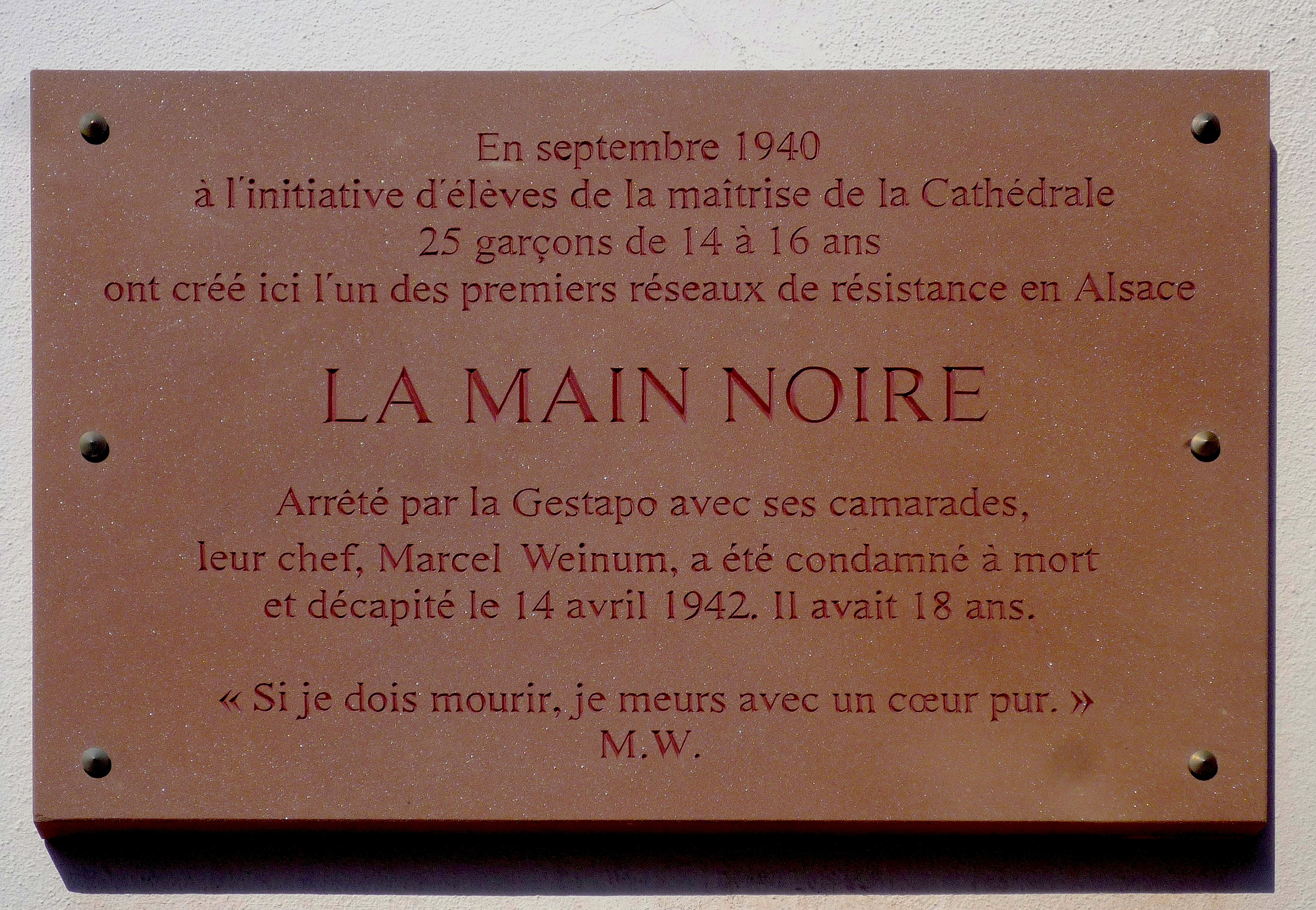
La plaque commémorative apposée sur la façade du Collège épiscopal Saint-Étienne à Strasbourg.

Au printemps 1942, à Vinnytsia, Robert Wagner persuada Adolf Hitler, au début fort réticent, d'instaurer l'incorporation de force en Alsace, ce qui fut fait officiellement le 25 août 1942. 100 000 jeunes Alsaciens seront ôtés à leurs familles et envoyés de force, principalement sur le front de l'Est, pour combattre l'armée de Joseph Staline. 30 % furent tués ou portés disparus. Beaucoup choisirent de déserter la Wehrmacht pour se rendre délibérément à l'Armée rouge et ainsi, en tant que Français, rejoindre le général de Gaulle et la France libre, mais les Soviétiques n'avaient, dans leur grande majorité, pas connaissance du drame de ces Alsaciens. Beaucoup furent donc considérés comme des déserteurs ou des espions, et donc fusillés, victimes d'une double méprise. Les autres ont été faits prisonniers par les Soviétiques et déportés au camp de Tambov après un passage dans les mines de charbon de Karaganda. Dans un compte rendu du colloque de Hambourg sur le retour des prisonniers de guerre après 1945 on peut lire : 
« Les Alsaciens en uniforme allemand furent concentrés dans le camp de Tambov et subirent le sort de tous les prisonniers de la Wehrmacht, avec des conditions de vie très dures, un taux de mortalité élevé et des campagnes de rééducation antifasciste. Libérés en grande majorité durant l'automne 1945, une partie des « malgré-nous » passe pourtant plusieurs années supplémentaires en captivité. Accusés de crimes de guerre par les Soviétiques, ils se sentent trahis par la France libre, et utilisés comme monnaie d'échange dans les négociations diplomatiques. »

#### L'Alsace de l'après-guerre
L'Alsace se relève rapidement de ses ruines, poussée essentiellement par sa position géographique. L'amitié franco-allemande instaure pour la première fois de l'histoire une paix durable dans la région. Une fois la guerre terminée, les malgré-nous qui avaient servi de monnaie d'échange dans ce qui était devenu la guerre froide furent considérés par une partie de l'opinion comme des traîtres. Le dernier malgré-nous libéré est Jean-Jacques Remetter, retourné chez lui en 1955. Ils ont également été fortement attaqués par les militants du Parti communiste français pour leurs dénonciations de la situation dans les camps d'internement soviétiques.
L'alternance de la domination franco-allemande, le fait pour la région d'être toujours en première ligne de l'affrontement de ces deux grandes puissances européennes, la crainte permanente de la guerre, les mesures prises par les Français et les Allemands pour « assimiler » la population alsacienne, les répressions, épurations, incorporations de force, déportations, pénuries en temps de guerre, ayant rythmé l'histoire de la région, ont laissé des traces profondes, encore perceptibles chez une partie de la population. La quasi-totalité de la population compte dans sa famille des victimes de la dernière guerre. Le sujet est souvent tabou, surtout en ce qui concerne les incorporés de force : les malgré-nous. La réintégration de l'Alsace dans la République ne s'est pas faite sans difficulté. La perception du dialecte alsacien, très proche de l'allemand, a entraîné de nombreuses maladresses, mal acceptées par la population alsacienne. Les Alsaciens, qualifiés de « Français de l'extérieur » durant l'annexion allemande, ne désirent eux surtout pas être confondus avec leurs voisins d'outre-Rhin, mais continuent par habitude d'appeler leurs compatriotes « Français de l'intérieur ». Une petite partie de la population a également adopté une attitude de rejet, aussi bien envers leurs concitoyens qu'envers les Allemands sans pour autant être indépendantiste. L'usage du dialecte est comme dans de nombreuses régions françaises le moyen de préserver son histoire régionale, en Alsace, les annexions successives de relative courte durée expliquent le maintien de son usage.

#### Une région française (1956-2015)

Logo de l'ancienne région Alsace.

En 1948, les départements du Haut et du Bas-Rhin sont rattachés à l'Igamie de Metz, il s'agit d'un regroupement de départements qui est identique à celui de l'actuelle région Grand Est, cette Igamie disparait en 1964. La « région de programme d'Alsace » est créée en 1956, le statut de ce territoire va évoluer jusqu'en 1982, date à laquelle il devient une collectivité territoriale via la loi Defferre. L'Alsace est administrée par un préfet à partir de 1964, en l'occurrence celui du Bas-Rhin. La région dispose de son propre conseil régional à partir de 1974.
De nombreux hommes politiques alsaciens de droite comme de gauche ont soutenu l'idée d'un Conseil d'Alsace unique. Les décideurs économiques sont également plutôt favorables à cette évolution. La proposition fut soumise initialement par le Conseil économique et social d'Alsace (CESA) qui jugeait mal adaptée l'organisation territoriale alsacienne (région de petite taille et seulement deux départements qui pouvaient aisément être supprimés pour réduire les échelons administratifs) et voulait donc transférer davantage de compétences aux communes et intercommunalités, chapeautées par une assemblée alsacienne unique. Ce projet a trouvé un écho national favorable car il était en accord avec les conclusions du rapport Attali. Le président de la république, Nicolas Sarkozy, avait annoncé qu'il souhaitait une réforme des collectivités territoriales durant l'année 2009. Il désire parvenir à la suppression d'un échelon administratif. À partir de 2008, les élus de tous bords se rencontrent pour élaborer un projet commun,, aboutissant le 1er décembre 2011 au vote solennel par les élus des trois entités d'une résolution scellant l'accord de fusion. Un référendum régional a lieu le 7 avril 2013. Seul le Bas-Rhin vote majoritairement pour cette fusion, sans atteindre le minimum de 25 % des inscrits, en conséquence le projet fut rejeté.
La loi relative à la délimitation des régions, aux élections régionales et départementales et modifiant le calendrier électoral du 16 janvier 2015 rattache finalement la région Alsace à la région Alsace-Champagne-Ardenne-Lorraine à partir de 2016.
Compte tenu de l'opposition franche et claire de la majorité des élus et des habitants à la disparition de la région Alsace,,, des initiatives se font régulièrement jour pour ressusciter l'Alsace sur un plan administratif et politique, notamment par une fusion des deux départements. Le président de la république Emmanuel Macron, pour qui il est inenvisageable de remettre en cause le Grand Est, verrait d'un bon œil la fusion des départements du Haut-Rhin et du Bas-Rhin dans l'objectif de former un département d'Alsace.

#### Une collectivité européenne (depuis 2021)

Logo de la collectivité européenne d'Alsace.

Depuis la fusion des régions, plusieurs personnalités politiques militent pour un retour à l'existence administrative de l'Alsace en créant une nouvelle collectivité territoriale d'Alsace. Début 2018, le préfet de la région Grand Est et du département du Bas-Rhin, Jean-Luc Marx, a été chargé par le premier ministre Édouard Philippe d'imaginer l'avenir institutionnel de l'Alsace. Le gouvernement ne souhaite cependant pas remettre en cause la région Grand Est. La nouvelle collectivité alsacienne pourrait ainsi prendre la forme d'un département unique d'Alsace ou d'une entente interdépartementale entre le Bas-Rhin et le Haut-Rhin.
Un sondage Ifop réalisé en février 2018 révèle que 82 % des personnes interrogées seraient favorables à l'organisation d'un nouveau référendum sur la fusion des deux départements, et 67 % favorables à la sortie de la région Grand Est.
Le 3 avril 2018, les deux départements alsaciens lancent une consultation afin de recueillir les avis des habitants sur le projet d'une nouvelle collectivité territoriale d'Alsace.
Le 5 mai 2018, Brigitte Klinkert, présidente du conseil départemental du Haut-Rhin, et Frédéric Bierry, président du conseil départemental du Bas-Rhin, publient une tribune appelant à la création d'une « eurocollectivité » d'Alsace.
Le 29 mai 2018, Brigitte Klinkert et Frédéric Bierry remettent au préfet Jean-Luc Marx un rapport circonstancié sur le projet « eurocollectivité » d'Alsace. Cette nouvelle collectivité, tout en restant dans la région administrative Grand Est, remplacerait les deux conseils départementaux. Les départements administratifs du Bas-Rhin et du Haut-Rhin ainsi que leurs préfectures à Strasbourg et Colmar seraient néanmoins maintenus. La collectivité disposerait d'une assemblée, d'un exécutif et d'une commission permanente. En plus de reprendre les compétences des conseils départementaux, elle souhaite également en obtenir de nouvelles en provenance de l’État et de la région administrative. Par ailleurs, 92 % des 13 000 personnes s'étant exprimées lors de la consultation organisée par les deux départements soutiennent la création d'une nouvelle collectivité territoriale d'Alsace.

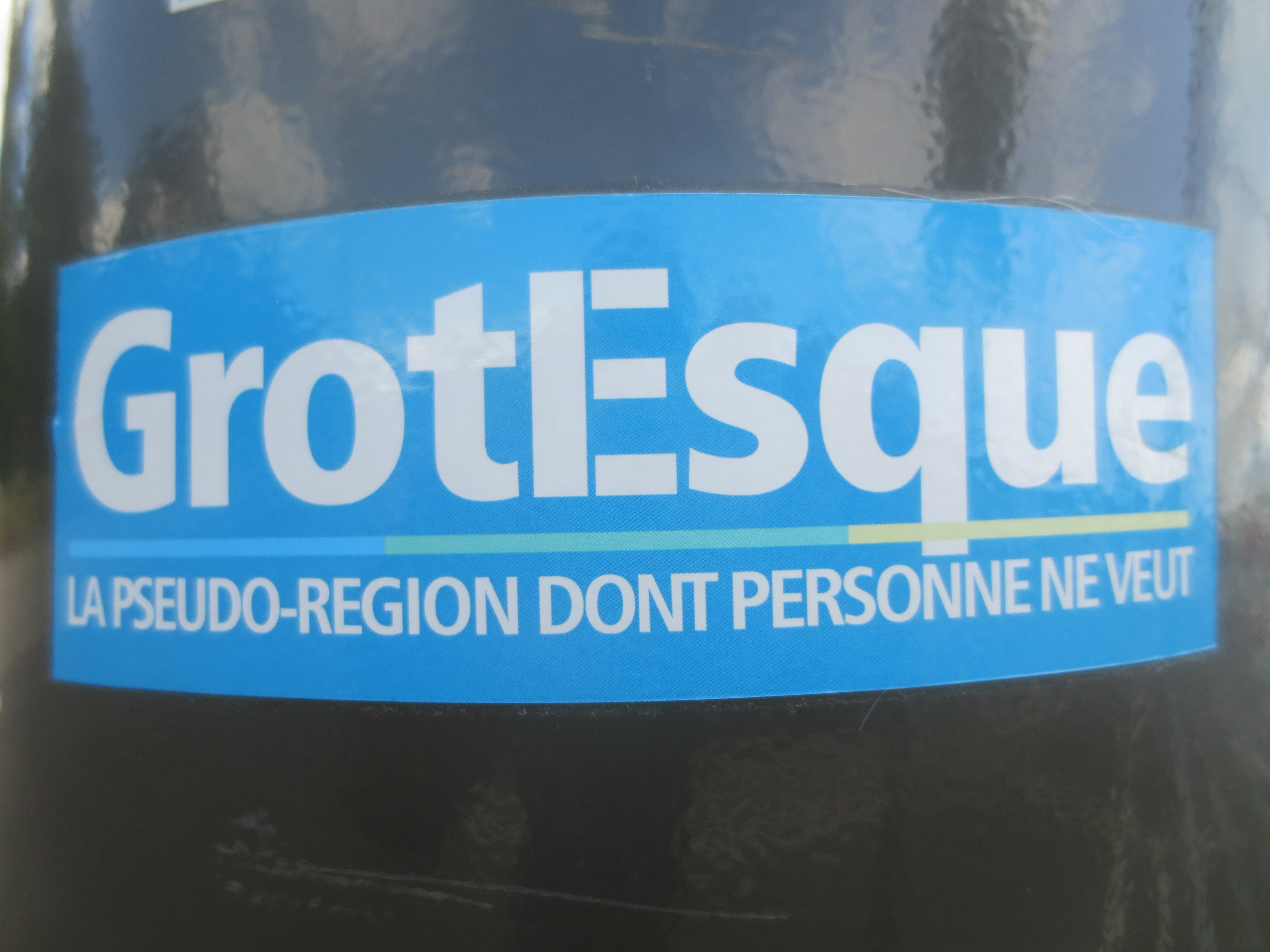
Autocollant montrant l'opposition à la nouvelle région Grand Est.

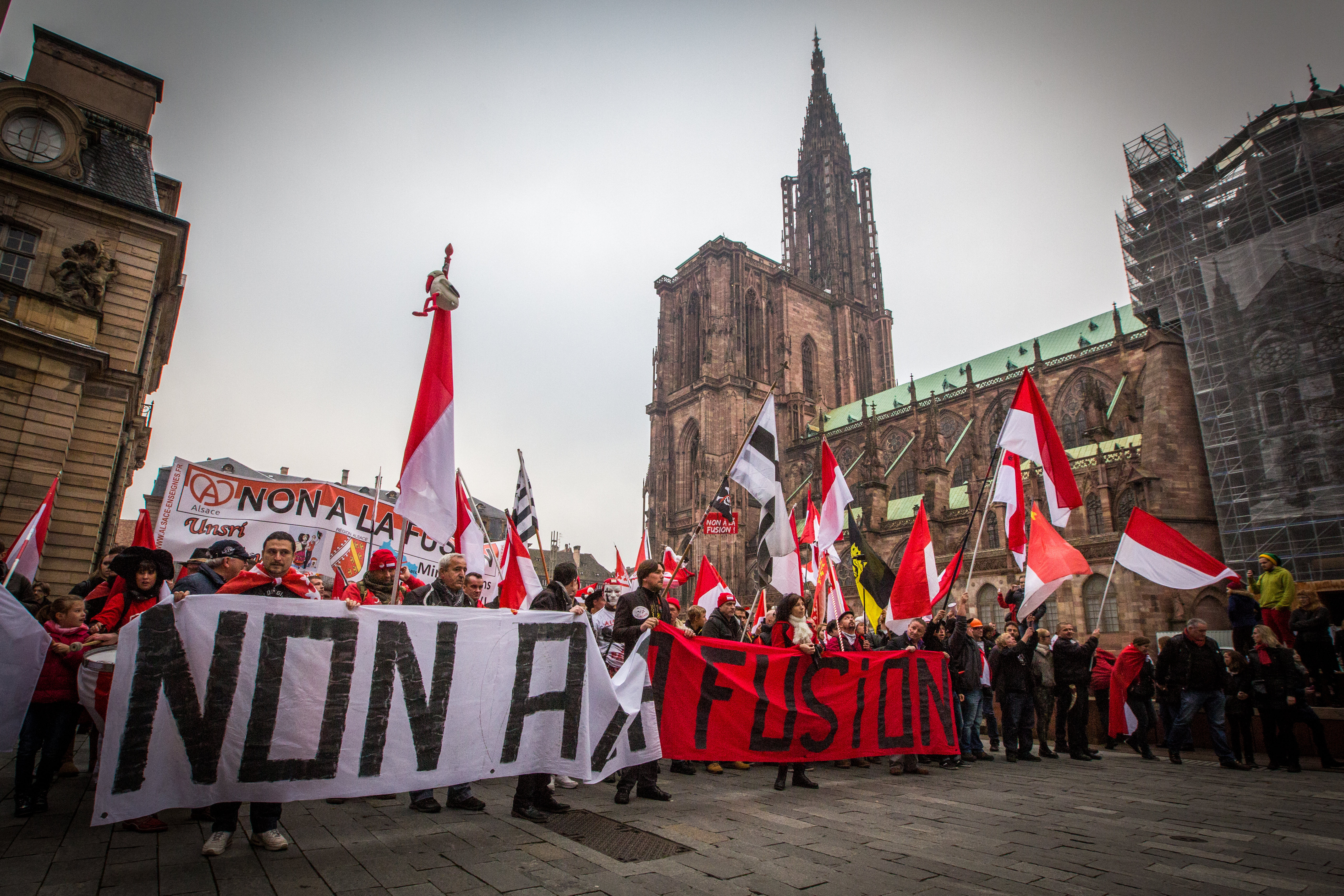
Manifestation en Alsace.

La disparition de l'Alsace n'étant de fait et de manière certaine pas du tout acceptée par une grande majorité de ses habitants et de ses élus,,,, au point que l'on parle couramment d'un « malaise Alsacien »,, des initiatives visant à ressusciter l'ancienne région Alsace se font jour régulièrement. Une fusion des départements du Haut-Rhin et du Bas-Rhin est à l'œuvre comme préalable à cette possible révision de la nouvelle région Grand Est, à l'initiative des conseils départementaux des deux ensembles,.

Pour le président de la République Emmanuel Macron, il est hors de question de revenir sur le découpage régional. En revanche, il verrait d'un bon œil la fusion des départements du Haut-Rhin et du Bas-Rhin dans l'objectif de former une « entité » alsacienne, aux compétences élargies. Une mission en ce sens a été confiée au préfet Jean-Luc Marx. Ce dernier a rendu son rapport le 20 juin 2018, dont les conclusions ont été rendues publiques le 3 août 2018, celui-ci y indique : 

« À l’issue de ces semaines d’échanges denses et de préparation assidue, je suis conduit à une double certitude :
- il existe un véritable « désir d’Alsace », une quête de connaissance et de reconnaissance dont le contenu n’est certes pas seulement institutionnel. L’Alsace culturelle, linguistique, historique, climatique… existe et nombre de ses habitants aspirent à être identifiés à ce territoire ;
- les territoires objets de mon rapport présentent des spécificités que l’État peut reconnaître, valoriser dans l’intérêt de ses habitants comme de la communauté nationale. […] »

Ce rapport ouvre donc la voie à une concertation pour la création d'une collectivité à statut spécifique, au sein du Grand Est au moins dans un premier temps, débutant par la fusion des départements avec de nouvelles compétences.
La question de l'extension à la Moselle y est directement posée, au moins en matière d'extension des mêmes compétences.
Jacqueline Gourault, la ministre de la cohésion des territoires, a été mandatée par le premier Ministre pour mener les concertations qui devraient aboutir en octobre 2018,. L'intéressée affirme à l'occasion des discussions que « le gouvernement fera tout pour que cela aboutisse »,.
Le rapport fait donc sérieusement bouger les lignes dans le débat institutionnel au sein même de la nouvelle région puisque cette évolution probable interpelle et inquiète nombres d'élus des autres départements, qui y voient un risque sur le devenir même du Grand Est, à moins de bénéficier eux-mêmes des mêmes prérogatives.
Un projet de fusion des départements lorrains de la Moselle et de la Meurthe-et-Moselle au sein du Grand Est a ainsi été lancée par le président de ce dernier département Mathieu Klein, mais a été aussitôt rejeté fermement par son homologue mosellan qui écarte toute idée de fusion avec quiconque,, quoique la question de l'extension des nouvelles compétences éventuellement délégués à l'Alsace au département de la Moselle soit directement posée dans le rapport.
Une association milite également pour la création d'une région Alsace-Moselle qui regrouperait les deux départements alsaciens et la Moselle.
Le 24 octobre 2018, la ministre Jacqueline Gourault annonce que « Le gouvernement est prêt à soutenir la création d’une collectivité alsacienne qui serait faite à partir des deux départements ». Cette collectivité resterait dans la région Grand Est mais bénéficierait - en plus des compétences des départements - de « compétences particulières qui sont dues au transfrontalier notamment et à l’identité alsacienne rhénane ».
Le 29 octobre 2018, le premier ministre Édouard Philippe, la ministre de la cohésion des territoires et des relations avec les collectivités territoriales Jacqueline Gourault, le ministre de l’éducation nationale Jean-Michel Blanquer, la ministre chargée des transports Élisabeth Borne, le président du conseil régional du Grand Est Jean Rottner et les présidents des conseils départementaux du Bas-Rhin Frédéric Bierry et du Haut-Rhin Brigitte Klinkert signent un acte créant la « collectivité européenne d'Alsace ». Cette nouvelle collectivité voit le jour le 1er janvier 2021 et se substitue aux conseils départementaux du Bas-Rhin et du Haut-Rhin (bien que les deux départements administratifs et leurs préfectures continuent d'exister) ; elle dispose - outre les compétences départementales - de compétences dans les domaines du transport, du tourisme, du bilinguisme et de la coopération transfrontalière. De plus, les plaques d'immatriculation des véhicules arborent à nouveau « un logo Alsace » tandis que la vie associative et les statistiques sont réorganisées au niveau de l'Alsace.

### Brève chronologie politique
- ~90 : Alsace germanique
L'Alsace fait partie de la province romaine de Germanie Supérieure[116].
- 535 : Alsace franque
Clotaire annexe une grande partie de l'Alémanie, dont l'Alsace.
- 843 : Alsace germanique
L'Empire carolingien, la Francie, est divisée en trois parties (voir le Traité de Verdun). L'Alsace se trouve dans la Francie médiane, la Lotharingie (octroyée en 843 à Lothaire Ier puis en grande partie en 870 à Louis le Germanique qui avait déjà la Francie orientale après 843), qui fera partie du Saint-Empire romain germanique (fondé sous Otton Ier en 962, il durera jusqu'en 1806 sous Napoléon Ier), qui, lui, donnera approximativement l'Allemagne.
- 925 : l'Alsace est rattachée au Duché de Souabe.
- 1648 : la Haute-Alsace devient française.
- 1697 : les quatre cinquièmes de l'Alsace deviennent français (traité de Ryswick)
Une grande partie de l'Alsace devient française par les traités de Westphalie en 1648. Strasbourg se rend à Louis XIV en 1681. Toute l'Alsace appartient maintenant à la France, hormis la ville de Mulhouse qui décidera en 1798 de se joindre à la République française. 1648 et 1675 sont des années-clés de la progression de la conquête de l'Alsace.
- 4 mars 1790 : création des départements du Bas-Rhin et du Haut-Rhin.
- 1871 : Alsace allemande sans l'arrondissement de Belfort
Vaincue, la France cède la partie majoritairement germanophone de l'Alsace à l'Empire allemand.
- 1918 : République d'Alsace-Lorraine en novembre 1918.
- 1919 : Alsace française
L'Alsace-Lorraine française après le traité de Versailles.
- 1940 : Alsace allemande
Victorieux sur la France, le Troisième Reich annexe le Haut-Rhin et le Bas-Rhin sans traité.
- 1944 : Alsace française
Le Haut-Rhin et le Bas-Rhin redeviennent français.
- 1956 : création de la « région de programme d'Alsace ».
- 1964 : le préfet du Bas-Rhin devient également préfet d'Alsace.
- 1982 : la loi de décentralisation du 2 mars 1982 crée les régions françaises comme collectivités territoriales de la République française, la région Alsace est créée avec les deux départements du Rhin.
- 7 avril 2013 : référendum sur la création d'une collectivité unique alsacienne par fusion de la région Alsace et des départements du Haut-Rhin et du Bas-Rhin. Dans le Haut-Rhin le « Non » l'emporte tandis que dans le Bas-Rhin le « Oui » est majoritaire mais n'atteint pas le seuil requis de 25 % des électeurs inscrits.
- 1er janvier 2016 : l'Alsace intègre la nouvelle région Grand Est (nommée provisoirement Alsace-Champagne-Ardenne-Lorraine) avec la Lorraine et la Champagne-Ardenne lors de la réforme territoriale.
- 1er janvier 2021 : création de la collectivité européenne d'Alsace.

### L'identité alsacienne

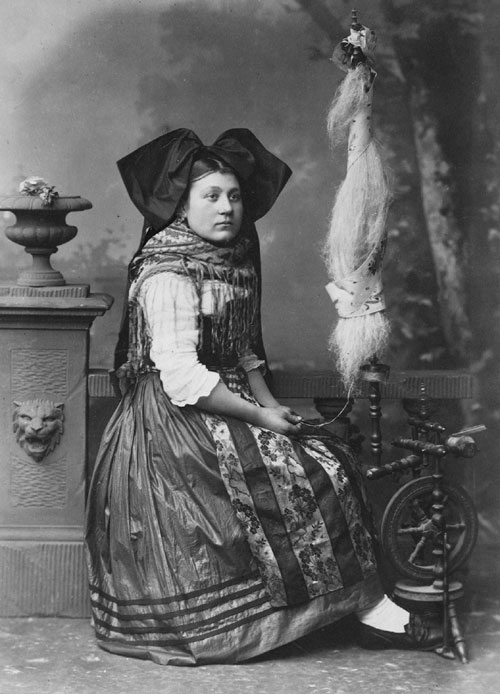
Alsacienne au XIXe siècle.

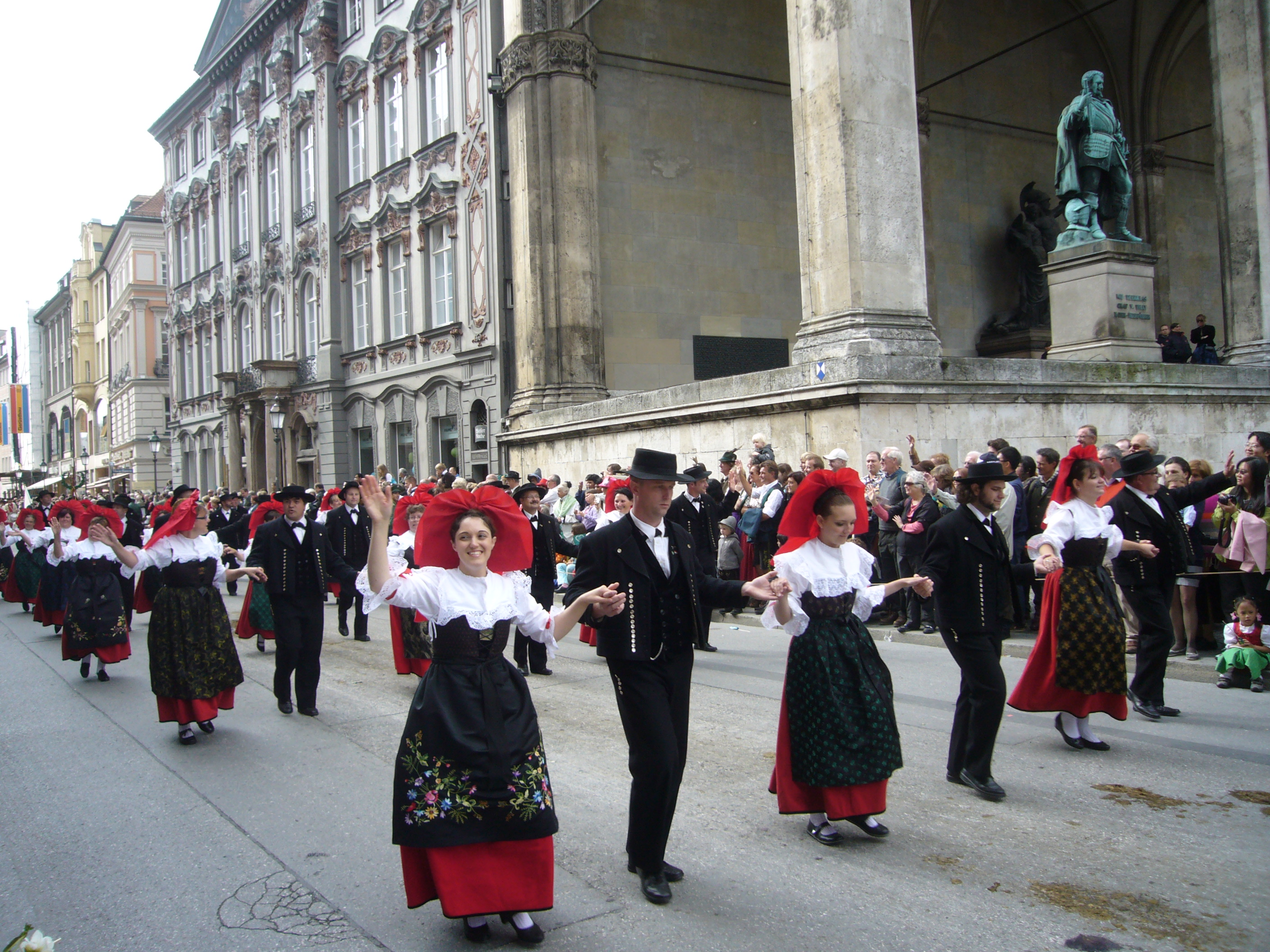
Costumes alsaciens à l'occasion du défilé de costumes à l'Oktoberfest de Munich

L'Alsace possède une forte identité culturelle, à la fois française et germanique. Durant l'époque contemporaine, la nation contrôlant l'Alsace, la France ou l'Allemagne, a cherché à effacer les liens historiques et culturels la reliant à l'autre nation. L'intégration culturelle alsacienne au sein de la nation française est essentiellement marquée par le soutien de la bourgeoisie d'Alsace à la révolution française[réf. nécessaire], puis le rejet de l’Allemagne plus massif après la Seconde Guerre mondiale. Mais beaucoup plus que la Révolution Française l'attachement à la France pour les populations rurales et le petit peuple des villes est confessionnel. Pour les catholiques la France est un pays catholique comme eux. Pour les protestants l'attachement à la France est moindre
D'après le géographe Paul Vidal de La Blache dans La France de l'Est, l'adhésion de la population alsacienne à la France a été scellée sur une base plus politique que culturelle. À ce titre, la lettre de Fustel de Coulanges adressée à Mommsen du 27 octobre 1870 (cf. Lettre de F. de Coulanges) puis le discours d'Ernest Renan à la Sorbonne le 11 mars 1882 (cf. Qu'est-ce qu'une nation ? d'E. Renan) soulignent le caractère politique inhérent à la construction d'une Nation. La confrontation entre la France et l'Allemagne est aussi une lutte entre des conceptions opposées de l'idée de Nation.
Mais jusqu'en 1870, la question de l'identité alsacienne n'était pas à proprement parler un problème. L'intégration à la France, qui commença dès 1648 avec le traité de Westphalie, s'apparentait essentiellement à un changement de souverain, les Alsaciens devenant des sujets du roi de France. Si Louis XIV prenait souvent parti pour les paysans dans leurs conflits avec les seigneurs, c'est également la stabilité retrouvée et les investissements colossaux réalisés par l'État (fortifications Vauban, creusement de canaux dont celui du Rhône au Rhin…), au fondement d'une reprise de l'activité économique, qui permirent à l'État de se concilier la population.
C'est surtout le célèbre écriteau placé sur le pont du Rhin, à Strasbourg, le 14 juillet 1791, pour la fête de la Fédération, Ici commence le pays de la Liberté, qui symbolise l'adhésion de l'Alsace à la communauté nationale française. L'Alsace fournit beaucoup d'officiers à la France sous la Révolution (Kléber, Kellermann), et la Marseillaise fut chantée pour la première fois par Rouget de l'Isle à l'hôtel de ville de Strasbourg. L'Alsace fut un pays de commerçants, d'artisans, de bourgeois indépendants qui soutinrent la Révolution et les Républiques. La masse de la population était surtout concernée par des intérêts purement confessionnels.
Ainsi, les Alsaciens ont conservé leur culture germanique et leur réseau social traditionnel, tout en s'enrichissant de la culture française. La moindre tension franco-allemande suffisait à mettre en doute le sentiment national des protestants. Lorsqu'éclate le conflit contre la Prusse en 1870, c'est en citoyens, sous l'étendard français, que combattent les Alsaciens. La résistance de Belfort, qui ne fut pas annexée par les Prussiens, et la conduite héroïque des troupes françaises en très nette infériorité numérique à la bataille de Frœschwiller-Wœrth ne sont pas étrangères à cette considération.
Mais le facteur déterminant de l'attachement à la France n'est pas ethnique ou linguistique mais lié au fait que la nation française, en 1871, est encore fondée sur les valeurs catholiques. À l'opposé, pour les protestants jusque-là intégrés dans un État catholique, la guerre de 1870-71 et l'annexion à l'Empire Allemand s'annonce comme une revanche. Une phrase courante désignait les protestants comme pro-allemand et les catholiques comme pro-français. Ainsi, lors de l'incorporation des recrues, après octobre 1872, les campagnes catholiques comptent beaucoup de réfractaires, alors que dans le village protestant de Baldenheim, les conscrits défilent dans les rues derrière un drapeau portant l'inscription « Vive Guillaume, Empereur d'Allemagne ».
La question identitaire s'est à nouveau posée avec la réforme territoriale de 2014-2015 et la suppression de la région Alsace. L'adéquation d'une collectivité territoriale avec l'entité historique et culturelle entre 1972 et 2014 avait renforcé l'identité alsacienne. On sait bien que pouvoir régional et identité culturelle peuvent se renforcer l'un l'autre dans une spirale d'autonomisation comme l'illustrent les exemples bien connus de la Catalogne ou de l'Écosse. En revanche la disparition d'une région Alsace interroge : « […] l'insertion dans ce même « Grand Est » disparate sembl[e] clore l'existence de cette région. Mais qui peut nier l'identité alsacienne, voire le lien entre cette réalité et le dynamisme de l'Alsace ? L'identité régionale n'est pas un argument contraire à la rationalité fondée sur la taille (superficie et population). Elle unit une région capable de se projeter dans le futur autour d'une image stimulante. Elle naît d'un sentiment d'appartenance mais se forge dans les oppositions qui exigent de la région d'être combative. Elle signe une capacité de cohérence stratégique ».

### Culture
Le folklore alsacien, contes, légendes, croyances populaires, etc., est un folklore germanique rhénan, légèrement teinté de latinité et de celtisme.

#### Symboles

##### La cigogne blanche

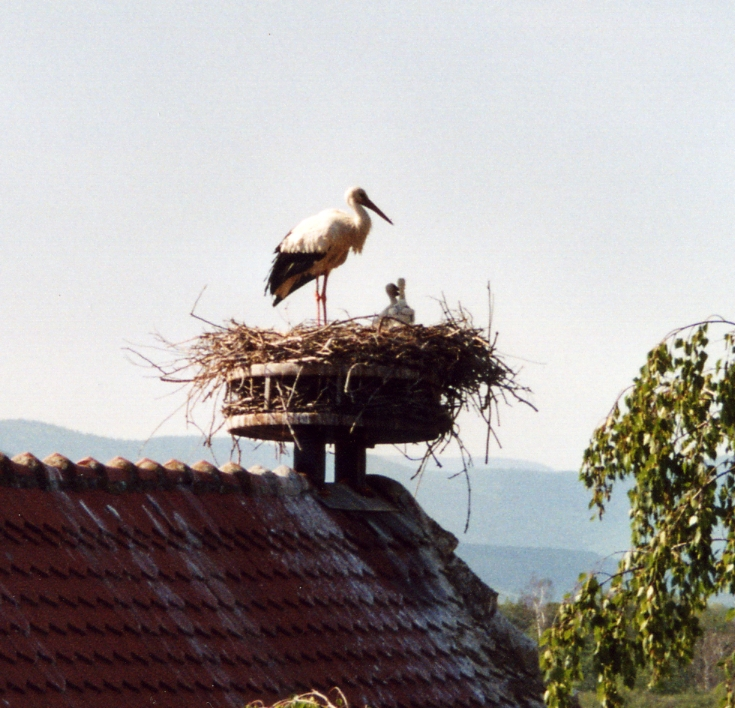
Cigogne blanche et son cigogneau sur le toit d'une maison alsacienne.

La cigogne blanche est attachée à de nombreuses légendes, en particulier celle d'apporter les bébés dans les familles.
Quasiment disparue dans les années 1970, elle a fait l'objet d'une stratégie associative de repeuplement. Celle-ci s'avère efficace, notamment grâce à la création de centres de réintroduction. Les cigognes sont désormais présentes sur de nombreux toits d'églises et autres édifices publics d'Alsace, et parfois sur le toit de maisons de particuliers. Contrairement aux cigognes qui, dans bien des pays (Hongrie, pays baltes par exemple), placent leurs nids sur des pylônes, les cigognes d'Alsace, aidées par les paniers posés par les habitants, les installent sur des bâtiments, généralement à une hauteur élevée.

##### Héraldique
Le blason de l'Alsace est en fait une juxtaposition de deux blasons historiques, celui du landgraviat de Haute-Alsace et celui de Basse-Alsace qui est représenté contourné. Ce blason a été reproposé par l'héraldiste Robert Louis et le conservateur des archives nationales de France Jacques Meurgey de Tupigny puis homologué par les deux préfets alsaciens le 5 mai 1948. Ce blason est le plus fréquemment utilisé notamment par la Gendarmerie nationale (porté sur les uniformes des gendarmes en Alsace).
Le blason utilisé par l'ancienne région administrative Alsace est le blason historique alsacien. Il a été créé au XVIIe siècle sous le Saint-Empire et adopté ensuite sous le régime français par l'Intendance d'Alsace[réf. non conforme]. Il a été réhabilité par le Conseil régional d'Alsace en 1990 et apparait sur les plaques d'immatriculation des véhicules du Bas-Rhin et du Haut-Rhin. Il fusionne le blason historique de Basse-Alsace (De gueules à la bande d'argent côtoyée de deux cotices fleuronnées du même) symétrisé par Courtoisie héraldique et le blason historique de Haute-Alsace (De gueules à la bande d'or accompagnée de six couronnes du même, trois en chef et trois renversées en pointe). Il s'agit d'une fusion, et non d'une juxtaposition comme c'est le cas pour le blason précédent. Il se blasonne ainsi : de gueules à la bande d'argent accompagnée de deux cotices fleuronnées du même et accostée de six couronnes d'or ordonnées en orle, celles de la pointe opposées à celles du chef : les six couronnes du blason du Haut-Rhin sont ajoutées au blason du Bas-Rhin.

Le blason proposé par Robert Louis et homologué par les préfets.
Le blason historique notamment utilisé par la région Alsace.

##### Drapeaux de l'Alsace
Le drapeau administratif de l'Alsace est basé sur le blason adopté par les deux préfets le 5 mai 1948. À partir des années 1990, la région Alsace a décidé de reprendre le blason historique qui date lui du XVIIe siècle et par conséquent un nouveau drapeau.
Il a la même signification historique que le blason régional et que les blasons départementaux fusionnées. Ce drapeau reprend les couleurs alémaniques traditionnelles rouge et blanc auxquelles il ajoute 6 couronnes jaunes qui symbolisent les aspirations de la dynastie des Habsbourg originaire d'Alsace. Les Habsbourg ont régné sur les différents peuples de l'Europe centrale durant plusieurs siècles. Le landgraviat de Haute-Alsace était une propriété originelle de la maison féodale dont la Stammburg Habichtsburg ou Habsburg se trouve dans la région, aujourd'hui du côté suisse du Rhin. La bande blanche en travers ornée de part et d'autre de dentelle blanche est le symbole des comtes de Werd qui régnèrent sur le nord de la région qu'on retrouve également le blason de ville de Strasbourg, les couleurs étant inversées. Le fond rouge est commun aux deux blasons départementaux.
Le drapeau Rot un Wiss  est un drapeau alsacien historique qui n’a pas de reconnaissance officielle. Le drapeau du Reichsland Elsaß-Lothringen, adopté en 1912, s’inspire de ce drapeau en y ajoutant une croix de Lorraine d’or.

Le drapeau administratif fusionnant les armes de l'Alsace.
Le drapeau administratif juxtaposant les armes de l'Alsace.
Le drapeau Rot un Wiss.

#### Les langues régionales en Alsace

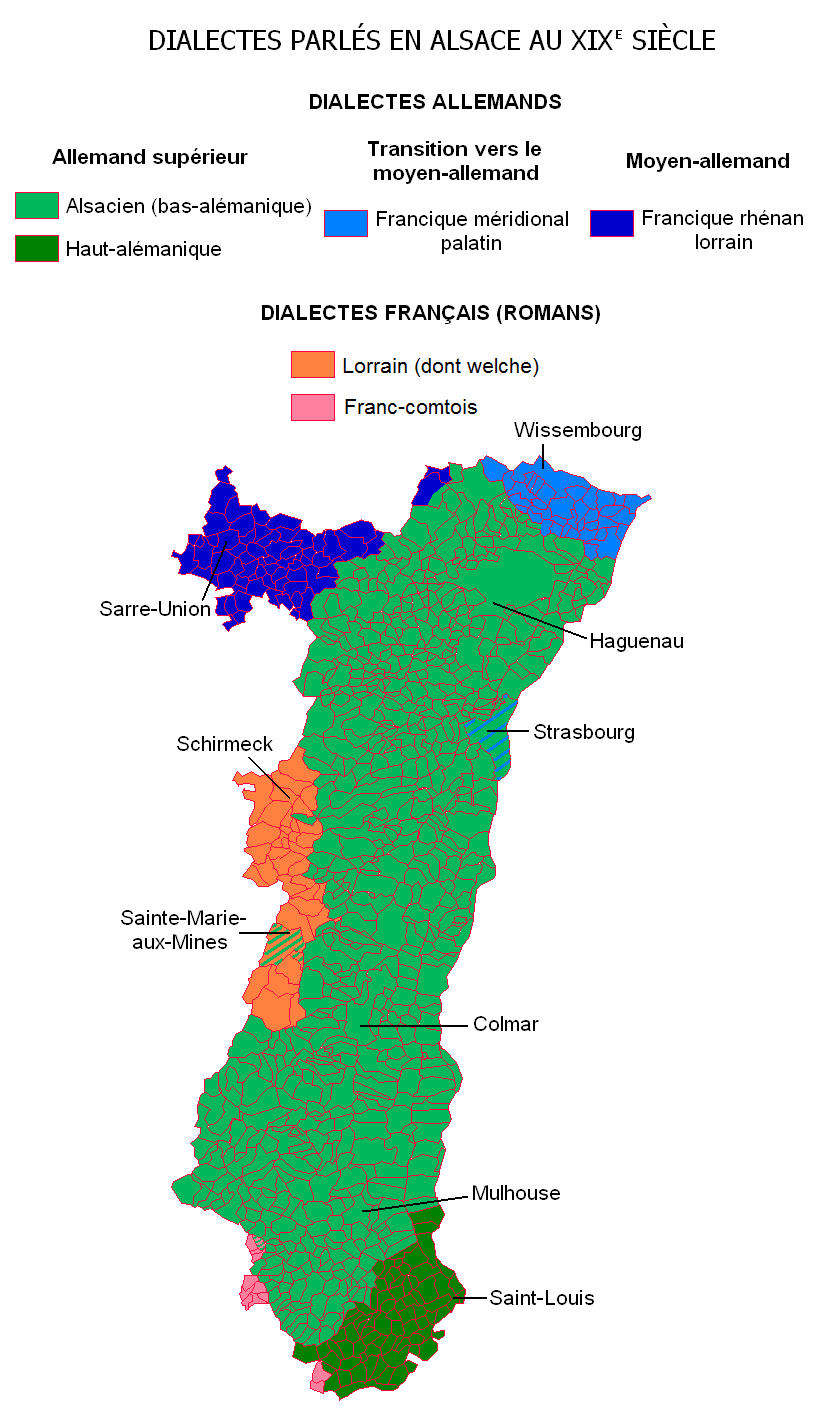
Répartition géographique des dialectes parlés en Alsace au XXe siècle. Depuis, le welche a presque complètement disparu, le francique est en déclin, voire en danger, et la pratique de l'alsacien a beaucoup diminué.

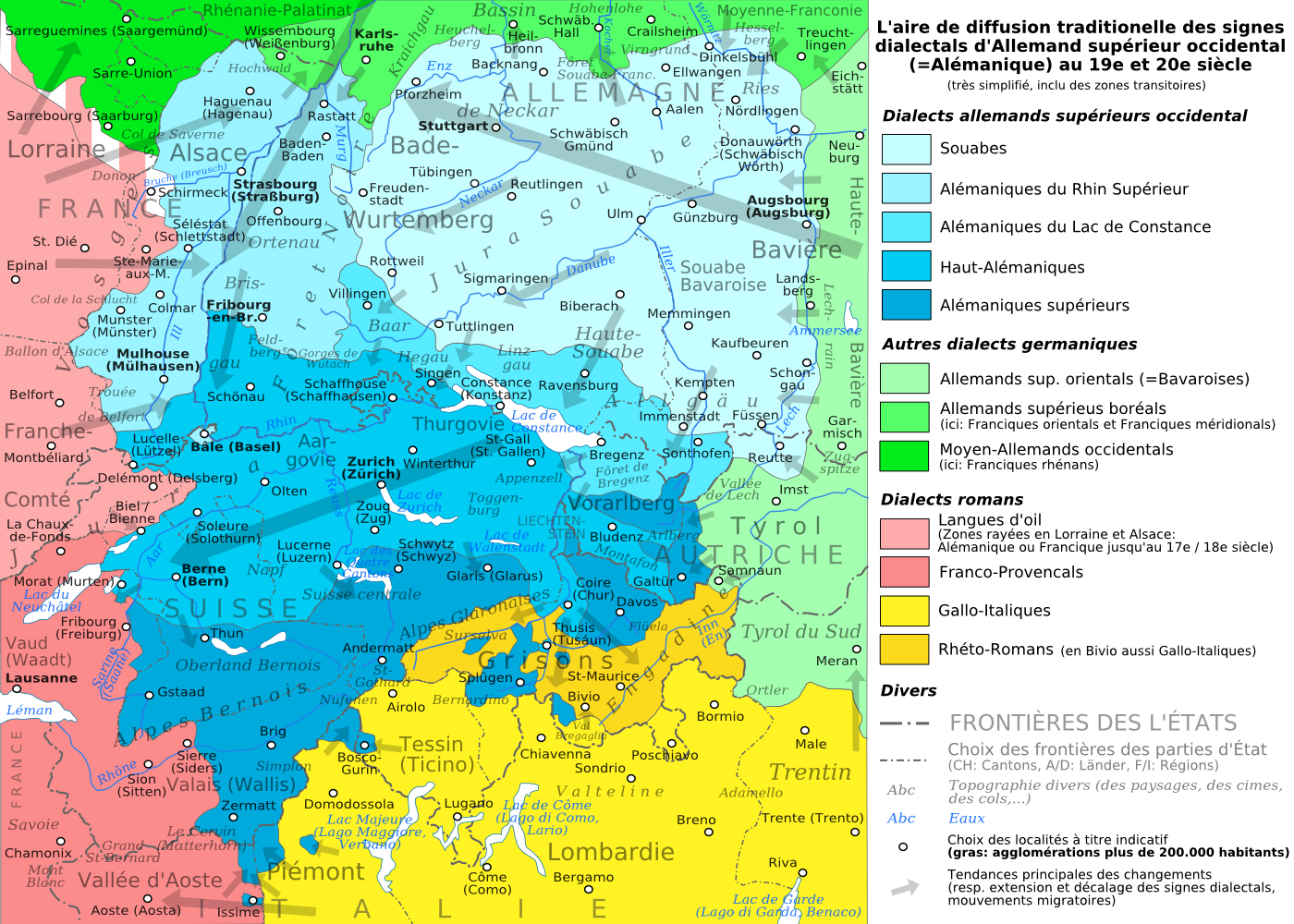
L'aire de diffusion traditionnelle des signes dialectaux d'allemand supérieur occidental (=alémanique) aux.

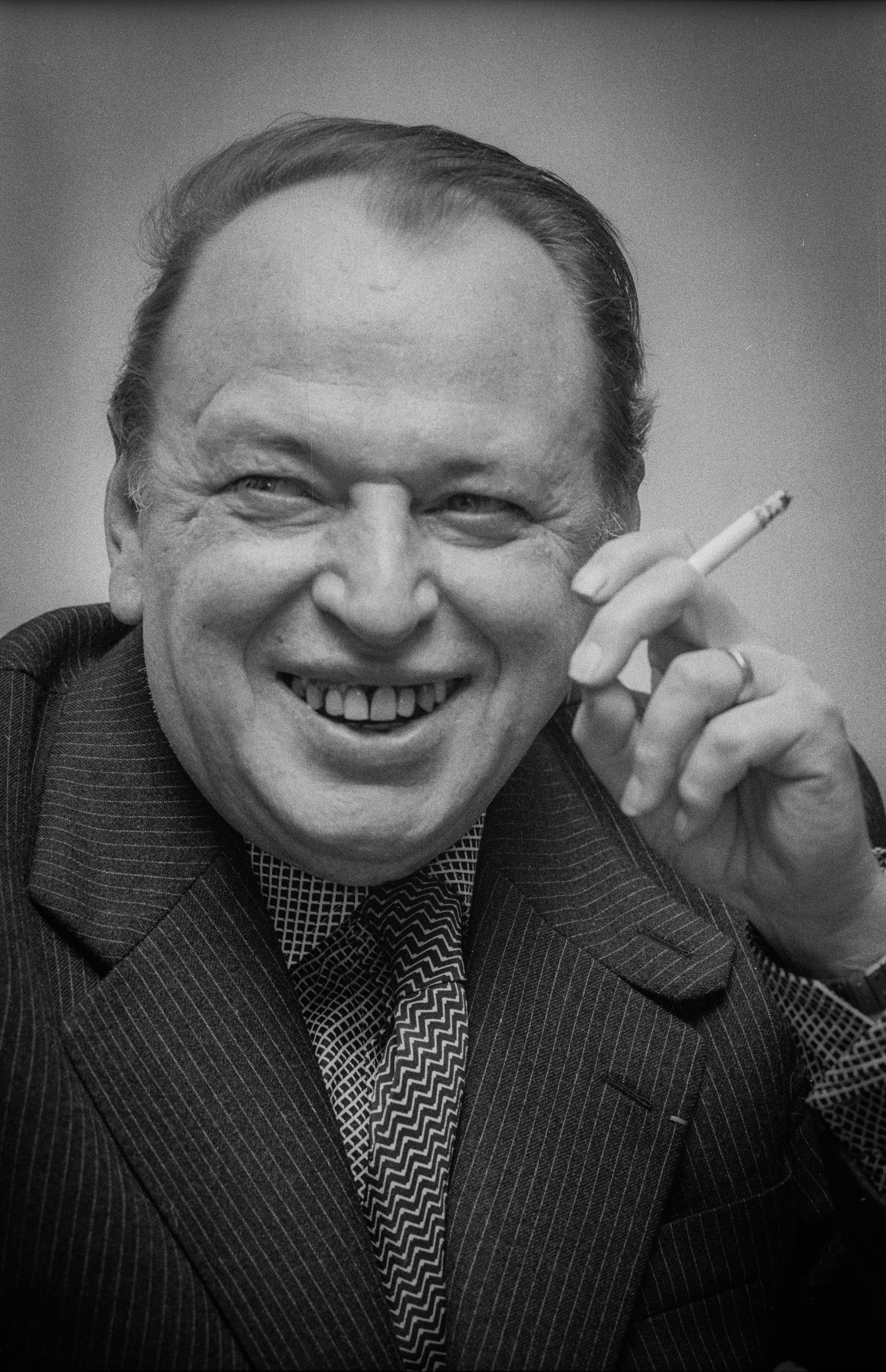
Le chansonnier et cabarettiste Germain Muller en 1980.

D'après une étude réalisée dans les années 1970-80, l'Alsace comptait alors une centaine de dialectes dont la majeure partie appartenait à l'alémanique.

##### La langue régionale majoritaire: l'alsacien
L'alsacien fait quelques emprunts lexicaux au français et a été longtemps la langue maternelle de la plupart des habitants. La première mention du dialecte alsacien date de 1369. L'historien E. Tonnelat y évoque les dits de Nicolas de Bâle : « c'est la première fois à notre connaissance que le mot de langue est appliqué à un dialecte allemand, « Elsasser Sproche » (l'alsacien). » Il est un dialecte alémanique comme celui parlé en Suisse alémanique, dans le Bade-Wurtemberg, l'ouest de la Bavière et le Vorarlberg autrichien. Il est parlé dans les trois quarts du Bas-Rhin et tout le Haut-Rhin sauf ses parties romanes. Le Rhin ne constitue donc nullement une frontière linguistique en ce qui concerne les dialectes.
Bernard Wittmann écrit dans Une histoire de l'Alsace, autrement : « L'emploi de l'allemand à la place du latin vient renforcer la liberté conquise par les bourgeois en les affranchissant de la collaboration des ecclésiastiques pour la rédaction des chartes ou des correspondances officielles. L'emploi de l'allemand, langue du peuple, contribuera à l'émancipation des Alsaciens… Longtemps avant l'Allemagne, l'Alsace avait fait usage de l'allemand à la place du latin… À Strassburg, la première charte allemande du « Urkundenbuch » est datée du 25 juin 1261… Dans les territoires des évêques de Bâle comprenant une bonne partie de la Haute-Alsace, la première charte en allemand apparaît en 1255… En Allemagne, c'est seulement au XIVe que l'allemand fit timidement son entrée dans des documents officiels… Le mardi 16 février 1524, le vicaire Dieboldt Schwartz inaugurait la première messe en allemand dans la crypte de la cathédrale de Strassburg. »
Dans son Impossible Alsace : Histoire des idées autonomistes (Minorités), Jean-Clause Streicher écrit qu'après le traité de Wesphalie, la France a favorisé la venue en Alsace « de bourgeois natifs de France, par conséquent plus sujets et plus obéissants… toute l'Alsace serait accoutumée aux mœurs, affection et langue françaises ».
La politique linguistique de la France républicaine tendait à s'opposer à l'usage de l'alsacien ne lui attribuant aucune fonction officielle dans sa propre région. L’Alsace n'a néanmoins pas subi directement les lois et réformes de l'éducation nationale française de la Troisième République française jusqu'à la fin de la Première Guerre mondiale, car l'Alsace faisait alors partie de l’Allemagne. Les écoles enseignaient alors l'allemand standard, seule langue officielle, comme pendant la Seconde Guerre mondiale. Durant la période de 1871 à 1918, la langue française restait enseignée dans les enclaves romanes (situées au fond de quatre hautes vallées des Vosges et dans les villages francophones de l'actuel département de la Moselle).
Le français est l'unique langue officielle en vigueur pendant l'entre-deux-guerres et après la Seconde Guerre mondiale.
À la suite de la déconnexion progressive de l'alsacien d'autres parlers allemands, l'alsacien de nos jours ne suit plus l'évolution de l'allemand, gardant ainsi des formes linguistiques germanique-allemandes archaïques.
Dans le but de préserver l'alsacien, il existe depuis 1992 des sections bilingues paritaires en Alsace où l'enseignement est dispensé pour moitié en français et pour moitié en allemand standard, ayant l'avantage d'avoir une orthographe fixe et une forte présence dans les médias écrits ou audiovisuels. À l'heure actuelle, elles concernent environ 5 % des élèves. Au lycée, les élèves peuvent passer l'abibac. L'alsacien peut être parlé en maternelle et enseigné ou parlé en primaire. Cependant, l'écrit est en allemand, considérant que celui-ci est la version écrite commune de l'ensemble des dialectes alsaciens.
Une partie de la population alsacienne parle encore aujourd'hui couramment la langue locale, l'alsacien, qui est une langue alémanique. Le reste est essentiellement composé de quelques communes jouxtant le Territoire de Belfort et dans les pays welche autrefois de patois roman, comme les vallées de Saint-Albray, de la Weiss (Orbey) et de la Liepvrette (Sainte-Marie-aux-Mines), quelques enclaves dans le massif des Vosges traditionnellement de parlers oil lorrains, en Alsace bossue ou autour de Wissembourg, où les pratiques respectives des francique rhénan et francique méridional sud-occidental demeurent avérées, quoiqu'en déclin. L'alsacien est la deuxième langue autochtone de France après le français si on considère l'occitan comme un ensemble de parlers non-homogènes.
Le célèbre Barabli de Germain Muller est entré dans l'histoire de l'Alsace (un spectacle en dialecte critique et drôle, qu'actualisait en permanence un comédien-auteur-metteur en scène à forte personnalité). Des pièces de théâtre en alsacien sont toujours représentées et parfois retransmises sur la chaîne de télévision France 3 Alsace.
Voilà un aperçu de l'alsacien à travers une comparaison avec le français et trois autres langues germaniques (l'allemand, le néerlandais et l'anglais) :
| français    | allemand       | alsacien      | néerlandais   | anglais       |
| ----------- | -------------- | ------------- | ------------- | ------------- |
| terre       | Erde           | arde          | aarde         | earth         |
| ciel        | Himmel         | hemmel        | hemel         | heaven, sky   |
| eau         | Wasser         | wàsser        | water         | water         |
| feu         | Feuer          | fiir          | vuur          | fire          |
| homme       | Mann           | mànn          | man           | man           |
| femme       | Frau           | frài/frau     | vrouw         | woman         |
| manger      | essen          | assa          | eten          | eat (to)      |
| boire       | trinken        | trenga/trenke | drinken       | drink (to)    |
| grand       | groß           | groos         | groot         | great         |
| petit       | klein          | klain/glen    | klein         | little, small |
| gros/gras   | dick/fett      | déck/fat      | dik/vet       | thick/fat     |
| nuit        | Nacht          | nààcht        | nacht         | night         |
| jour        | Tag            | däi/dag       | dag           | day           |
| aujourd'hui | heute          | hit/héta      | vandaag/heden | today         |
| hier        | gestern        | gecht         | gisteren      | yesterday     |
| demain      | morgen         | morn          | morgen        | tomorrow      |
| matin       | Morgen         | morjia/morga  | morgen        | morning       |
| midi        | Mittag         | médeu/médag   | middag        | noon, midday  |
| soir        | Abend          | oowe/ova      | avond         | evening       |
| être        | sein (du bist) | sén (du béch) | zijn          | be (to)       |
| avoir       | haben          | hove/hàn      | hebben        | have (to)     |
| ceci/cela   | dies/das       | dess/tsal     | dit/dat       | this/that     |
| oui         | ja             | jà            | ja            | yes           |
| non         | nein           | nee/naij      | nee           | no            |

Les parlers diffèrent d'un secteur à l'autre. Exemples : une tarte s'appelle weiha à Mulhouse, mais kueche dans le Nord ; une pomme de terre se dit ardapfel à Mulhouse, et grùmber à Strasbourg.
Beaucoup de mots courants (bonjour, merci, au revoir) sont prononcés en français (bouchour, merssi, aurevoar), ce qui était interdit pendant l'occupation allemande. Dans le Haut-Rhin, on dit defanture et ce n'est que dans le Nord que l'on utilise schoaeufanster.
Voir aussi la liste établissant la correspondance des toponymies alsaciennes en français et en allemand.

##### Le welche
Welsch, en allemand, est un mot qui signifie « étranger parlant une langue romane ». La même racine proto-germanique *walha explique le mot Gaule en français et son dérivé gaulois. En anglais, le terme de la même origine est welsh et désigne les Gallois. On le retrouve dans la toponymie aussi comme Welschensteinbach, nom allemand d'Éteimbes ou Welschoth pour Audun-le-Roman. Il sonnait et sonne encore de façon assez péjorative. Les Alsaciens de langue alémanique ont appelé ainsi les Alsaciens de langue romane qui habitaient les hautes vallées vosgiennes mais aussi toutes les autres populations de langue romane que ce soit en Lorraine ou dans le reste de la France. Ce terme, francisé en « welche », fut introduit par Voltaire dans le français littéraire. Curieusement, les intéressés ont adopté le terme pour se désigner eux-mêmes.
Le welche est la forme prise localement par le dialecte lorrain roman. Il est presque éteint. Diverses initiatives tentent de garder vie à ce patois. À Orbey, le welche est enseigné au collège et utilisé pour la messe ; le hameau de Tannach a monté un spectacle comique dans cette langue. Dans le Bas-Rhin, Neuviller-la-Roche organise les rencontres des « tables de patois ».
Les vallées welches le sont vraisemblablement depuis très longtemps. Deux hypothèses existent :
- Des peuplades gallo-romaines venues de la plaine alsacienne auraient fui les invasions germaniques au IIIe et au IVe siècle pour se réfugier dans ces vallées isolées. Des toponymes romans datant de l'époque carolingienne semblent confirmer cette hypothèse.
- Des monastères et abbayes lorrains possédant des terres sur le versant alsacien les auraient fait défricher par des paysans venus de Lorraine. Ces possessions sont attestées dès le XIIe siècle.

Les deux hypothèses ne semblent d'ailleurs pas contradictoires dans la mesure où la première expliquerait pourquoi ces terres alsaciennes auraient intéressé des Lorrains : on y parlait déjà un patois roman, on pouvait donc y envoyer des Lorrains sans craindre une trop grande hostilité de la part de la population locale.
- Autre hypothèse : l'Alsace est conquise par Louis XIV au terme du traité de Westphalie (1648) et de Nimègue. Pour cela, il s'est allié aux Suédois qui ont massacré du nord au sud 66 % de la population. Ils pillaient les vallées « intéressantes », c'est-à-dire avec château ou couvent et prieuré ; ainsi, du nord au sud, ce sont les vallées de Sainte-Marie (château et prieuré), de Kaysersberg (couvent de Pairis à Orbey) ainsi que la vallée plus au Sud (Muhlbach) qui sont détruites totalement. Ce sont ces vallées qui vont garder un patois roman car, vidées de leurs habitants, les terres vont être offertes à ceux qui les prendront. Ce sont les Vosgiens voisins de la région de Gérardmer, Cornimont et Saint-Dié qui vont venir avec leur patois roman. Ainsi de nos jours, en terre alémanique, les noms des villages restent romans (Lapoutroie, Hachimette, Orbey…) contrastant avec les communes voisines (de Kaysersberg, Alspach, Ammerschwihr…) de même les noms de famille d'origine vosgiennes (Petitdemange, Didierjean, Batot…) contrastant avec les Muller, Meyer et autres Schmidt de la plaine.

##### Le francique

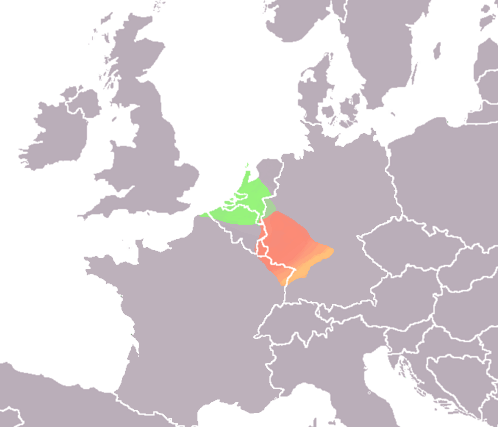
Les langues franciques d'Europe.
Légende :
Dialectes du bas-francique des Pays-Bas.
Dialectes du bas-francique d'Allemagne.
Francique ripuaire.
Francique méridional.

Historiquement le terme francique désigne la langue des Francs ou des régions peuplées par les Francs. Ce terme a été repris par les germanistes pour désigner certains dialectes de la langue allemande.
Deux dialectes franciques sont parlés en Alsace :
- le francique rhénan lorrain en Alsace bossue ;
- le francique méridional dans l'Outre-Forêt.

##### Le Jéddischdaitsch
Le judéo-alsacien ou Jéddischdaitsch est le parler des Juifs alsaciens. Il fait partie de l'ensemble yiddish dont il représente la variante occidentale. À l'instar des langues juives, il est composé d'un important substrat de mots et d'expressions en hébreu et en araméen. La syntaxe ainsi que la morphologie est celle des langues germaniques. Le lexique comprend environ 70 % d'allemand. À la différence du yiddish oriental, il ne comporte pas de substrat slave. En revanche, il contient un important substrat issu des langues romanes, ainsi que des mots français. Actuellement, il ne reste que très peu de locuteurs.

#### Vie intellectuelle et artistique en Alsace

##### Une terre d'humanisme
- Honoré de Balzac célèbre la générosité de l'Alsace dans Le Cousin Pons : « Fritz alla de pied à Strasbourg, et il y rencontra ce que l'enfant prodigue de la Bible n'a pas trouvé dans la patrie de la Sainte Écriture. En ceci se révèle la supériorité de l'Alsace, où battent tant de cœurs généreux pour montrer la beauté de la combinaison de l'esprit français et de la solidité germanique[129] »

#### Les influences religieuses
- Le catholicisme
- Le judaïsme
- Le protestantisme

#### Une culture de la table

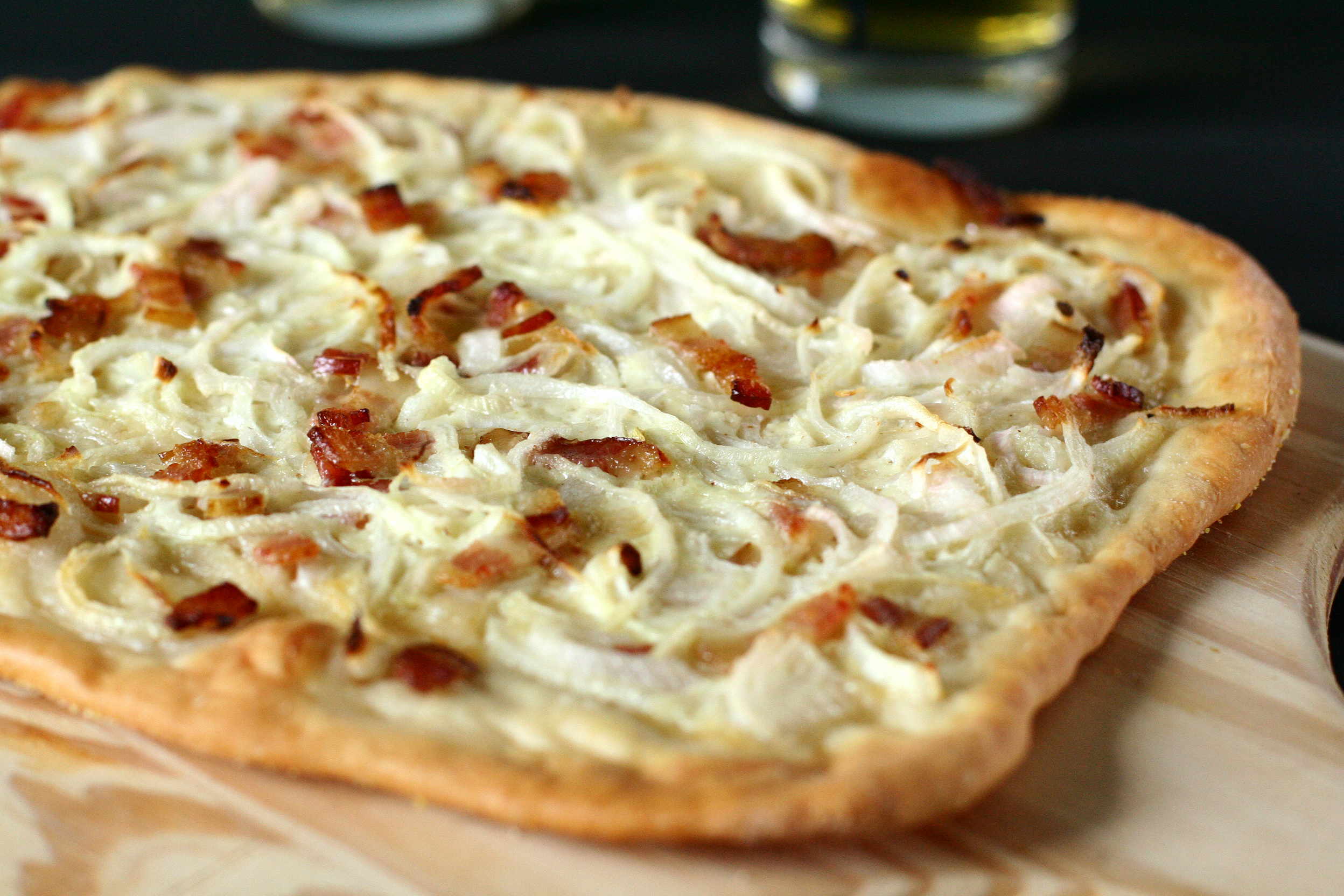
La Flammekueche.

L'Alsace, l'une des régions les plus « étoilées »  par les guides,, valorise au mieux et galvaude parfois son important répertoire gastronomique. Malgré l'afflux des touristes et une banalisation certaine, sensible à Strasbourg et dans plusieurs cités historiques situées sur la Route des Vins[non neutre], bon nombre de restaurants se révèlent de qualité et, assez souvent, fort conviviaux[évasif]. Les familles alsaciennes continuent de les fréquenter avec assiduité et les repas d'amis sont beaucoup plus habituels qu'ailleurs[réf. nécessaire]. Il y a foule[évasif] le dimanche midi dans les restaurants et les fermes-auberges de bonne réputation, même à bonne distance des grands centres (vallée de Munster, Haute-Bruche, « Pays des choux », Ried, région de Brumath, Outre-Forêt, Florival, Sundgau).
Parmi les recettes et plats traditionnels d'Alsace figurent notamment la tarte à l'oignon (Zewelkueche), le cervelas vinaigrette, les asperges (Sparichle) accompagnées de trois sauces, cette potée typique qu'est le Baeckeoffe, la tarte flambée (Flamekuche ou Flammekueche) autrefois spécialité d'une partie du Bas-Rhin proche de Strasbourg, la choucroute, le Schiffala ou Schiffele, la pâte roulée au porc et au veau Fleischschnacka.
Le gibier — le droit de la chasse est particulier dans la région — et les cochonnailles, malgré la faible production porcine locale, ont la part belle.[non neutre]
Les carpes frites sont une spécialité du Sundgau.
Le pâté de foie gras d'oie, produit depuis le XVIIe siècle, est une spécialité alsacienne autant que landaise ou périgourdine. Une version de ce pâté, sous une croûte de pâte ronde, fut présentée en 1780 à la table du gouverneur militaire de Strasbourg. L'Alsace n'élève pas beaucoup plus d'oies que de porcs, dont elle fait pourtant une abondante consommation charcutière. En revanche, elle élève de plus en plus de canards pour la production de foie gras.
Les desserts traditionnels sont nombreux : kugelhopf ou kougelhopf, dont le nom est souvent francisé en kouglof, tartes aux fruits, notamment aux quetsches et au fromage blanc, grande variété de biscuits et de petits gâteaux, appelés Bredele, Bredala ou autres bredle (les spécialités de l'Avent), pain d'épices.
Les dénominations de produits et de plats, en dialecte, varient beaucoup d'une région à l'autre : les transcriptions hasardeuses, parfois les francisations assez abusives[non neutre], comme « tarte flambée », sont pléthore. Ainsi, que l'on transcrive Baeckeoffe, Bäckkeoffe, Bækoffa, Bækenoffa, Bækaoffe, il s'agit toujours d'un mélange de viandes, de pommes de terre, d'oignons, arrosé de vin blanc, très longuement cuit au four dans une terrine hermétiquement fermée. Bien que les termes dialectaux plus ou moins francisés puissent s'écrire entièrement en lettres minuscules, l'usage de la majuscule initiale, à l'allemande, se pratique aussi.

##### De grands cuisiniers

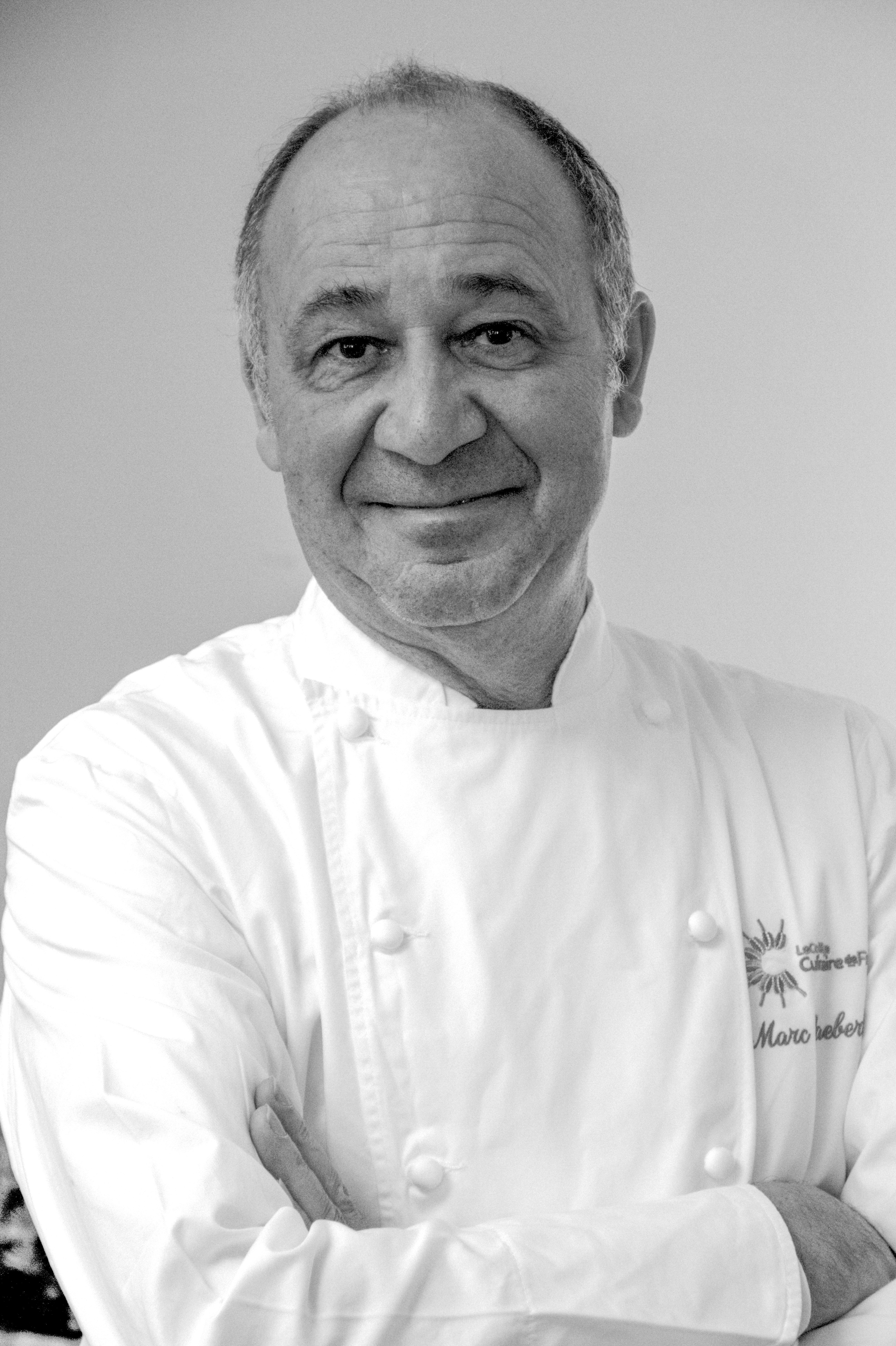
Marc Haeberlin en avril 2013.

La famille Haeberlin, implantée dans le Ried, a acquis une réputation mondiale : L'Auberge de l'Ill, entreprise familiale devenue une institution au milieu du XXe siècle, se situe au bord de l'Ill à Illhaeusern, 15 km au nord de Colmar ; elle se voit constamment décerner trois étoiles au Guide Michelin de 1967 à 2019. Serge Dubs, élu meilleur sommelier du monde, et Pascal Léonetti, meilleur sommelier de France, exercent à l'Auberge respectivement depuis 1972 et 1998.
Une demi-douzaine de chefs est considérée comme de haut niveau par les guides et la presse gastronomiques. Émile Jung, longtemps en vedette et connu hors de l'Alsace, a conservé une notoriété, comme conseiller et en participant à de nombreuses manifestations culinaires, après la vente du Crocodile tenu pendant une trentaine d'années pour une institution strasbourgeoise. Une quarantaine de cuisiniers des deux départements sont mis en avant par les ouvrages gastronomiques nationaux (Guide rouge Michelin, Guide GaultMillau, Guide Pudlo)[réf. souhaitée].

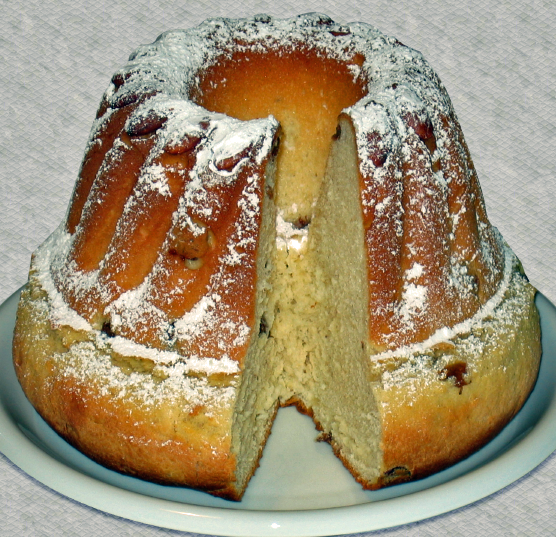
Kougelhopf alsacien.

L'association des Maîtres Cuisiniers de France, qui compte de nombreux membres dans le Bas et le Haut-Rhin, doit son renouveau à l'Alsacien Fernand Mischler qui avait fait de son restaurant de Lembach, Le Cheval Blanc, une véritable institution.
Les cuisiniers hôteliers alsaciens sont majoritaires parmi les lauréats Mariannes et les membres de l'association Saveurs de France-Saveurs d'Europe. Ils valorisent les produits et recettes traditionnels lors de manifestations se déroulant souvent dans leur région.
Affirmant généralement leur attachement à leur province, à leur vallée ou à leur Ried, sans s'interdire le suivre les tendances, modernisant tant que faire se peut le répertoire culinaire local, ils innovent parfois avec audace (Georges Klein, l'Arnsbourg, à la lisière lorraine - nord de l'Alsace, se montre particulièrement inventif[réf. nécessaire]).

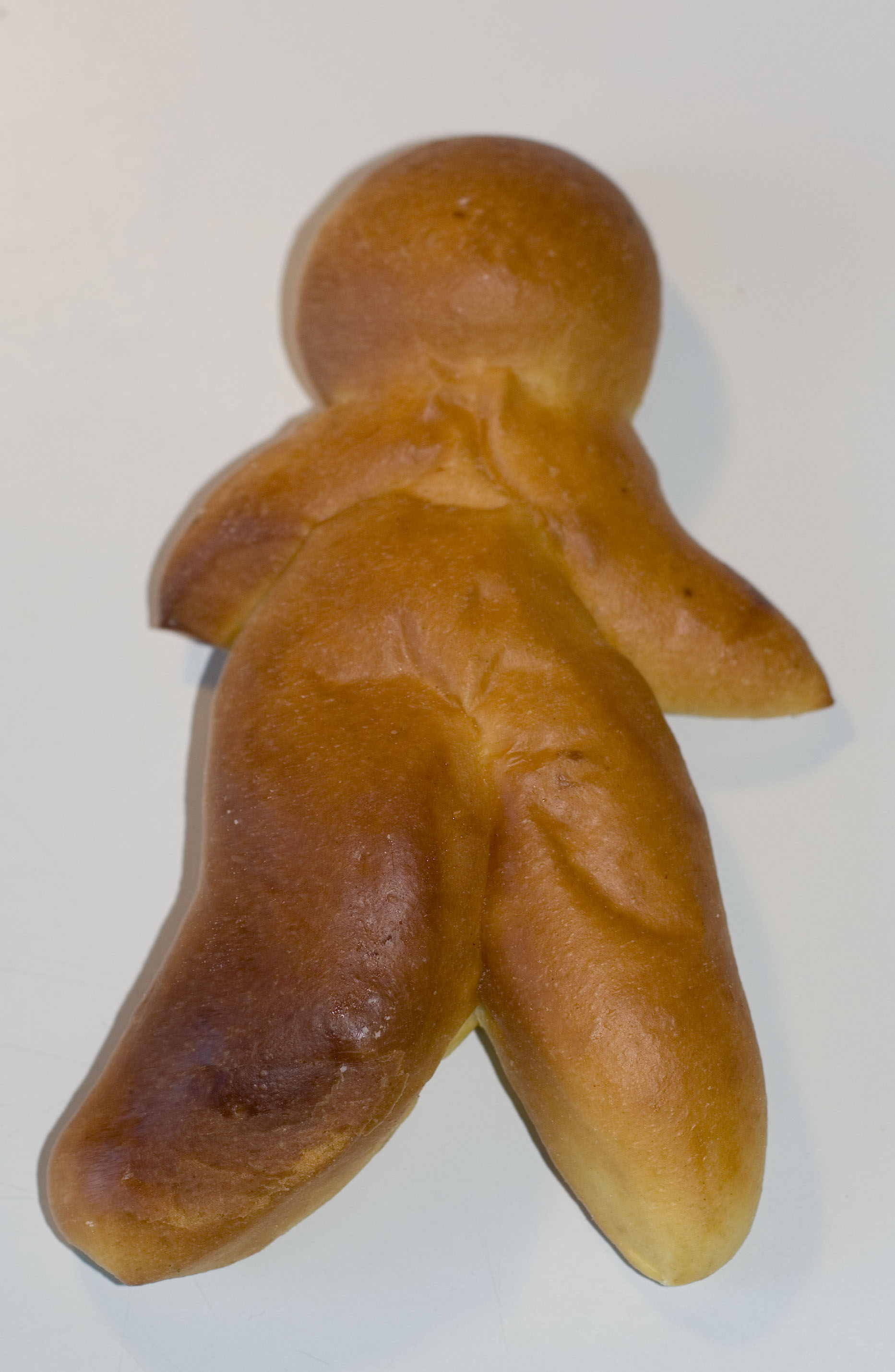
Mannala ou Mannele spécialité de la région mulhousienne.

Ils font fréquemment des démonstrations à l'étranger, en Chine, au Japon, aux États-Unis, en Russie, dans les Émirats. Marc Haeberlin gère également un restaurant de haute gastronomie à Tokyo. Émile Jung participe à de nombreuses manifestations en France et hors de France. Michel Husser, qui maintient à haut niveau le Cerf familial de Marlenheim, a fait le tour du monde et joue volontiers des saveurs méditerranéennes. Jean-Yves Schillinger à Colmar, étoilé Michelin, fils d'un grand chef alsacien, associe différentes saveurs parfois insolites.
Antoine Westermann avait laissé le strasbourgeois Buerehiesel, où il avait obtenu trois macarons Michelin, à son fils, pour prendre en mains les destinées de Drouant à Paris.
Le pâtissier Pierre Hermé, devenu une personnalité parisienne, installé aussi à Tokyo, revendique son origine alsacienne. Il a installé une unité de fabrication dans le Haut-Rhin.

##### Vins d'Alsace, bière, eaux
L'Alsace est la première région brassicole de France assurant près de 60 % de la production nationale de bière (environ 11 millions d'hectolitres).
La région produit aussi des eaux de sources et minérales : (Carola, Wattwiller, Celtic, Lisbeth).
Même si le processus n'est pas encore bien compris, on sait que le sol et la géologie exercent une influence sur le vin.

#### Architecture alsacienne
« Ville et campagne, Koêt, Sundgau, vignoble, vallées vosgiennes… L'image à la Hansi de la maison à colombage est symbolique de l'Alsace, mais il existe d'autres architectures alsaciennes que les constructions à pans de bois tant pastichées (voire caricaturées dans de nombreux lotissements). Celles-ci sont d'ailleurs fort différentes les unes des autres, en raison de leur implantation, de l'aisance de ceux qui les construisirent, des usages locaux, de leur destination première. Il suffit, pour se rendre compte de la diversité, de comparer trois édifices historiques de Strasbourg logeant actuellement des restaurants connus : la Maison Kammerzell, la Maison des Tanneurs, et le Buerehiesel, ancienne ferme démontée dans la région de Molsheim et établie dans le parc de l'Orangerie. »

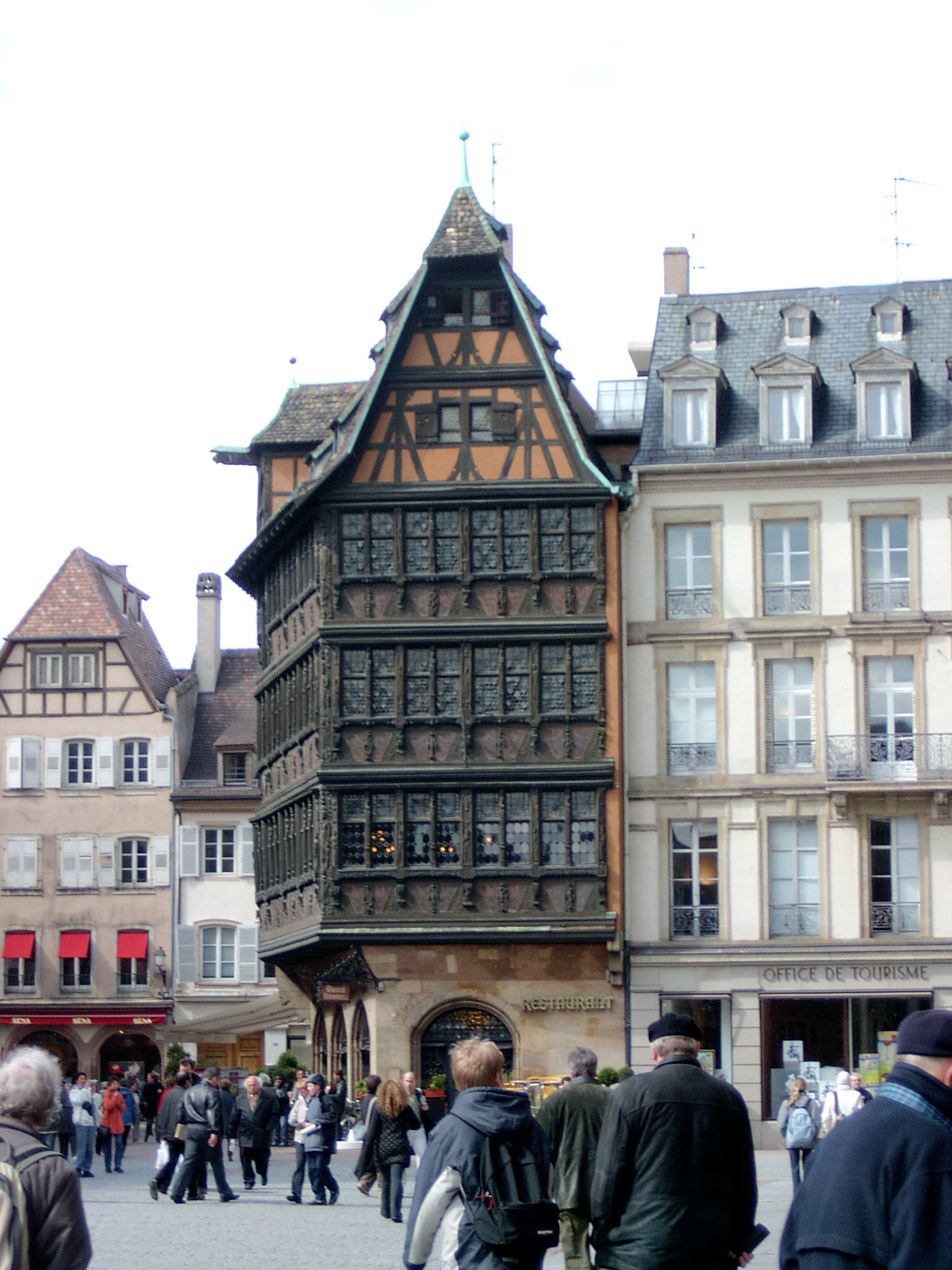
La Maison Kammerzell (XVe siècle) qui se situe à Strasbourg est l’un des plus importants édifices à colombage de la ville.

L'habitat traditionnel de la plaine alsacienne est constitué, comme dans le Ried, de maisons construites avec des murs en pans de bois, poutrages décoratifs (colombage) et torchis, protégées par des toitures en tuiles plates « queues de castor ». Colombage et torchis se rencontrent, certes, dans d'autres maisons de plusieurs régions de France, notamment la Normandie, mais leur abondance particulière en Alsace est due à plusieurs raisons :
- la proximité des Vosges rendait le bois bon marché et facile à trouver ;
- du fait du risque sismique le bois était plus adapté que la pierre car, plus souple, il résistait mieux ;
- dans les périodes de guerre et d'invasion les villages étaient souvent incendiés, ce qui entraînait l'effondrement des étages supérieurs.

C'est pourquoi on avait pris l'habitude de bâtir en pierre les rez-de-chaussée sur lesquels on reconstruisait le haut en colombages une fois la tourmente passée. C'est ce qui explique que certaines communes se soient relevées si vite dès que la paix était revenue. L'importance accordée à la pierre dépendait pour une bonne part de la proximité de carrières, donc du piémont vosgien.
Les pans de bois et les éléments de menuiserie apparents aggravaient les risques d'incendie. Afin de pallier cette situation, ils ont été peu à peu recouverts de crépi à partir du XIXe siècle. Ce n'est que dans la seconde moitié du siècle dernier qu'on a entrepris de les dégager systématiquement ; plus récemment encore les Beaux-Arts ont exigé, pour accorder une subvention, que le crépi restant ne fût pas peint en blanc, comme il était d'habitude de le faire, mais dans des couleurs variées, afin de revenir à l'usage plus ancien. Les habitants ont suivi, plus pour des raisons financières que par conviction. En tout cas, on est aujourd'hui frappé par la différence entre les villages alsaciens maintenant badigeonnés, parfois avec bonheur, parfois avec excès, et les villages badois qui leur font face outre-Rhin, où le blanc règne toujours en maître.

#### Patrimoine

##### Château du Haut-Koenigsbourg

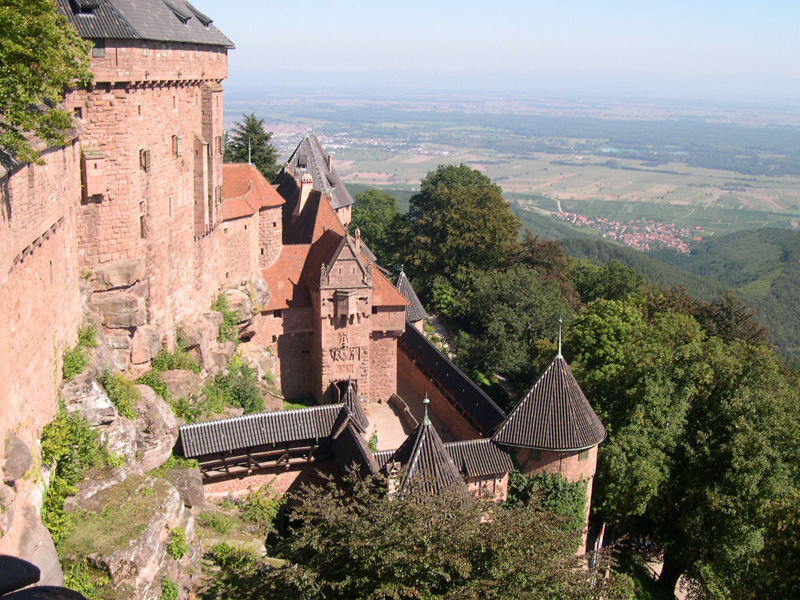
Château du Haut-Koenigsbourg.

Le château du Haut-Koenigsbourg se situe dans la commune d'Orschwiller à une altitude de 757 mètres d'où il domine la plaine d'Alsace et le débouché du val de Villé, en face de Sélestat.
Construit par Frédéric de Hohenstaufen en toute illégalité et détruit à plusieurs reprises, il fut reconstruit de 1901 à 1908 sous les ordres et au goût de l'empereur Guillaume II d'Allemagne plus ou moins à l'identique de ce qu'il avait été.
C'est le château médiéval le plus visité de France et l'un des sites touristiques français les plus courus.
Par ailleurs l'Alsace compte 80 châteaux et ruines de châteaux significatives qui peuplent le versant vosgien de son territoire. Ce qui en fait la plus grande concentration de châteaux d'Europe. Ces châteaux se situent dans le Bas-Rhin et le Haut-Rhin. Ces châteaux sont l'héritage de l'histoire médiévale de l'Alsace. Appartenant aux grandes familles de la région ces châteaux servaient à la défense du commerce rhénan. Ces châteaux ont majoritairement été détruits lors de la guerre de trente ans et sous le règne de Louis XIV. Les châteaux alsaciens sont reliés par le Chemin des châteaux forts d'Alsace et sont pour la plupart ouverts au public.

##### Cathédrale Notre-Dame de Strasbourg

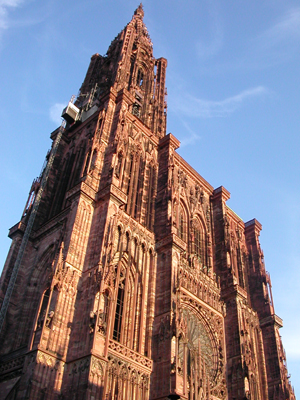
La cathédrale de Strasbourg.

La cathédrale Notre-Dame de Strasbourg est une cathédrale catholique romaine représentative de l'architecture gothique. Sa construction a commencé en 1176 et a été achevée en 1439.
Elle mesure 142 mètres du parvis au sommet de sa flèche et a été l'édifice le plus haut du monde de 1625 à 1847.
C'est actuellement la deuxième plus haute cathédrale de France après celle de Rouen (151 m).
La cathédrale de Strasbourg est reconnaissable par son unique clocher surmonté d'une flèche qui peut être vu à des dizaines de kilomètres à la ronde. Bien qu'il ne soit pas certain qu'on ait jamais prévu sa construction, l'idée d'un second clocher a été abandonnée du fait de l'instabilité du sol qui ne pouvait en supporter la charge.
Elle abrite une horloge astronomique construite au XVIe siècle qui a été considérée à l'époque comme faisant partie des « sept merveilles de l'Allemagne ».

##### Mont Sainte-Odile

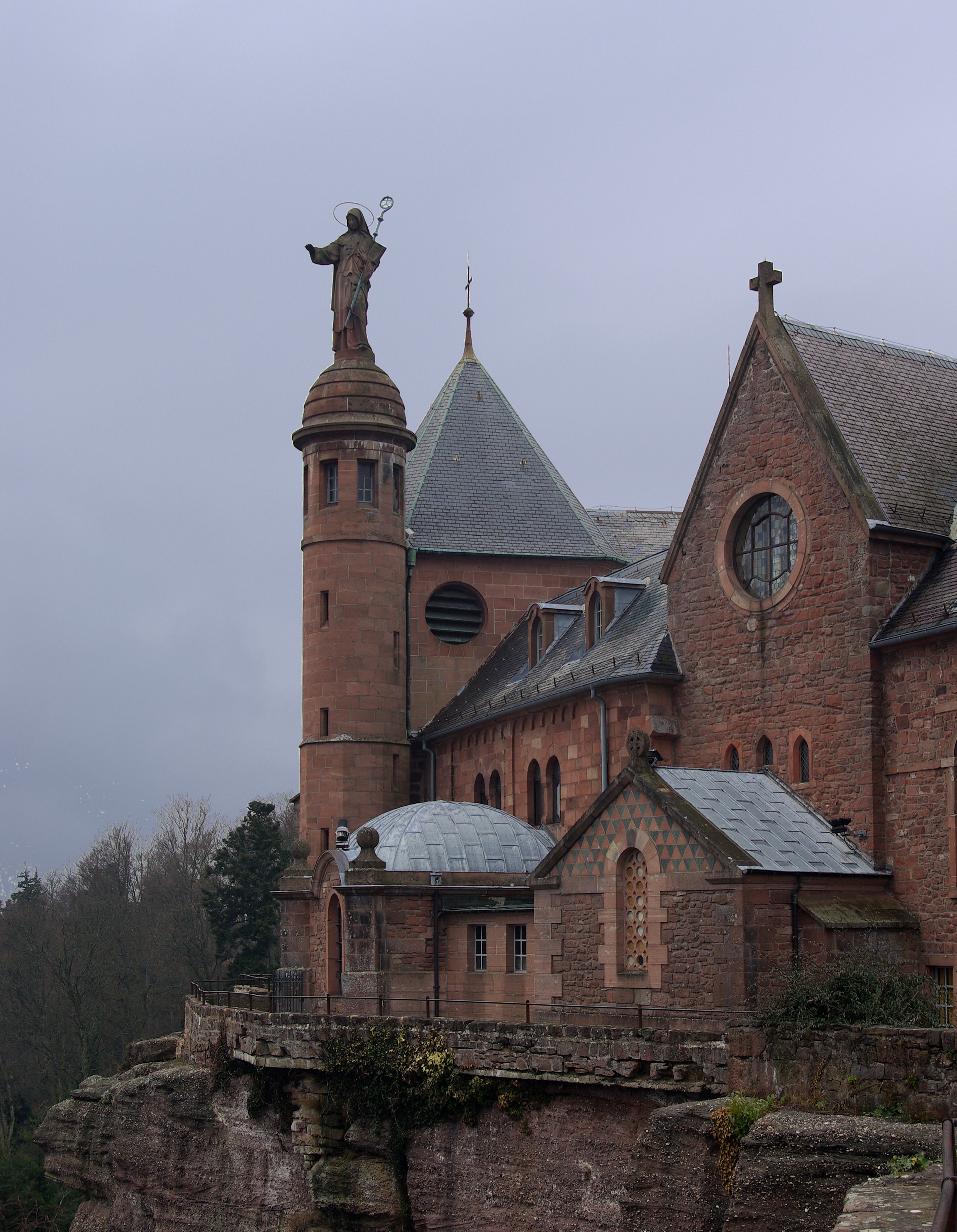
Le monastère du mont Sainte-Odile.

Le mont Sainte-Odile est un mont vosgien culminant à 764 mètres sur le ban de la commune d’Ottrott.
Cette montagne est surmontée par un couvent, lieu de pèlerinage très fréquenté consacré à sainte Odile, sainte patronne de l'Alsace.
Le monastère a été créé vers 700 quand le père de sainte Odile lui légua le château de Hohenbourg. Sainte Odile le transforma en couvent. Depuis, il a été transformé en hôtel.
On peut y voir le tombeau de sainte Odile ainsi que ceux de ses parents dans des caveaux ornés de mosaïques remarquables.

##### Mur païen

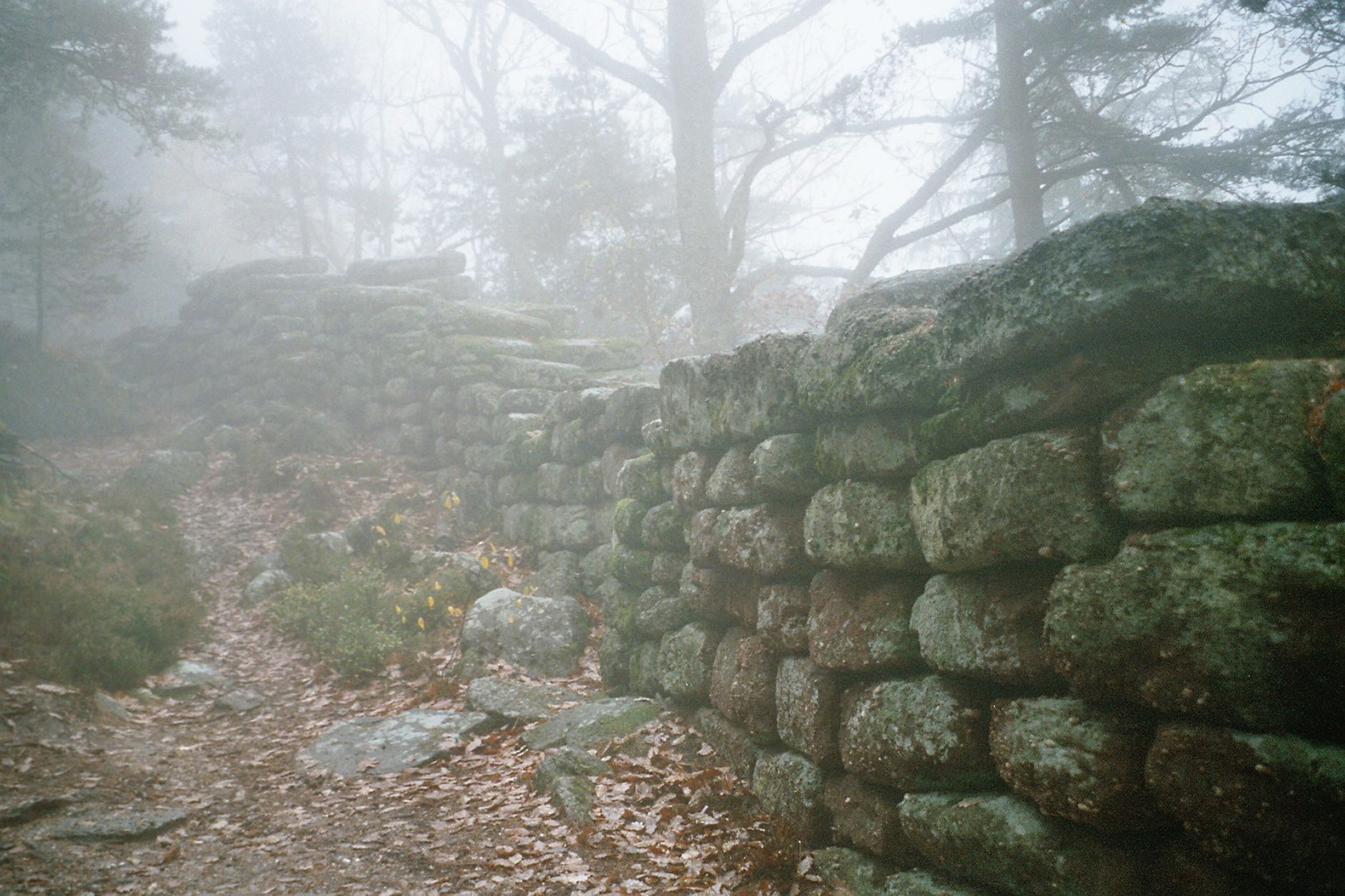
Le mystérieux Mur païen.

Le Mur païen, dénommé ainsi par Léon IX à cause de sa supposée antériorité au Christ, désigne en fait trois ensembles mégalithiques distincts éloignés les uns des autres de plusieurs kilomètres.
- Le Mur païen du mont Sainte-Odile

C'est une enceinte mégalithique d'une longueur totale d'une dizaine de kilomètres faisant le tour du plateau du mont Sainte-Odile pour former une enceinte. Formé d'environ 300 000 blocs cyclopéens, il mesure entre 1,60 m et 1,80 m de large et peut atteindre 3 m de hauteur.
- Le Mur païen entourant le château du Frankenbourg

Ayant une certaine ressemblance avec celui du mont Sainte-Odile, il entoure le château sur trois côtés, la portion sur le versant Est ayant disparu. Son épaisseur est de 1,80 m, sa largeur de 0,60 à 0,90 m et sa hauteur de 0,50 à 0,70 m.
- Le Mur païen courant sur la crête du Taennchel

Très différent des deux autres, ce mur longe la crête de la montagne en direction du sud-est / nord-ouest sur une longueur de 2 300 mètres. Ce mur est construit en pierres plus ou moins uniformes superposées les unes sur les autres, sans aucune trace de maçonnerie. La plus grande hauteur actuelle de la muraille est d'environ 1,80 mètre et sa plus grande épaisseur ou largeur à la base de 1,70 mètre. C'est sans doute la partie la plus remarquable de toutes.
Ses origines, restant obscures et controversées, sont source de fantasmes. Certaines origines que l'on attribue au mur tiennent en effet plus des contes et légendes que de faits historiques incontestables.

##### Cité de l'Automobile

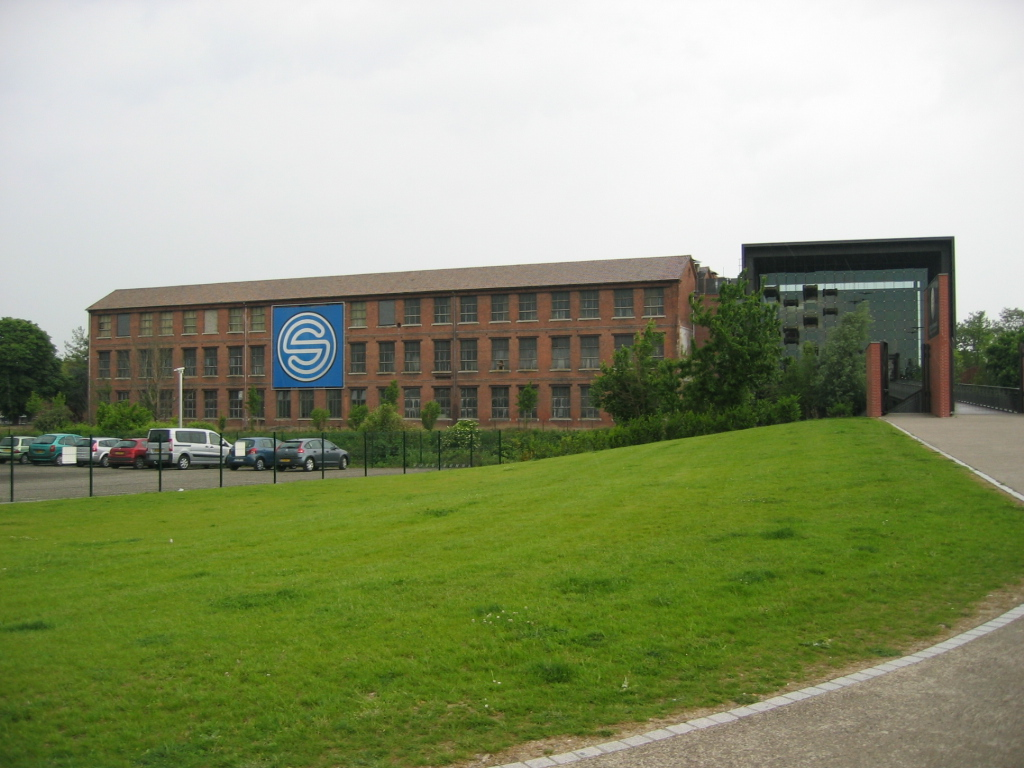
La Cité de l'automobile de Mulhouse.

La Cité de l'automobile (Musée national de l’automobile  - collection  Schlumpf) à Mulhouse, est le plus grand musée d'automobiles du monde, avec 500 véhicules dont 464 automobiles de 98 marques, parmi lesquelles la célèbre collection de Fritz Schlumpf — la plus importante collection de Bugatti au monde avec trois des sept (6+1) fameuses Bugatti Royales (mais l'une d'elles est une réplique) ; dont la Bugatti Royale Coupé Napoléon ainsi qu'une importante collection de Rolls Royce. L'initiative de la collection revient à deux industriels du textile alsaciens du XXe siècle, les frères Schlumpf, Hans Schlumpf (1904-1989) et Fritz Schlumpf (1906-1992). En 1977, Fritz Schlumpf est à deux doigts d'ouvrir son musée au public. Les billets, les cadeaux souvenirs sont déjà en place. Mais les deux frères sombrent dans la faillite consécutive à la crise du pétrole et du textile de 1976. Le 7 mars 1977 les ouvriers licenciés économiques de l'empire textile des frères Schlumpf découvrent le stupéfiant musée en même temps que le monde entier par les médias, l'envahissent et en ouvrent l'accès au public. Le syndicat CFDT organise les visites gratuites du musée et le nomme « musée des travailleurs ». Jean Panhard fonde L'association du musée national de l'Automobile avec la commune de Mulhouse, le département du Haut-Rhin, la région Alsace, la chambre de commerce Sud-Alsace, la société Panhard et l'Automobile Club de France pour sauver cet exceptionnel patrimoine national et le maintenir en Alsace. 422 modèles sur 560 de la collection sont classés monuments historiques. En 1989, le musée est baptisé « Musée national de l'automobile — collection Schlumpf ». En 2006 le musée est agrandi, restructuré, rénové et renommé Cité de l'Automobile, il rouvre ses portes le 7 juillet 2006.

##### Cité du Train

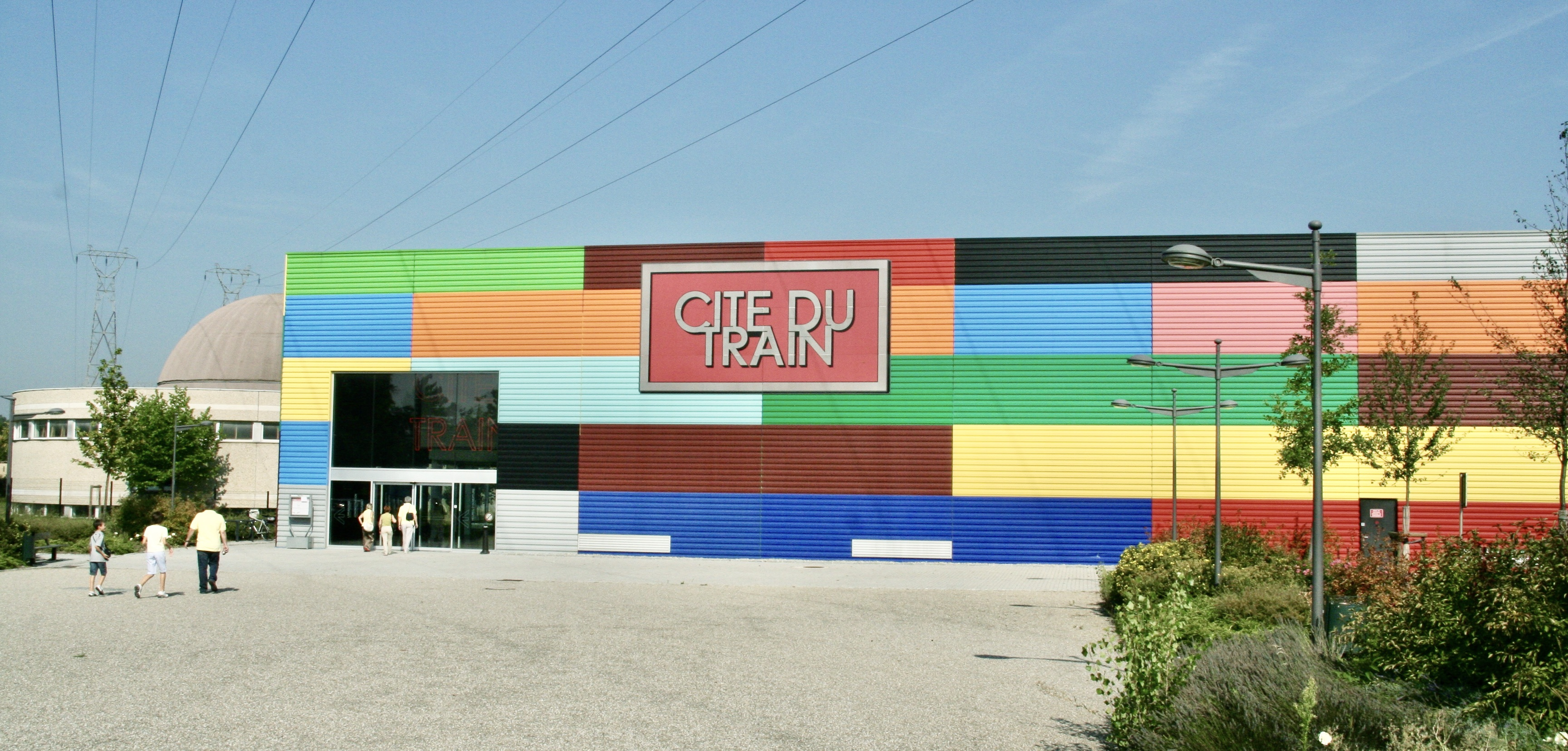
La Cité du train de Mulhouse.

La Cité du train à Mulhouse également appelée Musée français du Chemin de fer est le plus grand musée ferroviaire d'Europe. Il comporte la seule collection globale de l'histoire des chemins de fer français. Il s'étend sur 15 000 m2 avec plus d'une centaine de véhicules ainsi que des milliers d'objets en rapport avec l'équipement ferroviaire. Il est destiné à accueillir les pièces principales du patrimoine historique de la Société nationale des chemins de fer français (SNCF). Le musée présente différents types de matériels ferroviaires : on y trouve des locomotives utilisant la vapeur, l'électricité ou diesels. Des wagons et voitures de prestige sont également présentés. Toutes les heures la locomotive 232 U1, dernière locomotive à vapeur, se met en marche. Un plateau de cinéma de 6 000 m2 permet d'aborder l'histoire des chemins de fer à travers six thèmes : le chemin de fer des vacances, le chemin de fer et la montagne, les trains officiels, le chemin de fer et la guerre, les cheminots et le voyage. On y trouve également une locomotive à vapeur Baltic Nord (train de luxe qui longeait la Mer Baltique écorchée qui permet au public de se rendre compte du fonctionnement interne d'une locomotive de la vapeur.

##### Électropolis

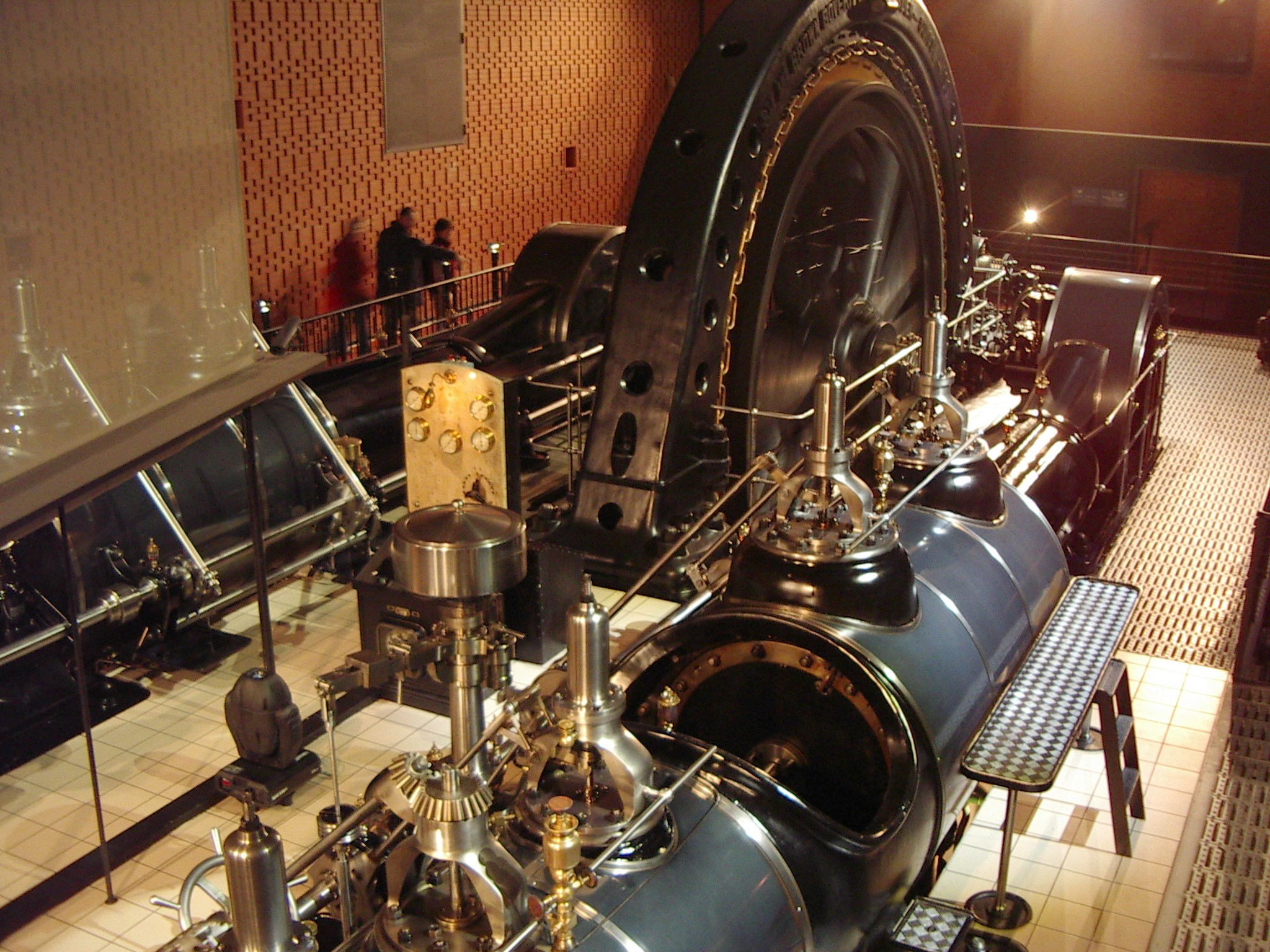
La machine à vapeur Sulzer du musée Electropolis

Depuis 1981, l'entreprise publique EDF s'est associé à l'Association pour le Musée de l'énergie électrique afin de conserver, d'étudier et de mettre en valeur le patrimoine historique de l'électricité. Le musée Electropolis a ouvert ses portes à Mulhouse en 1987 et a pour objet de présenter « L'aventure de l'électricité ». C'est le plus important musée d'Europe consacré à l'énergie électrique. On y retrace l'histoire de l'électricité depuis sa découverte jusqu'à aujourd'hui à travers environ 4 000 m2 d'exposition. La majeure partie de l'exposition se trouve en intérieur. Le musée aborde tous les domaines liés à l'électricité aussi bien d'un point de vue scientifique, historique qu'à travers les applications concrètes qui en découlent. Il a pour ambition de véhiculer une véritable information scientifique et technique de manière récréative et ludique. Le musée propose une multitude d'expériences pour tout âge afin de découvrir les propriétés de l'électricité. De nombreux médias ponctuent la visite. La pièce centrale du musée est l'ensemble constitué d'une machine à vapeur Sulzer et d'un alternateur Brown-Boveri datant de 1901 et qui est présenté au public en mouvement. Cette pièce est un ensemble original provenant de l'entreprise textile Dollfus-Mieg et Compagnie (DMC) fondée à Mulhouse en 1756.

##### Écomusée d'Alsace
L’écomusée d’Alsace a pour mission la valorisation des arts et traditions populaires d'Alsace par la présentation des savoirs et savoir-faire tant matériels qu'immatériels. C’est le plus important musée à ciel ouvert de France.
L'écomusée est un village alsacien traditionnel reconstitué de toutes pièces sur une friche industrielle du Bassin potassique sur le ban communal d’Ungersheim, à 14 km au nord de Mulhouse. Il regroupe soixante-dix constructions alsaciennes anciennes traditionnelles à colombages qui ont été démontées de leur lieu d'origine et remontées sur le site. On y trouve des maisons et fermes traditionnelles, un moulin, des ateliers d’artisans, une chapelle, une gare, une scierie et de nombreux autres bâtiments essentiels à la vie courante d'un village alsacien.
Des bénévoles costumés présentent les travaux traditionnels de la région au moyen de machines et d’outils d’antan. La mission de l'écomusée d’Alsace dépasse le simple fait de présenter des bâtiments et les us et coutumes de l'Alsace d'antan, mais vise la transmission d'un patrimoine vivant par la formation d'artisans et la sensibilisation des plus jeunes par l'intermédiaire de classes d'environnement et de séjours en été.

##### Autres sites
- Les marchés de Noël (dans les grandes villes Strasbourg, Mulhouse et Colmar et villages d'Eguisheim, Ribeauvillé, Kaysersberg et Riquewihr)
- La route des Crêtes
- La Route des vins d'Alsace
- La Route de la Choucroute
- La Route de la Carpe frite
- La route romane d'Alsace
- La Petite France de Strasbourg
- La Petite Venise de Colmar
- La maison des Têtes, la maison Pfister et l'ancienne douane ou Koïfus de Colmar
- Le village de Riquewihr
- Les superbes maisons à pans de bois de Kaysersberg
- Les rues et ruelles d'Eguisheim
- L'hôtel de ville de Mulhouse
- Le musée de l'Œuvre Notre-Dame Arts du Moyen Âge de Strasbourg
- Les musées du Palais Rohan de Strasbourg
- Le musée d'Art moderne et contemporain (MAMCS) de Strasbourg
- Le musée alsacien de Strasbourg
- Le musée historique de la Ville de Strasbourg
- Le musée zoologique de Strasbourg
- Le Musée Lalique à Wingen-sur-Moder
- Le Musée historique de Haguenau
- La Bibliothèque Humaniste de Sélestat
- Le musée Unterlinden de Colmar
- Le Parc du Petit Prince
- Le musée de l'Impression sur étoffes de Mulhouse
- Le parc de Wesserling-Musée textile d'Husseren-Wesserling
- L’ abbaye Saint Etienne de Marmoutier
- L'église des Dominicains de Colmar
- L'église Sainte-Croix de Kaysersberg
- La Collégiale Saint-Thiébaut de Thann
- Plus de mille  orgues historiques[149] dont ceux de la famille  Silberman (abbaye Saint Etienne de Marmoutier, église St Thomas à Strasbourg, église protestante de Wasselonne…)
- Le Château des Rohan de Saverne
- Le Château de Lichtenberg
- Le Château de Fleckenstein
- Le Camp de concentration de Natzweiler-Struthof et le Centre européen du résistant déporté (CERD)
- L'ouvrage de Schœnenbourg, fort de la Ligne Maginot à Hunspach
- Le mémorial de l'Alsace-Moselle à Schirmeck
- Le mémorial des combats du Hartmannswillerkopf
- Le musée mémorial des combats de la Poche de Colmar à Turckheim
- La Maison de la Manufacture d'armes blanches du Klingenthal
- Les ateliers de la Seigneurie à Andlau

#### Archéologie
Les départements du Bas-Rhin et du Haut-Rhin ont décidé de coopérer sur le plan archéologique, et ont fondé le pôle archéologique interdépartemental Archéologie Alsace.

## Démographie
Le territoire alsacien est en grande partie couvert par les aires urbaines de Strasbourg, Mulhouse et Colmar, et influencé aussi par les grandes villes étrangères proches, comme Bâle (Suisse), Fribourg-en-Brisgau et Karlsruhe (Allemagne), ce qui confère à l'Alsace une forte densité de population (excepté au nord-ouest du Bas-Rhin et sur les sommets vosgiens). La population s'élevait à 1 734 145 habitants en 1999, elle a augmenté d'un peu plus de 6 % pour s'établir en 2010 à 1 845 687. Au cours du temps, la population alsacienne a régulièrement augmenté (sauf pendant les périodes de guerre) à la fois par excédent naturel et par excédent migratoire. Cette augmentation, plus importante dans le département du Bas-Rhin, s'est même accélérée à la fin du XXe siècle. Un tiers des enfants nés en 2014 en Alsace, ont au moins un parent né à l'étranger (quelle que soit sa nationalité).
| Années | Population au 1er janvier | Population au 1er janvier | Population au 1er janvier |
| Années | département du Bas-Rhin   | département du Haut-Rhin  | Total Alsace              |
| ------ | ------------------------- | ------------------------- | ------------------------- |
| 1750   |                           |                           | 445 044                   |
| 1794   | 418 132                   | 293 013                   | 711 145                   |
| 1801   | 450 238                   | 303 773                   | 754 011                   |
| 1804   | 500 296                   | 324 078                   | 824 376                   |
| 1824   | 502 638                   | 369 562                   | 872 200                   |
| 1841   | 560 113                   | 457 629                   | 1 017 742                 |
| 1851   | 608 000                   | 437 000                   | 1 045 069                 |
| 1861   | 578 285                   | 515 802                   | 1 094 087                 |
| 1875   | 588 947                   | 454 231                   | 1 043 178                 |
| 1901   | 659 432                   | 495 209                   | 1 154 641                 |
| 1936   | 711 830                   | 507 551                   | 1 219 381                 |
| 1946   | 673 281                   | 471 705                   | 1 144 986                 |
| 1968   | 827 000                   | 585 000                   | 1 412 385                 |
| 1982   | 915 676                   | 650 372                   | 1 566 048                 |
| 1990   | 952 158                   | 670 652                   | 1 622 810                 |
| 1999   | 1 025 033                 | 707 555                   | 1 732 588                 |
| 2006   | 1 077 000                 | 740 000                   | 1 817 000                 |
| 2011   | 1 099 269                 | 753 056                   | 1 852 325                 |
| 2019   | 1 121 407                 | 762 743                   | 1 884 150                 |
| Années | département du Bas-Rhin   | département du Haut-Rhin  | Total Alsace              |

### Répartition spatiale des pôles d'attraction
L’Alsace est une région très densément peuplée, avec 223 habitants/km2, contre 93,59 habitants/km2 en moyenne pour la France et 116 habitants/km2 pour l'Union européenne (source : Insee). Strasbourg est la préfecture du Bas-Rhin et Colmar celle du Haut-Rhin. Il ne faut pas oublier le rôle important de la ville de Strasbourg comme siège de plusieurs institutions européennes.
L'Alsace doit son organisation spatiale à sa géographie particulière : à l'est, le Rhin fait office de frontière naturelle avec l'Allemagne. Bordée à l'ouest par le département des Vosges (88) et ses montagnes, l'Alsace est enfin bordée au sud par la frontière suisse. Toutes ces limites donnent à l'Alsace cette forme particulière allongée. Les principales villes (anciennement Décapole) sont alignées sur le Rhin, fleuve navigable, qui s'écoule du sud au nord offrant un grand potentiel, déjà bien exploité, pour le transport de marchandises et la production électrique par les barrages hydrauliques. Elles sont desservies par l'autoroute et le TGV.

### Les villes alsaciennes
En Alsace, le droit local accorde davantage d'autonomie aux communes que dans le reste de la France avec davantage de domaines réservés. De tradition plutôt confédérale, les Alsaciens ont toujours accordé beaucoup d'importance à leurs villes ou pôles urbains. Les initiatives politiques locales qui ont marqué la région vont toujours dans ce sens, prenons par exemple la ville impériale libre de Strasbourg, la république de Mulhouse ou les villes de la Décapole. Plus largement, la confédération est également très répandue dans les autres pays alémaniques comme en Suisse avant 1848 ou de manière beaucoup plus lointaine sous le royaume d'Alémanie qui était un royaume confédéral. Actuellement cinq communes alsaciennes se distinguent par leur poids dans la région : Haguenau, Strasbourg, Colmar, Mulhouse et Saint-Louis. Elles comptent toutes les cinq à la fois plus de 20 000 habitants, sont villes-centre de leurs agglomérations respectives, et disposent d'une aire urbaine de plus de 60 000 habitants. Strasbourg, en sa qualité de métropole, connaît un processus de gentrification, tandis que Mulhouse, concurrencée par Bâle, n'est pas concernée.

#### Strasbourg et ses institutions européennes
Strasbourg est la première ville d'Alsace. Son aire urbaine est de plus de 800 000 habitants dans sa partie française et de plus d' 1,3 million dans son intégralité transfrontalière[réf. nécessaire]. Son centre historique est entièrement classé au patrimoine mondial de l'humanité par l’Unesco depuis 1988 et comprend notamment la cathédrale Notre-Dame de Strasbourg et le quartier de la Petite France, situé sur la rive gauche du Rhin. En 2017, le périmètre classé a été étendu à une partie de la Neustadt, quartier construit par les autorités allemandes entre la fin du XIXe siècle et le début du XXe siècle. La ville est le chef-lieu de la collectivité européenne d'Alsace, du département du Bas-Rhin et la septième ville de France par sa population. Strasbourg, est le siège de plusieurs institutions européennes dont le Conseil de l'Europe, le Parlement européen et la Cour européenne des droits de l'homme.
- Le Conseil de l'Europe

États membres, observateurs et candidats
États fondateurs
Autres pays membres
États observateurs à l'Assemblée parlementaire
États observateurs au Comité des Ministres
États candidats officiels

Le Conseil de l'Europe est l'organisation internationale de la « Grande Europe » qui comprend 46 États membres. Son but est de promouvoir la démocratie, les Droits de l'homme, la prééminence du droit, l'identité culturelle et politique européenne et la recherche de solutions aux problèmes de sociétés en Europe.
- Le Parlement européen

Le Parlement européen est le corps parlementaire de l’Union européenne (UE) qui compte 27 États membres. Il est directement élu par les citoyens tous les cinq ans depuis 1979. Avec le Conseil des ministres, il compose la branche législative des institutions européennes. Le Parlement participe à l'élaboration des directives et des règlements. Il contrôle l'activité des institutions européennes. Le conseil européen, ou Conseil, lui rend compte de son activité à l'issue de chaque présidence, tous les six mois. Il supervise la Commission européenne, il élit le président de la Commission sur proposition du Conseil européen. Il approuve la composition de la Commission. Il peut la forcer à démissionner par une motion de censure. Il vote le budget de l’UE.
- La Cour européenne des droits de l'homme

Créée en 1959, la Cour européenne des droits de l'homme est un organe juridictionnel rattaché au Conseil de l'Europe qui est chargé de traiter les requêtes relatives à la violation des droits de l'Homme. Sa mission est de veiller au respect de la Convention de sauvegarde des droits de l'homme et des libertés fondamentales (nom officiel). La Cour européenne des droits de l'homme est compétente lorsqu’un État membre du Conseil de l'Europe, qui a ratifié la Convention et ses Protocoles additionnels (État partie), ne respecte pas les droits et les libertés qui y sont reconnus. La CEDH est l'entité judiciaire internationale la plus active dans le monde par le nombre de jugements rendus. Pour pouvoir saisir la CEDH, il faut que le justiciable ait épuisé toutes les voies de recours qui lui sont offertes dans le droit national du pays dont il est citoyen.

#### Mulhouse

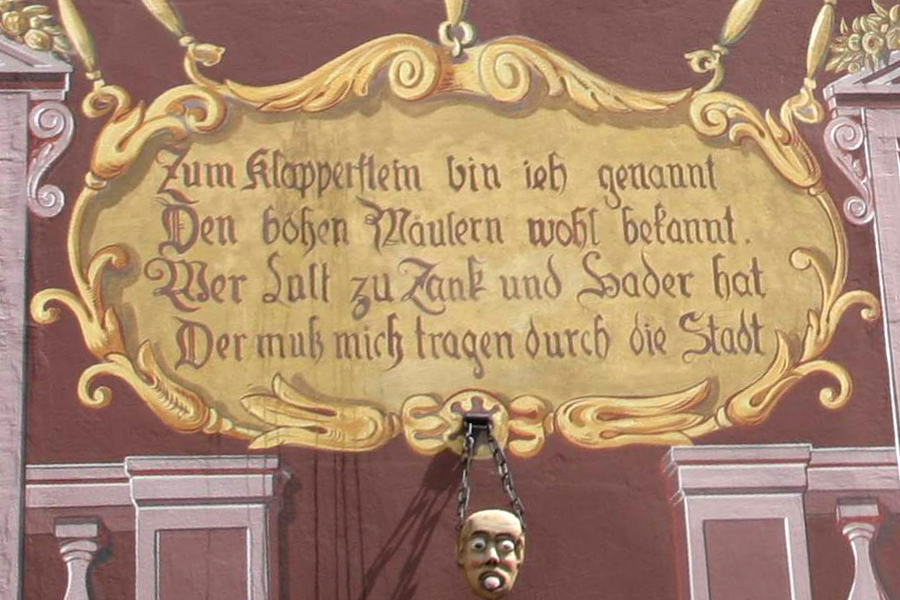
Le klapperstein : la « pierre des bavards » suspendu sur une des façades de l'hôtel de ville.

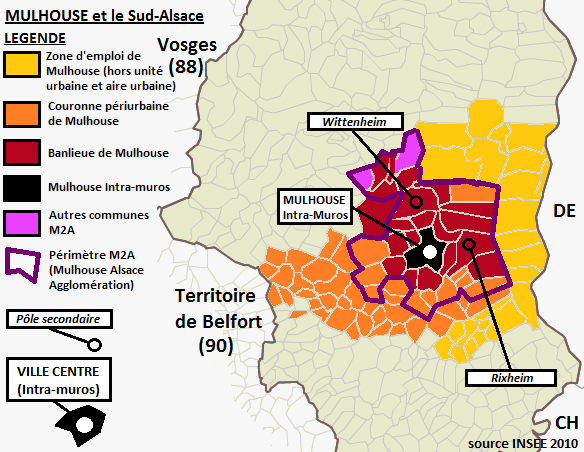
Mulhouse : superposition de la Couronne périurbaine, de la banlieue, de la zone d'emploi et du périmètre de Mulhouse Alsace Agglomération.

Mulhouse est la deuxième grande agglomération d'Alsace et la 25e, plus importante de France en nombre d'habitants, son aire urbaine regroupe près de 265 000 habitants,[réf. nécessaire] soit près de 40 % de la population du Haut-Rhin. C'est une ville très cosmopolite, on recense en effet des Mulhousiens de 136 nationalités différentes. La cité bénéficie d'une position géographique remarquable à quelques minutes seulement de l'Allemagne et la Suisse avec qui elle entretient des liens importants. Fondée selon la légende autour d'un moulin à eau, Mulhouse a longtemps été une cité-État qui devint en 1347 la république de Mulhouse (Stadtrepublik Mülhausen). À coups d'alliances, elle affirma son indépendance à l'égard du Saint-Empire à la fin du XVe siècle. Propulsée dans l'aventure industrielle en 1746 et « réunie » à la France en 1798, elle devint un des 1ers pôles industriels d'Europe et fut longtemps surnommée le « Manchester français ».
En 1904, c'est le nord de l'agglomération qui se lance dans l'exploitation minière. Ce riche et glorieux passé industriel a forgé l'identité de la cité. Forte de cet héritage, son université abrite des laboratoires de recherche renommés. Très professionnalisée, elle est la 1re université de France à avoir créé un centre de formation d'apprentis qui demeure un des plus importants de France. Ce passé industriel se traduit également culturellement, Mulhouse possède ainsi le plus grand musée de l'automobile du monde: la Cité de l'automobile qui contient la célèbre collection Schlumpf. Le musée Electropolis est le plus important d'Europe à être consacré à l'énergie électrique. Enfin, la Cité du train est le plus grand musée ferroviaire européen. Cette concentration fait de Mulhouse la « capitale européenne des musées techniques »,. La ville est labellisée ville d'art et d'histoire. Mulhouse a vu naître et grandir le capitaine Alfred Dreyfus, dont l'affaire a coupé en deux la France entière et donna lieu au célèbre J'accuse… ! d'Émile Zola. C'est aussi la ville natale du grand mathématicien Jean-Henri Lambert et d'Alfred Werner, prix Nobel de chimie en 1913. Enfin, les volcanologues Katia et Maurice Krafft furent également des Mulhousiens de renom. Terre de La Réforme, Mulhouse accueille en son cœur le Temple Saint-Étienne qui est l'édifice protestant le plus haut de France. La ville est souvent surnommée la « cité du Bollwerk », qui signifie bastion en allemand. Il reste en effet un bastion, épargné lors de la suppression des fortifications de la ville au début du XIXe siècle. Il en est devenu un des symboles. Au sein de l'agglomération mulhousienne, le centre-ville de Mulhouse exerce une forte attractivité qui s'étend sur tout le Sud-Alsace, c'est un pôle majeur de commerce, de services, d'équipements collectifs et d'emploi. C'est également un lieu de référence pour l'identité des habitants de l'agglomération. Il est appuyé par deux pôles secondaires structurants : les communes de Wittenheim et de Rixheim. Wittenheim est le plus important et structure tout le nord de l'agglomération grâce notamment à une densité de services et d'espaces publics importants ainsi qu'à une surface commerciale qui est la plus importante de l'agglomération. Dans une moindre mesure, Rixheim joue également ce rôle pour le sud de l'agglomération. La zone d'attractivité de Mulhouse est limitrophe à l'est de deux pôles de moindre importance qui lui sont contigus : l'aire urbaine de Guebwiller et l'aire urbaine de Thann-Cernay. Le triangle composé par les aires urbaines de Mulhouse, Guebwiller et Thann-Cernay est très fortement lié aussi bien par une forte proximité géographique que par une histoire commune liée à l'Industrie. Au Sud s'étend l'aire urbaine de Bâle-Saint-Louis. L'agglomération de Bâle est un des pôles majeurs du Rhin Supérieur et aussi le plus méridional. Également très liés économiquement et historiquement, Mulhouse et Bâle ont choisi de créer un aéroport binational commun l'Euroairport inauguré le 8 mai 1946 et où transitent annuellement environ 8 millions de passagers (2018).

#### Colmar

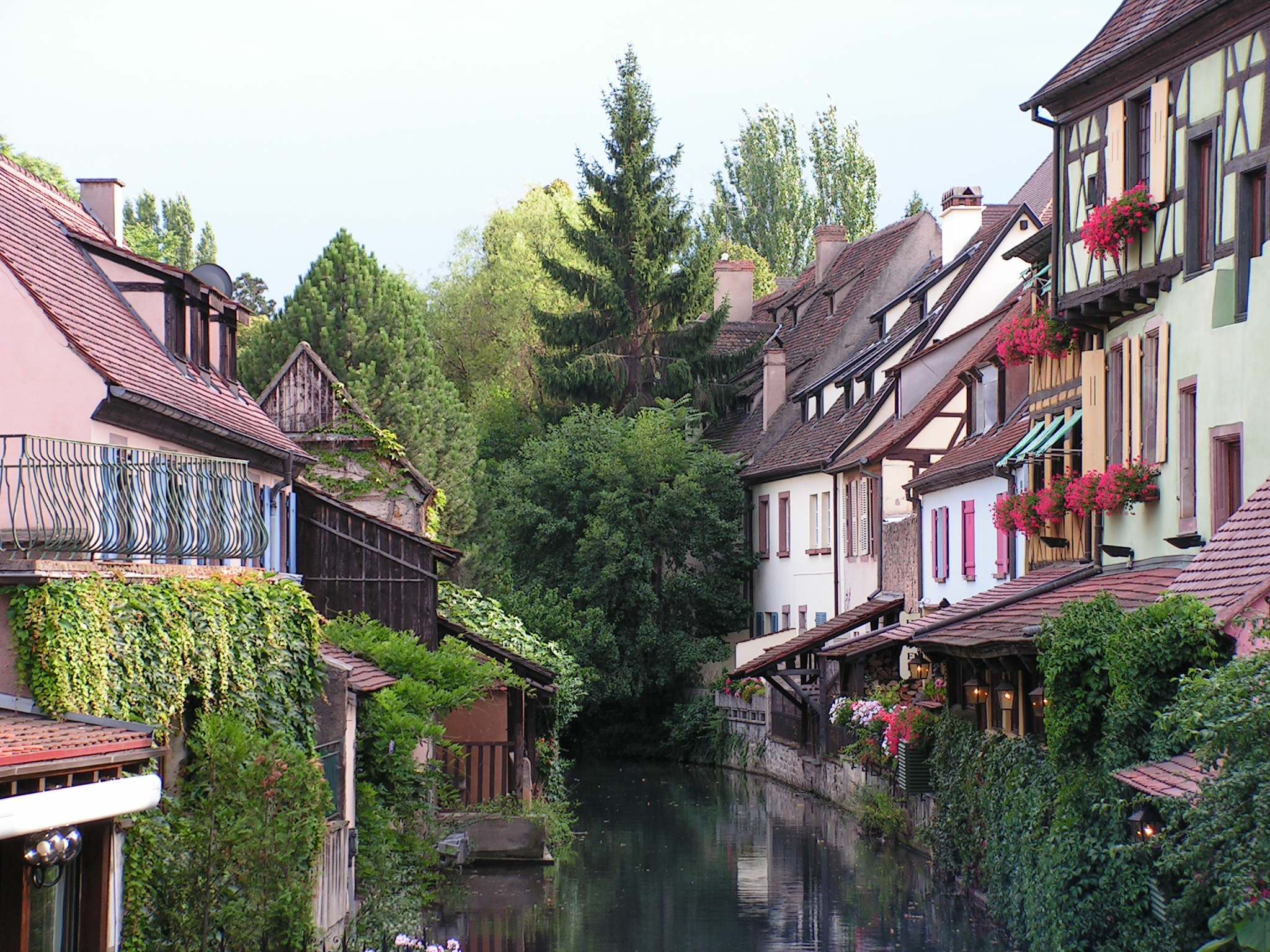
Quartier de la Petite Venise

Colmar est la préfecture du département du Haut-Rhin. C'est la troisième ville de la région après Strasbourg et Mulhouse par sa population, son aire urbaine dépasse les 115 000 habitants. Colmar accueille également les assemblées de la collectivité européenne d'Alsace ce qui en fait le siège administratif du Haut-Rhin tandis que Mulhouse demeure la ville la plus peuplée du département avec une aire urbaine qui regroupe près de 40 % de la population du département. Colmar est une ancienne ville de la Décapole, la ligue des dix villes libres alsaciennes faisant alors partie du Saint-Empire romain germanique. La ville bénéficie d'un climat particulier propice à la culture de la vigne. Au Moyen Âge le vin alsacien était déjà l'un des plus prisés d'Europe. La situation de Colmar, au centre du vignoble alsacien, proche des collines sous-vosgiennes, lui vaut le surnom de « capitale des vins d'Alsace ». La ville possède un grand nombre d'anciennes constructions typiques de l'architecture alsacienne (maisons à colombages) et de la Renaissance allemande ainsi que plusieurs églises de style gothique. Colmar s'est associée à Mulhouse pour la création de l'université de Haute-Alsace qui est la première université de France à avoir mis en place des formations en apprentissage. Le centre de formation d'apprentis (CFA) universitaire de l'UHA est encore à l'heure actuelle un des plus importants de France. La ville abrite un des musées des beaux-arts les plus visités de France : le musée Unterlinden abritant le célèbre retable d'Issenheim. Également dans le domaine culturel, Colmar est la ville natale du créateur de la statue de la Liberté à New York, Frédéric Auguste Bartholdi et de Jean-Jacques Waltz, plus connu sous le nom de Hansi.

#### Belfort

Le lion de Belfort

Belfort est la principale commune et le cœur urbain d'une agglomération de 96 000 habitants. C'est le chef-lieu du Territoire de Belfort. Établie dans la trouée de Belfort, la cité est implantée sur une importante voie de communication où les premières activités humaines se manifestent dès la Préhistoire. Cet emplacement particulier joue un rôle important tout au long de son histoire, notamment au XIVe siècle, quand la cité est connue sous le nom de Bellumfortum. Cette situation stratégique au cœur de la trouée de Belfort a fait d'elle une place forte militaire et une cité de garnison aux frontières des mondes rhénan et rhodanien. Historiquement, elle fait partie de la Haute-Alsace. La ville a toujours fait partie de l'espace linguistique francophone à l'instar des vallées welches d'Alsace. Après l'annexion de l'Alsace-Lorraine de 1871 à 1918 par l'Empire allemand, l'actuel Territoire de Belfort, alors dénommé « arrondissement subsistant du Haut-Rhin », seule partie d'Alsace à n'avoir pas été annexée, demeure détaché puis accède au statut de département en 1922. Le décret du 2 juin 1960 portant sur l'harmonisation des circonscriptions administratives le rattache à la région Franche-Comté plutôt qu'à la région Alsace, décision confirmée en 1982 avec les lois sur la décentralisation qui donnent aux régions françaises le statut de collectivités territoriales.

#### Haguenau

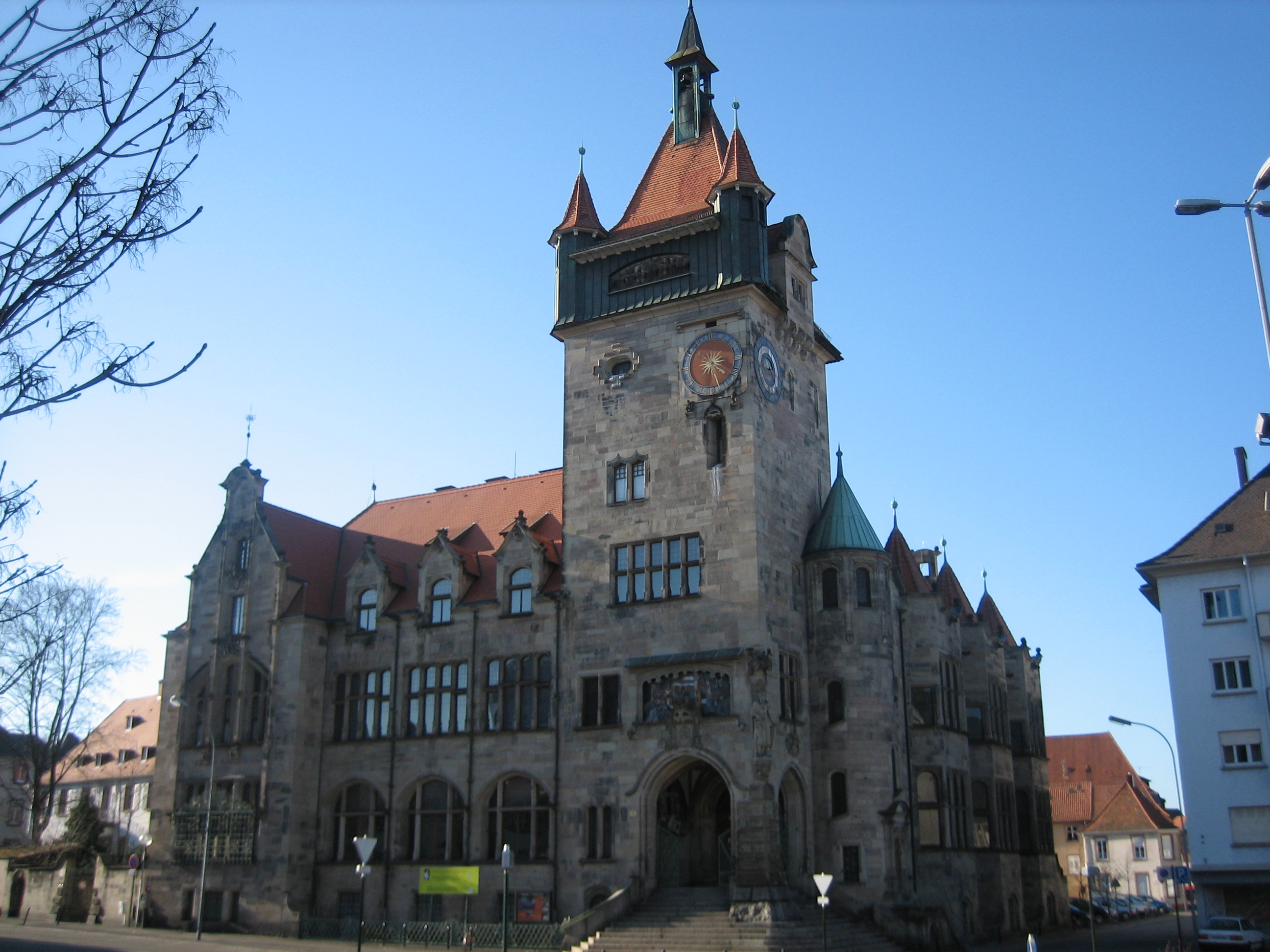
Le musée historique de Haguenau.

Haguenau est située à environ trente-cinq kilomètres au nord de Strasbourg. C’est la quatrième ville la plus peuplée d’Alsace, et la deuxième la plus peuplée du Bas-Rhin. Son nom signifie « pré au bosquet », die Au pouvant se traduire par « pré (ou prairie) humide ». Cette appellation est courante de part et d’autre du Rhin, notamment en plaine avant la canalisation du fleuve. La population de Haguenau intra-muros s'élève à 35 457 hab. tandis que son unité urbaine compte 57 491 habitants La ville-centre de Haguenau a la particularité d’avoir un ban communal très vaste (le plus vaste d’Alsace). Ce territoire comprend notamment la plus vaste forêt de la région, qui marque une réelle césure au sein de la plaine d'Alsace. De ce fait, la partie alsacienne située au nord de cette forêt est nommée l’Outre-Forêt par les Alsaciens. Haguenau est située au sud de cette forêt. La ville est fondée par Frédéric de Hohenstaufen sur l’île de la Moder. En 1164, Frédéric Ier, dit Barberousse, empereur du Saint-Empire romain germanique, rédigea la charte de Haguenau, qui octroie à la cité un certain nombre de droits et privilèges, et fit de la ville son lieu de résidence favori. Ville libre d’Empire à partir de 1262, Haguenau intègre la Décapole à sa création le 28 août 1354, et en devient le chef-lieu.

#### Saint-Louis
Saint-Louis est la principale commune de la banlieue alsacienne de Bâle, située dans le département du Haut-Rhin à la frontière entre la France et la Suisse. Saint-Louis n'existe que depuis 1684, en vertu d’une ordonnance du roi Louis XIV de France. Le nom de Saint-Louis vient du nom du roi Louis IX de France. Saint-Louis fait partie de l'Eurodistrict trinational de Bâle, qui compte 830 000 habitants. La partie alsacienne de l'agglomération bâloise forme le cinquième pôle urbain de la région. L'agglomération bâloise est dite tri-nationale, puisque outre les communes de Saint-Louis et Huningue en Alsace elle englobe également Weil-am-Rhein et Lörrach dans le Bade-Wurtemberg. En allemand, la région est connue sous le nom de Dreiländereck (littéralement : le coin des trois pays), en français « District des trois frontières ». Au nord de Saint-Louis se trouve la réserve naturelle de la petite Camargue alsacienne, un vaste marais de plus de 200 hectares (dont 150 classés) géré par une association d'écologistes, de scientifiques et de naturalistes.

## Économie

Logo de la marque partagée Alsace.

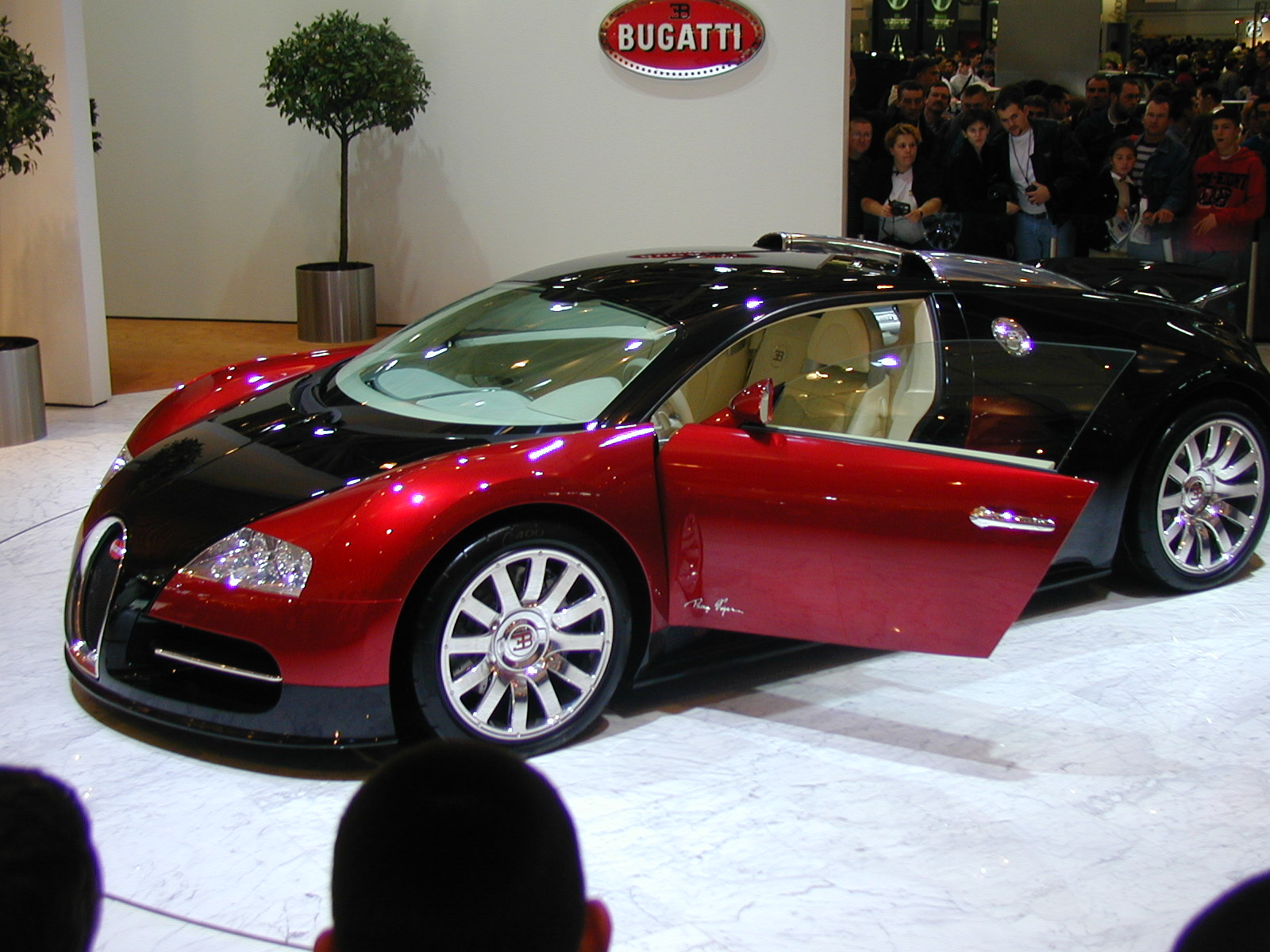
La Bugatti Veyron 16.4 du constructeur alsacien Bugatti, la voiture de série la plus rapide et la plus chère du monde.

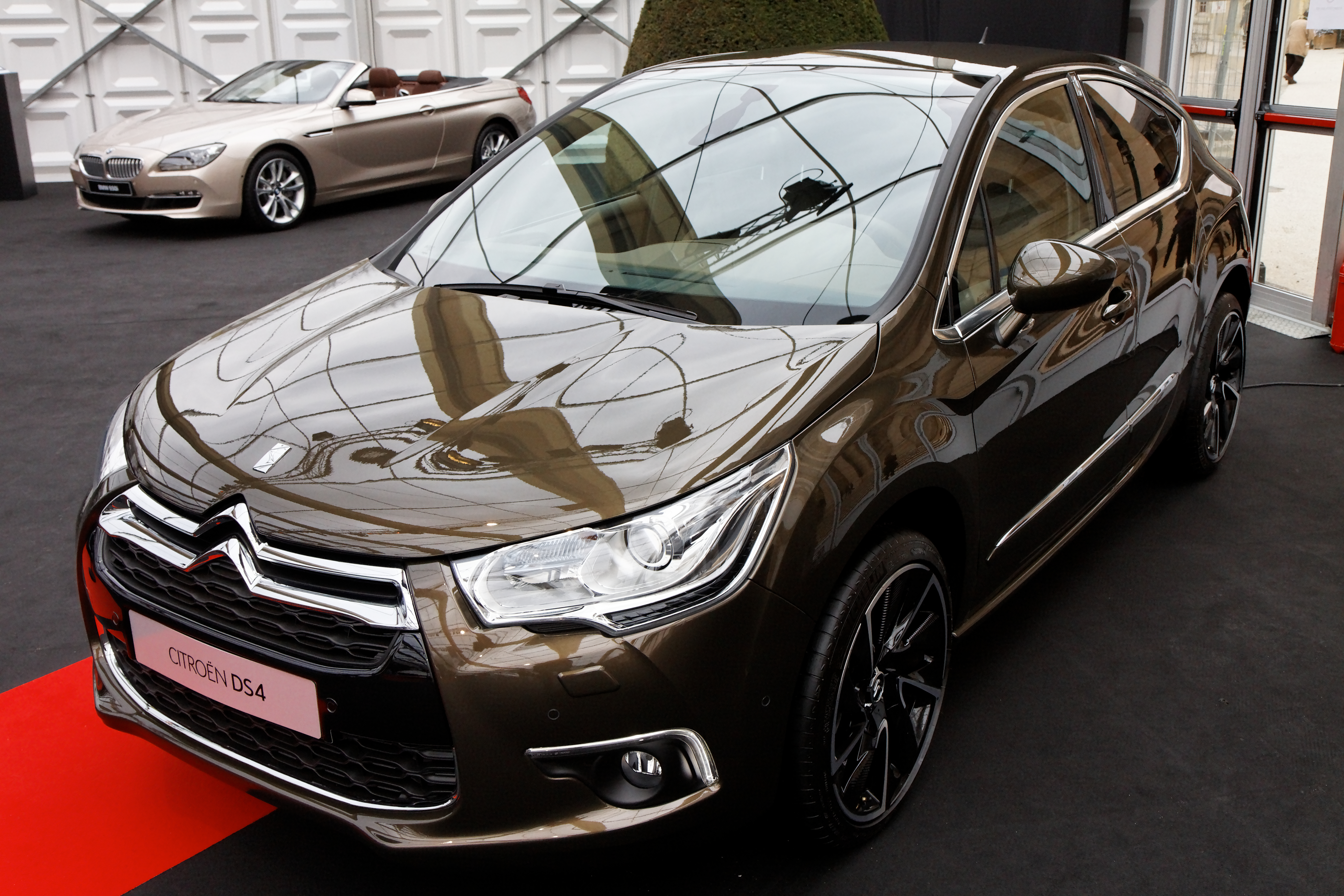
Citroën DS4 produite dans l'usine PSA de Mulhouse.

Depuis 2012, l'Alsace possède sa marque partagée dont le logo évoque un bretzel ou une coiffe traditionnelle entourant la lettre A (comme Alsace).
À l'international, 35 % des entreprises ont une participation étrangère (notamment allemande, suisse, américaine, japonaise et scandinave). L'Allemagne a représenté près de 38,5 % des importations alsaciennes en 2002.
Le taux de chômage relativement faible a augmenté en 2002-2003 principalement à cause de la mauvaise conjoncture en Allemagne, de laquelle l'Alsace dépend beaucoup. Par le passé, la région a dû faire face à la crise industrielle, principalement dans le secteur textile et minier.

### Secteur primaire

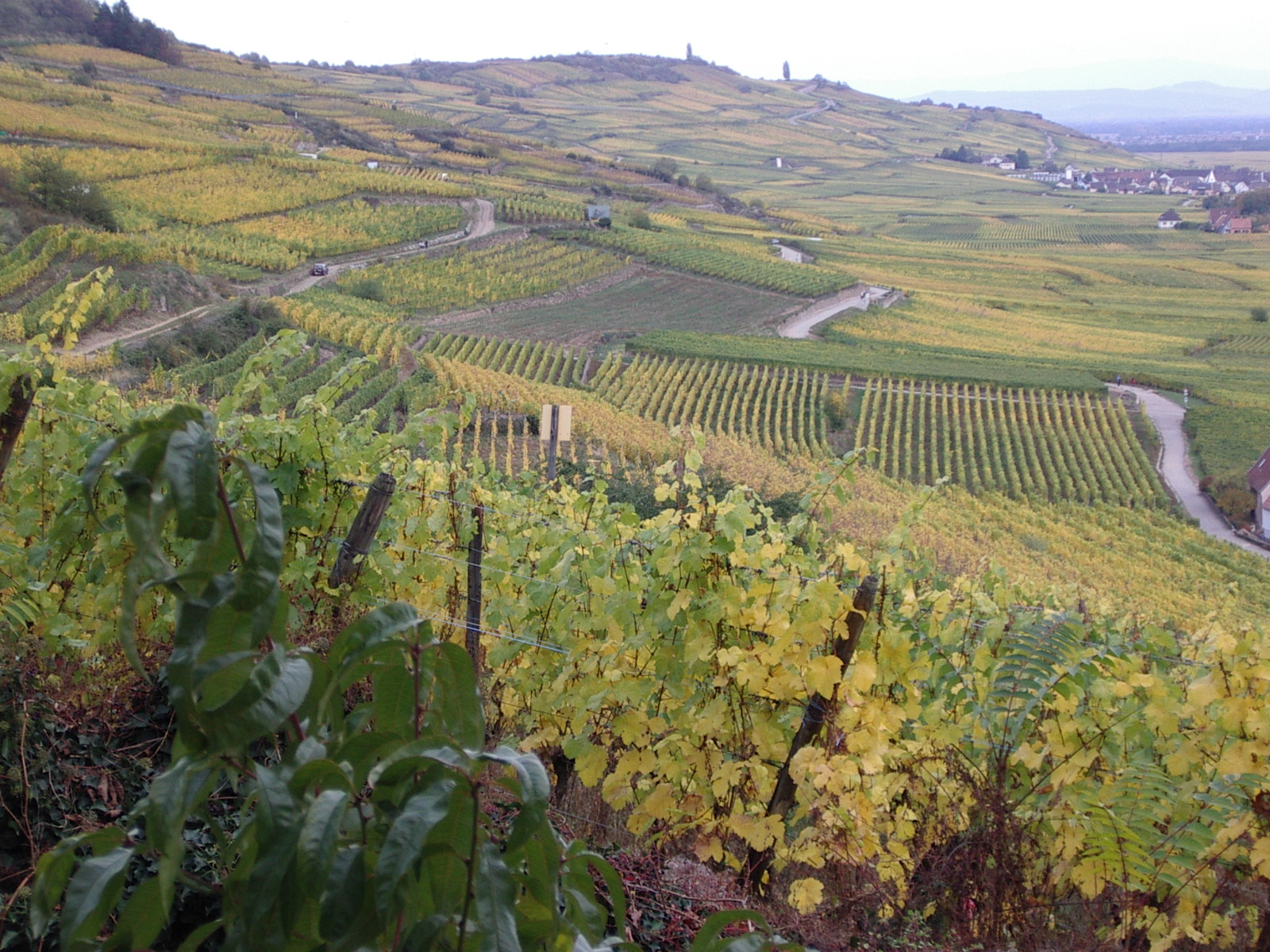
Vignoble vu de Kaysersberg.

Le secteur primaire comprend le vignoble d'Alsace, la culture du houblon, de l'orge, du tabac, du blé, du colza, du maïs et le brassage de la bière (la région compte quatre des huit grandes brasseries françaises : Kronenbourg, l'Espérance, Licorne et Meteor) ainsi que l'exploitation forestière. Du pétrole a été extrait dans le nord (Merkwiller-Pechelbronn) et dans le Sud, au nord de Mulhouse, l'exploitation de la potasse a profondément marqué les villes du bassin potassique qui constituait jusqu'en 2004 un vivier d'emplois.

### Secteur secondaire
Le secteur secondaire est bien implanté historiquement avec l'industrie textile (activité qui animait des vallées entières mais a cessé au milieu du siècle dernier, laissant ici et là d'impressionnantes friches industrielles), l'énergie (usines hydroélectriques sur le Rhin, énergies renouvelables à base de bois, déchets de bois, déchets urbains, biocarburants, géothermie et éolien), l'industrie automobile (PSA à Sausheim, Punch Powerglide à Strasbourg, Bugatti à Molsheim), l'industrie ferroviaire (Lohr Industrie à Duppigheim, l'Usine ferroviaire de Reichshoffen appartenant au groupe CAF, Geismar à Colmar, le technicentre de Bischheim), l'industrie aéronautique (Safran Landing Systems à Molsheim), les télécommunications (Nokia à Mulhouse), l'industrie mécanique (De Dietrich à Mertzwiller et à Zinswiller, Cryostar à Hésingue, Mécatherm à Barenbach et à Wisches), l'industrie chimique (Dupont de Nemours à Cernay, Dow à Drusenheim et Lauterbourg, Borealis PEC Rhin à Ottmarsheim, Solvay et Butachimie à Ottmarsheim, PPC et Tronox à Thann), l'industrie pharmaceutique (Lilly à Fegersheim, Novartis à Huningue, Hartmann à Chatenois et à Lièpvre, Octopharma à Lingolsheim, Weleda à Huningue, Capsugel à Colmar, Catalent à Beinheim, BTT à Erstein), l'industrie agroalimentaire (Mars Chocolat à Haguenau, Wrigley à Biesheim, DSM à Village-Neuf, Herta à Illkirch-Graffenstaden, Stoeffler à Obernai, Grands Chais de France à Petersbach, les brasseries industrielles bien connues), l'industrie du papier-carton (DS Smith à Kunheim, Rossmann à La Vancelle, GPV à Saint-Amarin) et les autres industries (Siemens, Bubendorff, Groupe Schmidt, Steelcase, Schaeffler, Sotralentz, Tréfimétaux, Liebherr, Hager, Kuhn, Sew Usocome, Soprema, Adidas, Haemmerlin…). De tradition commerciale grâce à la façade rhénane, la région dispose de deux grands ports fluviaux, le port autonome de Strasbourg et le port autonome de Mulhouse, qui sont d'importantes plateformes logistiques. Mulhouse, surnommée la « Manchester française », a longtemps été un des plus grands pôles industriels de France avec le textile, l'automobile et la chimie, pôle qui tente de subsister de nos jours mais dont la reconversion se fait urgente (via les pôles de compétitivité).

### Secteur tertiaire
- Les nouvelles technologies à travers le nouveau pôle IMAGE (iconoval).
- Les biotechnologies à travers le pôle de compétitivité à rayonnement international[199] BioValley France (anciennement innovation thérapeutique) dont le siège se situe à Illkirch-Graffenstaden dans la banlieue de Strasbourg. La création du pôle est liée à la présence de l'industrie pharmaceutique à Strasbourg et dans la région, avec les laboratoires des entreprises Eli Lilly[200], Transgene[201], les centres d'études cliniques Roche à Strasbourg et FORENAP Pharma à Colmar. À ces entreprises on peut ajouter les partenaires publics, université de Strasbourg, université de Haute-Alsace, IRCAD, etc.
- Le pôle automobile du futur[réf. nécessaire] avec le constructeur PSA à Sausheim.
- La plasturgie à travers la pôle technologique extrusion[202] à Saverne.
- La bancassurance : le Crédit mutuel (« inventeur » de la bancassurance[203]), le Crédit industriel d'Alsace-Lorraine et le Comptoir national d'escompte de Mulhouse (qui a donné naissance à la BNP avec trois autres banques)[204].
- Mulhouse est le siège du consortium Rhénatic[205] : Pôle TIC du Grand Est qui regroupe 100 entreprises alsaciennes dans le domaine des nouvelles technologies. Ce sont principalement des entreprises de robotique, bureautique, intelligence artificielle, numérisation de l'information, télématique, autoroute de l'information, communication interactive par fibre optique, câblodistribution, téléphonie, transmission par satellite[206]. Mulhouse compte près de 110 entreprises dans ce secteur.
- Sans oublier les secteurs du commerce, de l'hôtellerie-restauration, de la grande distribution, des transports et de la logistique, du tourisme, de la communication et de la fonction publique.

### Énergie
La centrale nucléaire de Fessenheim est définitivement arrêtée en juin 2020.

## Législation locale
Dans certains domaines le droit appliqué dans le Bas-Rhin et le Haut-Rhin est un mélange de droit national et de droit local. Ce régime qui concerne également la Moselle est consécutif à l'annexion allemande de 1871 et ne s'applique donc pas au Territoire de Belfort. Ce droit local spécifique et unique pour une région de métropole se compose :
- des lois françaises d'avant 1870 non abrogées par l'administration allemande ;
- des lois allemandes adoptées par l'Empire allemand entre 1871 et 1918 ;
- des dispositions propres à l'Alsace adoptées à l'époque par les organes locaux du Reichsland d'Alsace-Moselle ;
- des lois françaises intervenues après 1918 mais applicables aux trois départements.

Il concerne les domaines suivants (avec les points principaux), :

### Le droit communal
- Autonomie accrue pour les communes.
- Règles de fonctionnement différentes du conseil municipal.
- Possibilité de prélèvements fiscaux spécifiques.
- Les communes ont une obligation de secours aux personnes sans ressources (la forme et les montant sont définis par les communes).
- Aide sociale pour les 16-25 ans sans ressources.

### Le droit social
- Maintien de la rémunération en cas d'absence.
- Repos dominical.
- Jours fériés supplémentaires.
- Clause de non-concurrence.
- Régime local de sécurité sociale avec une couverture plus étendue et davantage de remboursement des soins[210].
- Cotisations différentes pour les différentes caisses, plus élevées que pour le régime national du fait de prestations supérieures.

### La justice
- Davantage de compétences pour les tribunaux d'instance.
- Pas de tribunaux de commerce et existence de la faillite civile (héritage direct du droit allemand).
- Différence concernant les frais de notaires, avocats et huissiers.

### Le régime des cultes
- Enseignement religieux à l'école primaire, au collège et au lycée (sauf dispense des parents).
- 4 cultes reconnus.
- Religieux rémunérés par l'État.

### Le régime de l'artisanat
- Corporations.
- Règles de l'apprentissage.

### Chasse, eaux et forêts
- Navigation intérieure.
- Ressources en eaux gérées selon des procédures différentes.
- Exploitation forestière régie par les communes.
- Police de la chasse.
- Gibier géré par les communes.
- Impossibilité d'interdire la chasse sur sa propriété (disposition supprimée avec l'instauration d'un droit de refus avec notamment l'instauration d'une clôture).
- Paiement d'un loyer à la commune pour pouvoir chasser.
- Réparation des dégâts de gibier entièrement à la charge des chasseurs.
- Possibilité pour les communes d'interdire totalement la chasse sur leur territoire (comme dans le canton de Genève).

### Les associations
- La loi de 1901 n'est pas applicable.
- Registre des associations.
- 7 membres minimum, possibilité de but lucratif.
- Facilitation du coopérativisme.
- Pleine capacité juridique (comme une entreprise).

Parmi les principales associations régionales on trouve l'APEPA, l'automobile club d'Alsace et les ambassadeurs d'Alsace.

### Régime foncier
- Il n'existe pas de conservation des hypothèques en Alsace-Moselle. Néanmoins, un "Livre foncier" est tenu par l'autorité judiciaire, juge du Livre foncier et de la publicité qui s'y attache.
- La particularité du foncier alsacien est une dénomination des lieux-dits uniquement en langue allemande car l'allemand était la langue de l'administration jusque vers 1800. Par apport au cadastre de la commune d'Uffholtz (68), une légende rapporte que c'est, au « Allematten/Lugner » ou « champ du mensonge » que Louis Ier le Pieux, fils de Charlemagne, fut trahi par ses fils lors d'une bataille. Les agriculteurs utilisent encore très couramment ces dénominations pour désigner leurs parcellaires cultivés. Des noms comme « Kreutzmatten » ou « les prés à la croix », nous informent de la nature de la culture depuis l'origine de son appellation. Une terre appelé « Kupfer » ou « cuivre » nous indique sa forte teneur en cuivre non connu à l'époque mais qui était percevable par une terre couleur rouge-orangé. Une section appelée « Weiheracker » ou « Terre-étang » dans la commune de Wattwiller (68) peut rappeler qu'il y avait jadis des étangs.

## Vie militaire
L'Alsace est une région de tradition militaire. Elle a cependant été particulièrement touchée par les restructurations de l'armée française effectuées dans les années 1990 et 2000 avec la dissolution des garnisons d'Altkirch, de Mulhouse, de Neuf-Brisach ainsi que la fermeture des bases aériennes de Strasbourg-Entzheim, Colmar-Meyenheim et Drachenbronn.
Malgré tout, l'Alsace conserve une place importante sur la carte militaire avec notamment :
- le corps européen, le commandement des actions dans la profondeur et du renseignement, la brigade de renseignement et cyber-électronique, la 2e brigade blindée à Strasbourg ;
- la 2e compagnie de commandement et de transmissions, le 291e Jägerbataillon (seule unité de la Bundeswehr stationnée en France dans le cadre de la brigade franco-allemande) à Illkirch-Graffenstaden ;
- le 2e régiment de hussards, le 28e groupe géographique, le 54e régiment de transmissions à Haguenau ;
- le 44e régiment de transmissions à Mutzig ;
- le 6e régiment du matériel à Gresswiller ;
- le groupement munitions de Neubourg ;
- le 152e régiment d'infanterie à Colmar ;
- le régiment de marche du Tchad à Meyenheim.

## Transports
Les transports en Alsace sont bien développés au vu de la densité de la population mais des projets d'agrandissement sont encore à l'étude afin d'accompagner le développement de la région.
Réseau routier
Le transport ou le déplacement des usagers se fait principalement sur l'autoroute gratuite A35 assurant la liaison nord-sud, de Lauterbourg à Saint-Louis/Bâle en passant par Strasbourg, Colmar et Mulhouse avec une courte portion en nationale à deux fois deux voies, dont la continuation autoroutière est à l'étude.
L'axe A4 (en direction de Paris), dense, (à péage à 20 km au nord-ouest de Strasbourg), commence à atteindre un point de saturation de même que l'axe A36 en direction de Paris-Lyon, à péage dès Burnhaupt (10 km à l'ouest de Mulhouse), gratuit jusqu'en Allemagne. Du fait de la conception des autoroutes - comme étant à la fois des voies de transit et des voies de desserte des grandes agglomérations - qui prévalait dans les années 1970 et 1980, les villes de Strasbourg et de Mulhouse voient leur agglomération traversée par des voies autoroutières portées aujourd'hui à deux fois trois voies, et ce, à moins de dix kilomètres du centre-ville pour Strasbourg et d'un kilomètre et demi pour Mulhouse. Il en résulte de fortes nuisances : principale source de pollution et saturation du trafic, notamment à Strasbourg où le trafic de l'autoroute A 35 (170 000 véhicules par jour en 2002) est l'un des plus importants de France. La traversée urbaine de l'A36 à Mulhouse provoque également des perturbations régulières de trafic, temporairement apaisées par sa transformation en deux fois trois voies. La rareté des panneaux à messages variables et des caméras de trafic (de type webcam) ne facilite pas la communication avec l'usager.
Réseau ferré

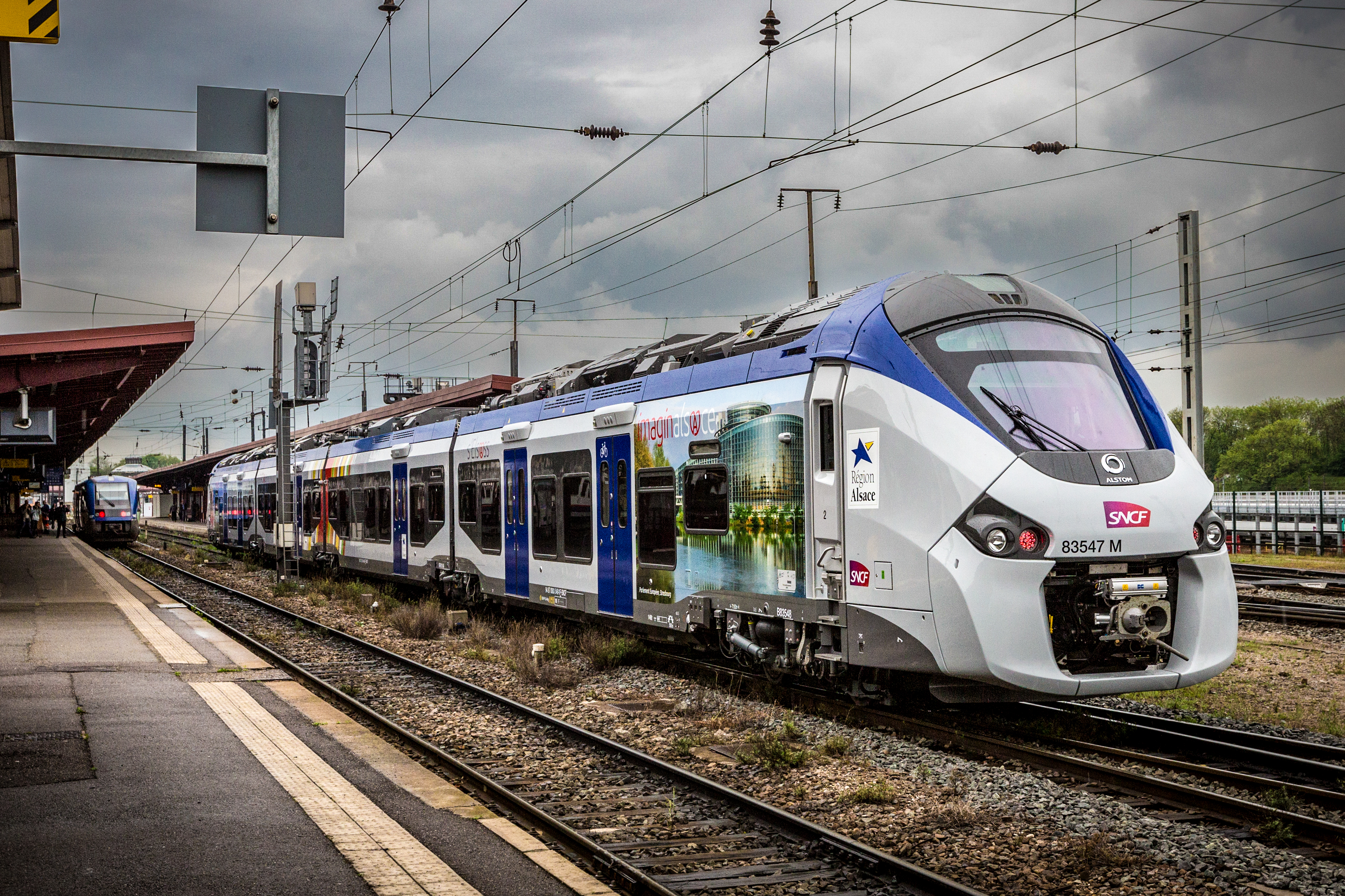
Regiolis région Alsace.

L'industrie alsacienne par le biais de Nicolas Koechlin est à l'origine de l'implantation d'un réseau ferré local dès la fin années 1830. En Alsace et en Moselle, les trains circulent à droite sur les lignes à double voie, héritage de l'époque du « Reichsland », alors qu'ils circulent à gauche sur le reste du réseau ferré national. Le principal axe ferroviaire de la région relie Strasbourg à Bâle via Colmar et Mulhouse. Surnommée ligne de la plaine d'Alsace, elle voit notamment circuler des TER à la vitesse de 200 km/h. Cette ligne, électrifiée en 1957, permit les premiers essais de grande vitesse ferroviaire avec le TGV 001, tandis que les ateliers de Bischheim s'occupent de la maintenance des TGV depuis leur développement.
Le massif des Vosges constitue un obstacle naturel, plusieurs tunnels ont dû être creusés. Plus récemment les lignes à grande vitesse LGV Est européenne et LGV Rhin-Rhône ont été mises en service.
Tramway

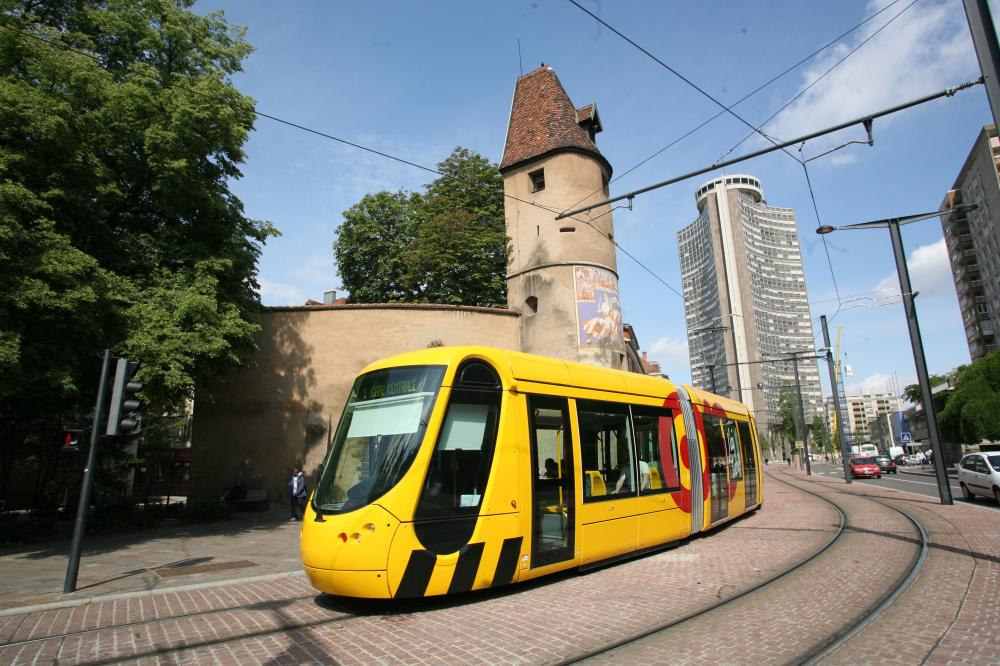
Le tramway de Mulhouse devant la tour du Bollwerk.

Strasbourg et Mulhouse  sont desservies par un réseau de tramway. La commune de Leymen dans le Haut-Rhin est traversée par la ligne 10 du tramway de Bâle depuis 1910 et Saint-Louis constitue, depuis 2017, le terminus de la ligne 3 du tramway de Bâle.
Réseau fluvial
Le trafic portuaire dépasse 15 millions de tonnes, dont près des deux tiers pour Strasbourg, second port fluvial français (voir Port autonome de Strasbourg). Le projet d'élargissement du canal Rhin-Rhône, destiné à relier le Rhône (et la mer Méditerranée) au réseau d'Europe centrale (Rhin, Danube, mer du Nord et mer Baltique) a finalement été abandonné en 1998 pour des raisons de coût et de dégradation des paysages, notamment dans la vallée du Doubs.
Réseau aérien

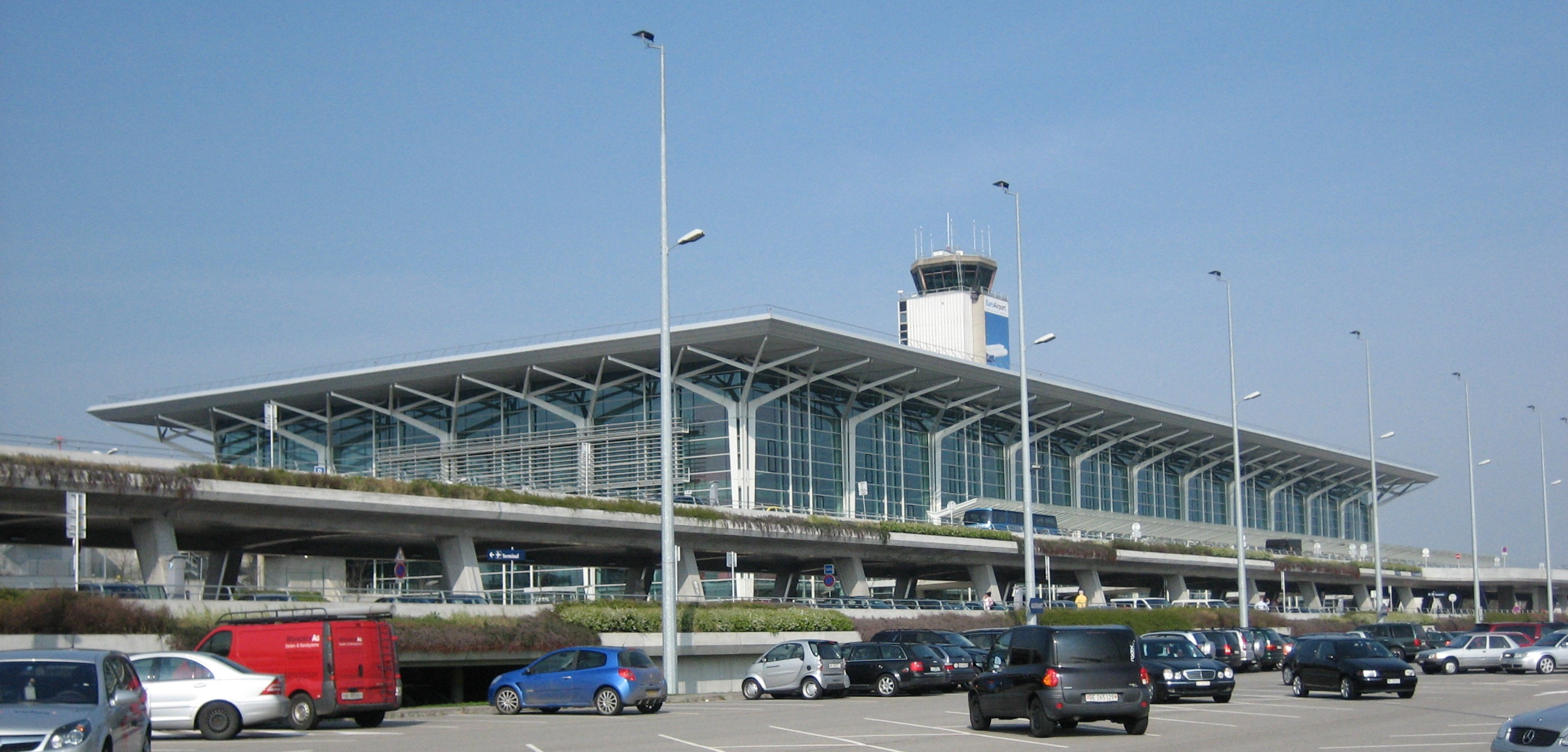
L'Euroairport de Bâle-Mulhouse.

Il y a deux aéroports internationaux en Alsace. L'aéroport international de Bâle-Mulhouse-Fribourg ou Euroairport est le seul aéroport parfaitement trinational au monde. Les compagnies aériennes offrent plus de 60 destinations en vol direct. L'infrastructure est capable d'accueillir 6 à 8 millions de passagers. 58 compagnies y sont présentes.
L'aéroport international de Strasbourg-Entzheim a connu une forte baisse de sa fréquentation après l'ouverture de la LGV Est européenne. Il accueille annuellement entre 1 et 1,2 million de passagers.
Réseau cyclable
Traversée par trois itinéraires EuroVelo (EV5, EV6 et EV15), l'Alsace possède le premier réseau cyclable de France avec 2 000 kilomètres de bandes et pistes cyclables.

## Défis pour l'avenir
Ungersheim est une ville en transition.

### Éducation à la nature et à l'environnement

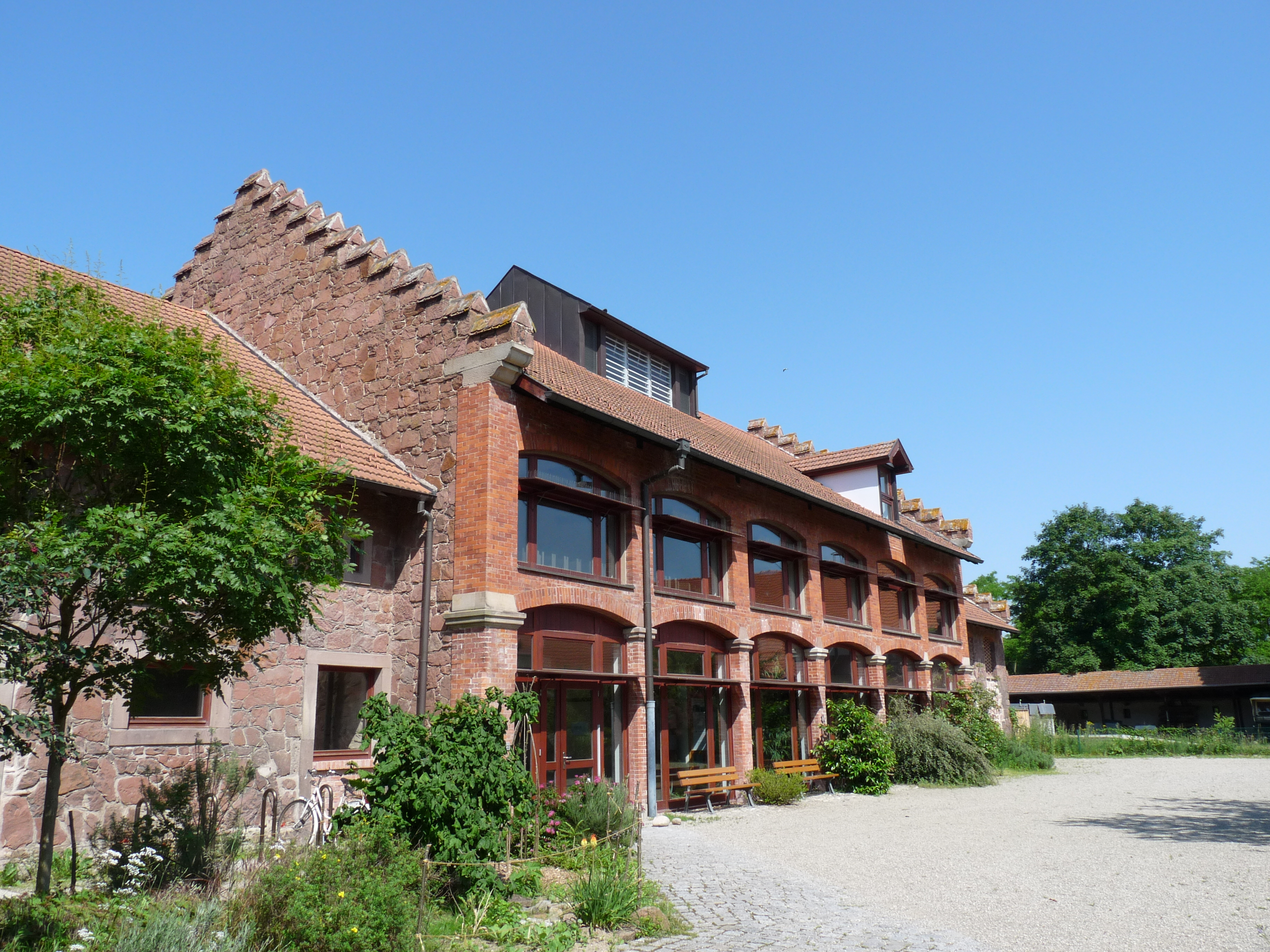
CINE de Bussierre.

L'Association régionale pour l’initiation à l’environnement et à la nature en Alsace (ARIENA) a contribué à la création des Centres d'initiation à la nature et à l'environnement (CINE) — dans le reste de la France, on trouve des Centres permanents d'initiatives pour l'environnement (CPIE). L'ARIENA, dont les collectivités locales et Alsace Nature sont membres de droit, et ses membres « ont pour finalité de former des citoyens conscients et responsables à l’égard de l’environnement, libres de leurs choix et acteurs au sein de la société (et) de consolider les liens entre les hommes et la nature […] ». L'ARIENA a fêté ses quarante ans le 1er décembre 2017 à la Maison de la Nature du vieux canal à Hirtzfelden. Avec la mise en place de la Région Grand Est, une harmonisation entre CINE et CPIE fait l'objet d'une discussion.
Actuellement, dix CINE bénéficient du label de l'ARIENA (ici listés du nord au sud):
- Maison de la nature du delta de la Sauer et de l’Alsace du Nord
- La Grange aux Paysages (en Alsace bossue)
- CINE de Bussierre à Strasbourg
- Maison de la nature du Ried et de l'Alsace centrale
- Maison de la nature du Vieux Canal
- Atouts Hautes-Vosges
- Le Moulin de Lutterbach
- Petite Camargue alsacienne
- Maison de la Nature du Sundgau

### Préservation de la faune, de la flore et des habitats naturels
Depuis 1976, le Conservatoire d'espaces naturels Alsace est un acteur incontournable de la biodiversité en Alsace. L'Office des données naturalistes Grand Est étudie attentivement la biodiversité dans tout le Grand Est.
En 2018, une quinzaine d’espèces végétales ont disparu ou fortement régressé. Plus largement, les insectes, la petite faune, les oiseaux et la microfaune et microflore des sols connaissent en Alsace une régression. Le conservatoire botanique d'Alsace a son siège à Erstein.
L'année 2019 est la troisième année de déficit hydrique (le calcul entre les quantités d’eau qui arrivent, et celles dont les arbres ont besoin), ce qui suscite des inquiétudes pour les forêts de la région.
On assiste à une disparition massive des oiseaux dans les campagnes françaises. En Alsace, le phénomène se déroule en deux temps : d'abord dans les années 1960 avec le remembrement, qui conduit à l'arrachage des haies, et l'utilisation des pesticides, puis au début des années 2000, avec l'arrêt des jachères, et surtout la généralisation des néonicotinoïdes,. Les populations d'insectes ailés dont se nourrissent les oiseaux des champs baissent très significativement. La situation est grave, mais pas encore désespérée. Les pratiques agricoles sont en cause. Le Muséum national d'histoire naturelle et le CNRS évoquent une situation « proche de la catastrophe écologique »,,.
L'action indirecte de l'homme, au travers de la chimie ou du réchauffement climatique, n'est plus à démontrer. Mais l’action directe, mal intentionnée, n’est pas à exclure. Entre la mi-mars et la mi-mai, les naturalistes observent la migration des batraciens. Le col de Steige, à Ranrupt, ne devrait pas faire exception. Or, en 2018, les batraciens n’ont pas été aperçus, seuls les tritons étaient présents. Un témoin a fait le rapprochement avec un couple d’individus se promenant à plusieurs reprises dans les environs avec des seaux. L’Office français de la biodiversité a été prévenu. Alors que sa population dans les Vosges est au bord de l’extinction, un lynx est abattu illégalement début 2020.
Le jeudi 7 juin 2018, quarante apiculteurs environ, emmenés par Michel Kernéis, président de la Confédération régionale des apiculteurs d'Alsace, ont manifesté à Strasbourg dans le but de sensibiliser le public au « désastre écologique » que constitue d'ores et déjà la mortalité des abeilles. À la faveur du congrès national de la Ligue pour la protection des oiseaux à Obernai, son président Allain Bougrain-Dubourg se confie aux dernières nouvelles d'Alsace sur l'état de la biodiversité. « Les hommes ne survivront pas au déclin de la biodiversité », explique-t-il. Le rôle des consommateurs, qui « votent trois fois par jour » est essentiel.
Le Grand hamster d'Alsace voit sa population littéralement s'écrouler : « l'espèce risque de disparaître »,

#### Faune alsacienne
La faune alsacienne a beaucoup souffert de l'activité humaine notamment de la révolution industrielle. Pourtant, la région a encore récemment été le dernier refuge de nombreuses espèces aujourd'hui disparues d'Europe occidentale.

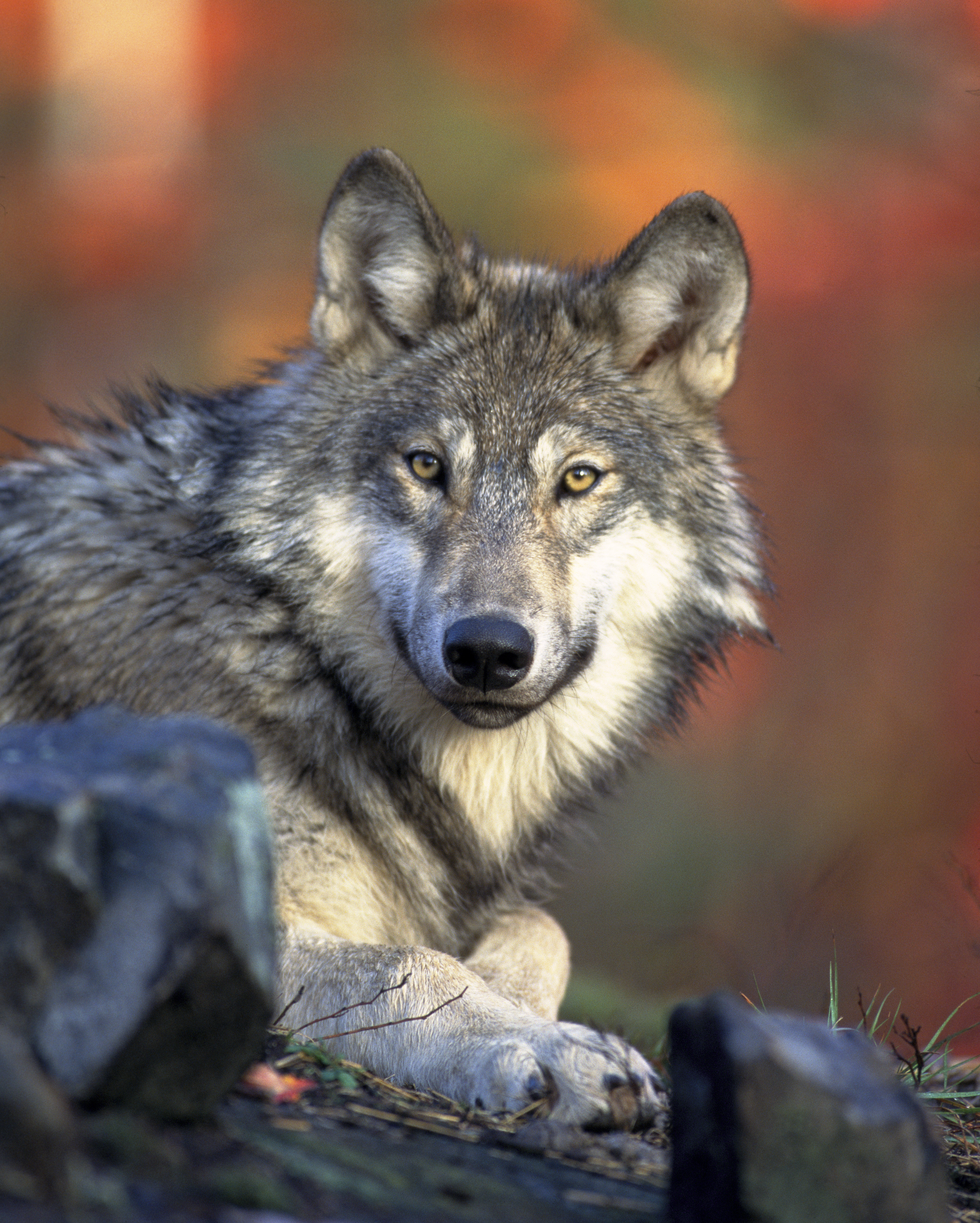
Loup gris

- Le loup avait disparu de la région au début du XXe siècle. Son retour naturel a été officiellement confirmé le 8 juillet 2011, dans le secteur du Ventron et du col du Bonhomme[228].
- L'ours a disparu d'Alsace à la fin du XVIIIe siècle.
- Le castor a disparu au XVIIe siècle avant d'être réintroduit dans les années 1970.
- Le lynx a disparu au XVIIe siècle avant d'être réintroduit dans les années 1980.
- Le tarpan, cheval sauvage a disparu au début du XVIe siècle.
- L'aurochs, ancêtre de nos bovins actuels, disparu au XIe siècle victime de la chasse au gibier.
- L'élan, le même qu'en Scandinavie actuelle, disparu au IXe siècle.
- Le bison d'Europe, disparu au VIIIe siècle, victime de la chasse au gibier.

Le loup
Le loup avait disparu de la région au début du XXe siècle. Le dernier loup a été abattu en 1908 à Hirtzbach dans le Sundgau, quelques spécimens sont encore signalés dans les Vosges en 1918 et 1919. En 1994, un loup a été abattu dans les Vosges, il s'agissait vraisemblablement d'un loup domestique abandonné. Le loup est toutefois revenu naturellement dans le canton du Jura (Suisse), il y est présent depuis 2004 et a été aperçu à plusieurs reprises aux alentours de Montavon et de Coeuve à quelques kilomètres de la frontière alsacienne. On s'attendait ainsi à une confirmation rapide de sa réapparition naturelle dans le Jura alsacien et les forêts sundgauviennes, ce qui devait ouvrir la possibilité de son retour ultérieur dans le massif vosgien. Il fallut attendre sept ans pour que le loup fasse officiellement son retour dans les Vosges, le 8 juillet 2011, dans le secteur du Ventron et du col du Bonhomme. Le suivi hivernal 2011-2012 a confirmé l'existence de la Zone de Présence Permanente des Hautes-Vosges s'étendant sur les départements du Haut-Rhin, des Vosges et de la Haute-Saône. La présence de louveteaux a été enregistrée fin août 2013, dans la partie Haut-Rhinoise du parc. Les louveteaux seraient nés en mai 2013. Il s'agit de la première reproduction confirmée en France en dehors des Alpes.
La loutre

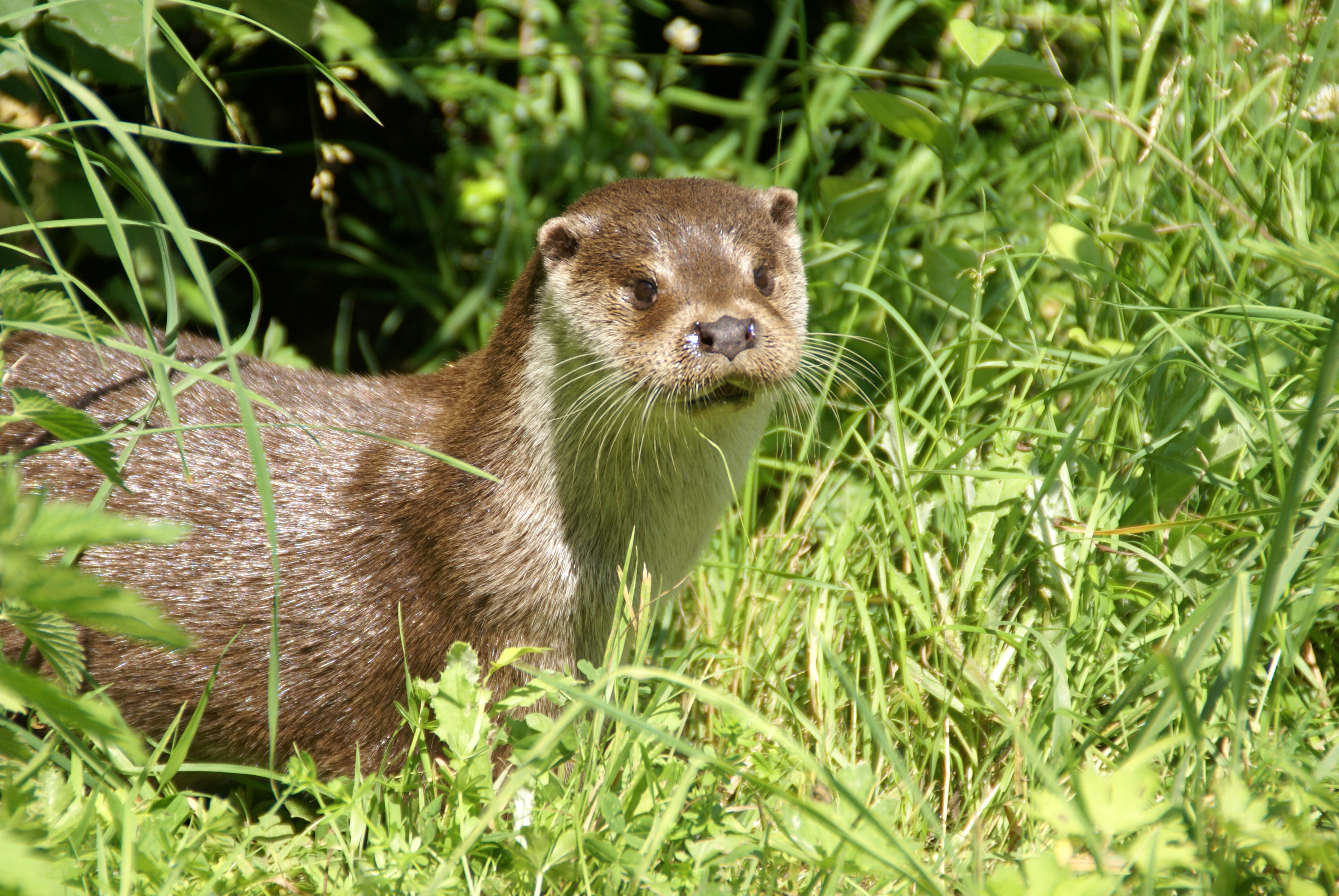
Loutre européenne

La Loutre d'Europe Lutra lutra fait partie de la classe des Mammifères (Mammalia), de l’ordre des Carnivores (Carnivora), du sous-ordre des Fissipèdes (Fissipeda), de la famille des Mustélidés (Mustelidae) et de la sous-famille des Lutrinés (Lutrinae). La loutre mesure de 80 à 160 cm de long pour un poids variant de 4 à 15 kg. Les mâles sont plus longs et plus lourds que les femelles. La première cause de disparition des loutres a été l’extermination massive au début du siècle dernier. Une population devenue insuffisante a alors eu du mal à se développer dans un habitat de plus en plus dégradé à la suite de l’essor économique qui suivit. La loutre est une espèce peu prolifique, elle en est d’autant plus vulnérable. Les populations se renouvellent très lentement. Dès 1975, Schmitt affirmait que la loutre avait disparu des rivières alsaciennes et déclarait : « la loutre est devenue un animal légendaire, qu’on peut, à la rigueur, contempler dans certains jardins zoologiques, comme, à Bâle ». Mais en 1979, Waechter estimait qu’il restait une vingtaine d’individus dans les eaux phréatiques des forêts rhénanes. En 1982, Kempf affirmait que la loutre était « entièrement éteinte ». Mais alors qu’on la croyait disparue, des observations (cadavres, traces, indices) ont été faites en différents endroits entre 1982 et 1987. Une prospection dans la réserve de la biosphère des Vosges du nord de 1990 a conclu à l’absence de loutre dans cette région. Les rares observations rapportées jusqu’en 1994 ne permettent pas d’être optimiste ; la loutre avait certainement disparu de la région.
En 1998, le Centre de Réintroduction des Cigognes et des Loutres de Hunawihr a entamé une expérience de réintroduction de loutres dans les cours d’eau du Ried Centre Alsace. Six loutres ont été relâchées au cours de ce programme. Près de 10 ans plus tard, le matin du 8 décembre 2007, des chasseurs découvrent une loutre divaguant au sud de Guémar. D'après les analyses effectuées, cette loutre est probablement une descendance des loutres réintroduites. Cette découverte démontre que les paramètres environnementaux alsaciens sont acceptables pour la survie de l’espèce dans une région très peuplée et un environnement que l’on croyait peu favorable. Depuis cette découverte, les suivis de terrain ont révélé de nouveaux indices de présence sur la même aire de répartition. La loutre demeure néanmoins sur la liste rouge des espèces « en danger » en Alsace.
Le grand hamster d'Alsace - marmotte de Strasbourg
- Poids adulte : 220 à 460 g.

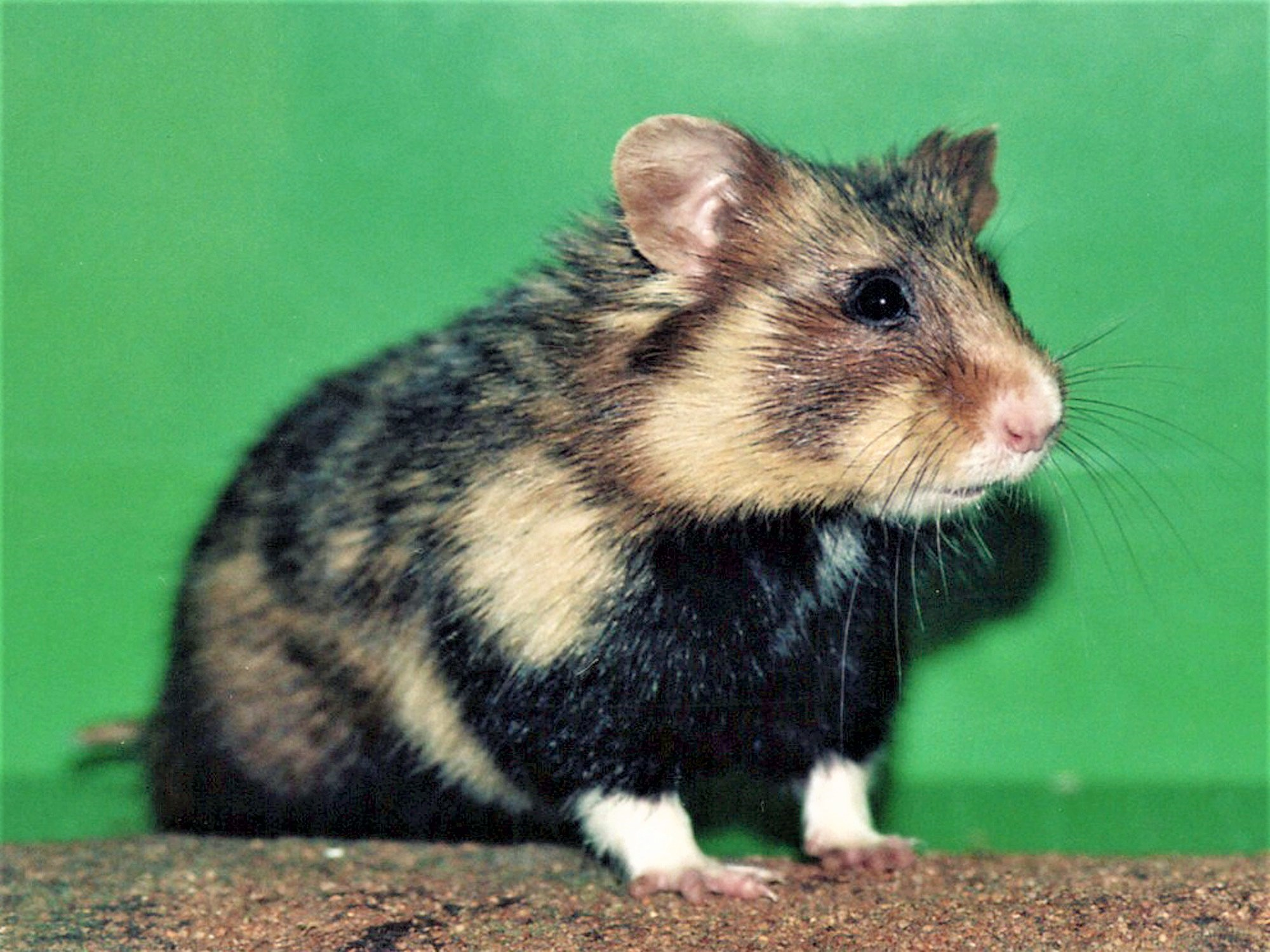
Grand hamster d'Alsace.

- Longueur avec la queue 25 à 34 cm.

En voie d'extinction imminente, différents plans de conservation ont permis à sa population de passer à 400 individus en 2010 contre 300 en 2009.
Son nom commun est grand hamster d'Europe, il est également appelé grand hamster d'Alsace ou marmotte de Strasbourg. À ne pas confondre avec le hamster doré, beaucoup plus petit et vendu en animalerie. Des fossiles de plusieurs milliers d'années ont été retrouvés dans la région.
Position de l'Union européenne : Espèce strictement protégée, la capture et la mise à mort intentionnelle est interdite tout comme la perturbation des phases critiques du cycle vital et la destruction de leurs aires de repos et de leurs sites de reproduction. L'Union européenne exige des mesures immédiates de protection mais la France tarde à les appliquer. Le comité permanent de la Convention de Berne, destinée à la conservation de la vie sauvage, a lui-même placé la France sous surveillance pour défaut de protection de cette espèce menacée d'extinction.
L'Alsace est la seule région de France où il subsiste encore. L'espèce est actuellement menacée d'extinction dans la région, il ne reste que quelques centaines d'individus. Sa survie n'est pas assurée. Le lycée agricole d'Obernai a procédé à quelques recensements dans ses terres cultivables et essaye de le protéger.
Son habitat est essentiellement les champs de céréales, champs de légumineuses (trèfle, luzerne…) dont l'altitude est inférieure à 500 mètres. Il préfère les sols lœssiques et creuse des terriers jusqu'à 2 mètres de profondeur. Il se nourrit principalement de graines, racines, fruits, insectes, mollusques et grenouilles. Le grand hamster entre en hibernation vers octobre-novembre et n'en ressort qu'en mars-avril.
Les femelles peuvent avoir jusqu'à trois portées par an.
Le Lynx boréal

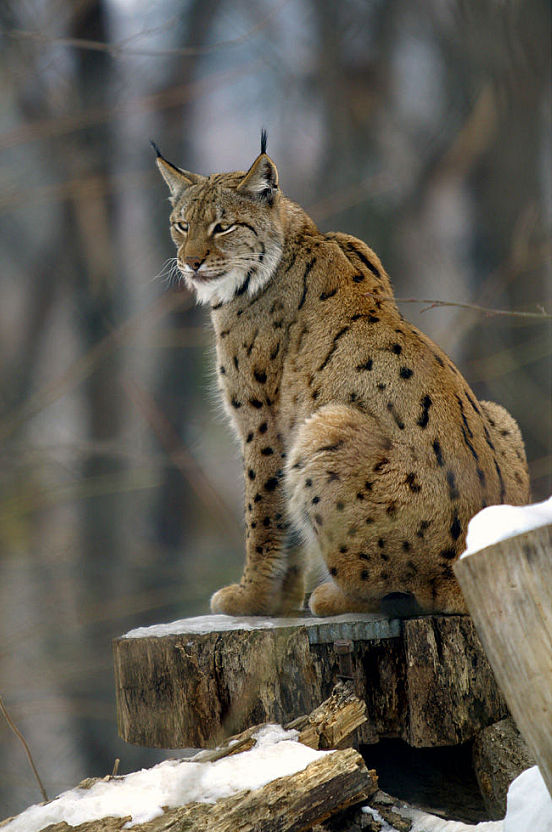
Lynx d'Eurasie.

Le lynx présent en Alsace est le Lynx boréal.
L'espèce est presque deux fois plus grande que celle d'Amérique du Nord : il mesure de 60 à 70 cm à l'épaule, sa longueur est de 80 à 130 cm avec une queue de 11 à 24 cm.
De 1983 à 1993, 12 mâles et 9 femelles qui ont été relâchés.
En 2006, on estime qu'il y aurait 30 à 40 individus en Alsace, sur environ 2 000 km2 (densité : 1,5 à 2 lynx / 100 km2).
La population se reconstitue très lentement. Elle semble toutefois encore fragile notamment en raison d'un braconnage persistant et des risques liés à la circulation automobile.
Le Grand tétras

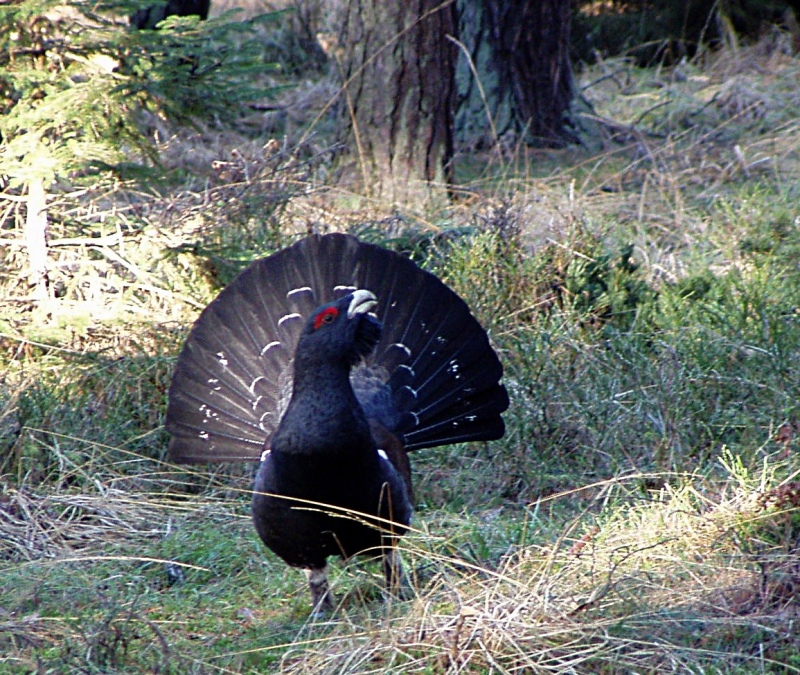
Grand tétras.

Animal emblématique du massif vosgien, c'est le plus gros gallinacé d'Europe.
Il est également appelé grand coq de bruyère.
Il vit principalement dans les forêts de conifères de montagnes.
- Taille : 74 à 90 cm
- Envergure : jusqu’à 125 cm
- Poids : jusqu’à 5 kg

La population de Grands tétras régresse inexorablement en Alsace, principalement à cause de l'activité humaine.
En 2007, il ne resterait qu'une cinquantaine d'individus dans le massif vosgien.
Le chamois

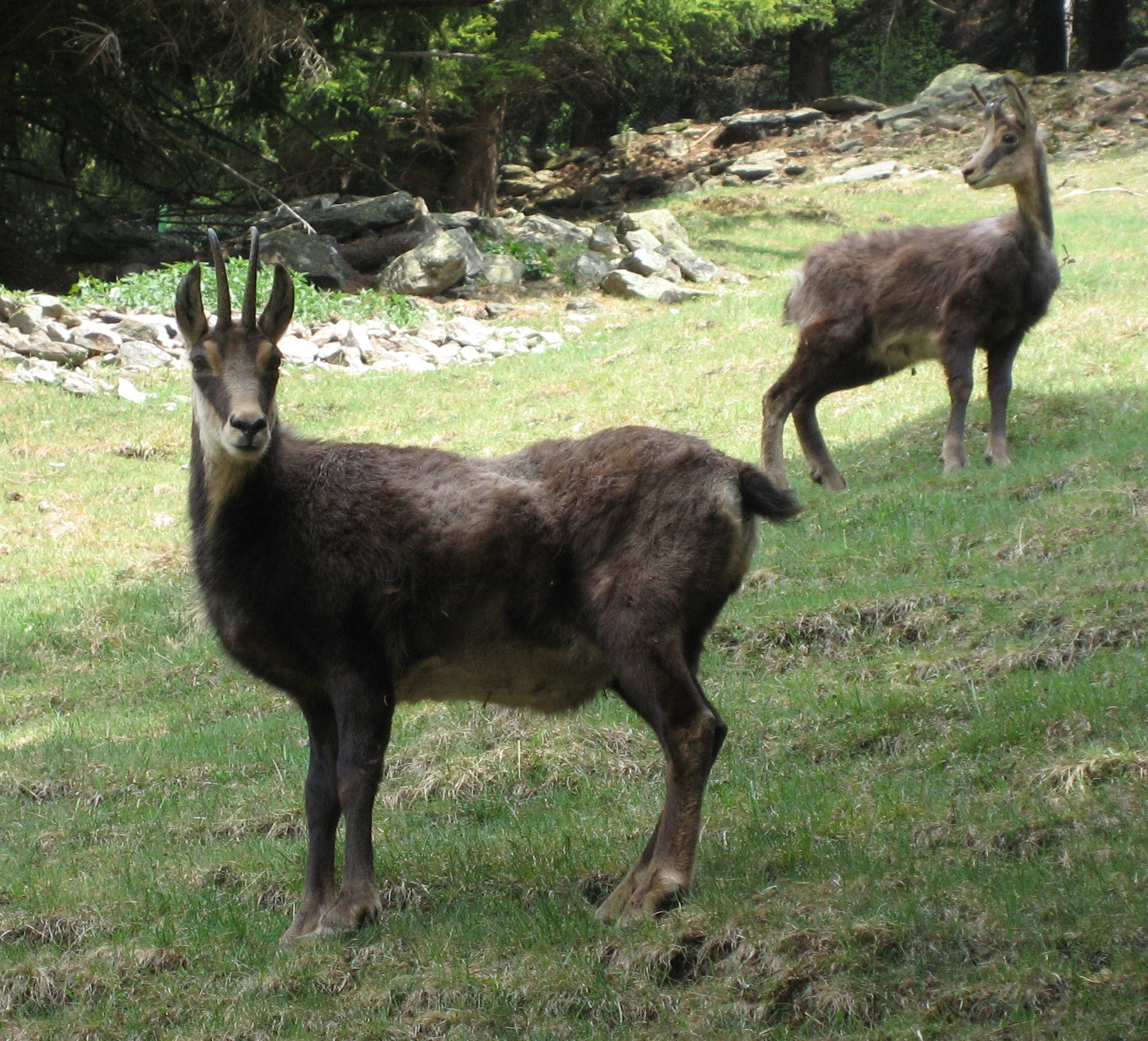
Chamois.

Le chamois a été introduit dans les Vosges dans les années 1950, bien qu'il n'y ait aucune preuve de présence antérieure du chamois dans ce massif. Il a toutefois été prouvé qu'il était présent en Forêt-Noire. Quelques individus vivant en hardes ont également fait leur apparition depuis la fin des années 1990 dans le Jura alsacien, sans doute en provenance de la Suisse toute proche.
Les mâles adultes mesurent entre 100 et 135 cm du museau à la queue, entre 67 et 85 cm de haut au garrot. Leur poids est compris entre 22 et 62 kg. Les femelles leur sont presque toujours inférieures en poids et en taille. Ces animaux atteignent leur poids maximal en automne, alors qu’ils ont accumulé des réserves durant l’été. À la fin de l’hiver, le poids des chamois peut avoir diminué de moitié.
Le Cerf élaphe

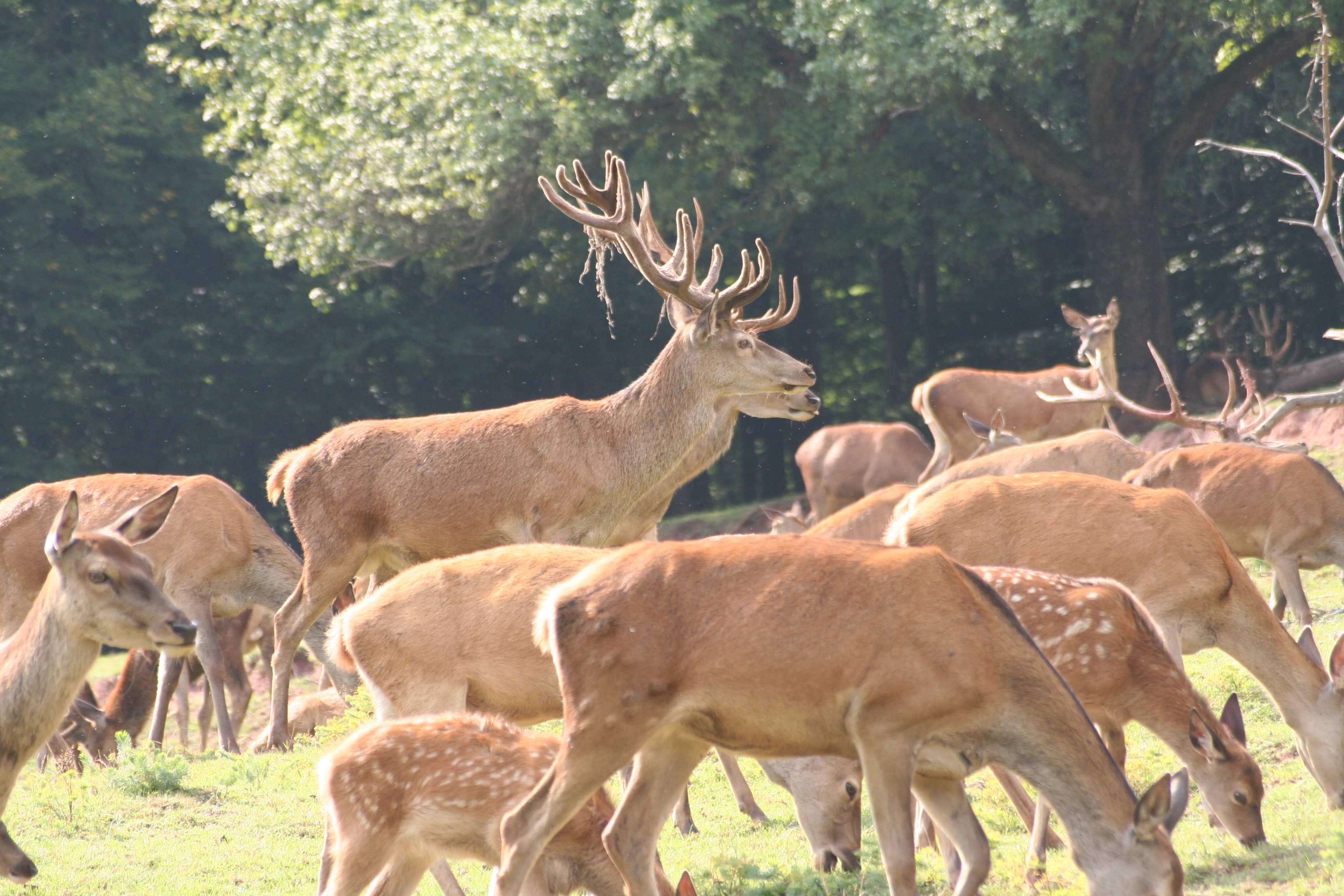
Cerf élaphe.

Le Cerf élaphe présent en Alsace peut atteindre une longueur totale de 2,4 mètres pour 1,20 mètre au garrot et un poids de 250 kilogrammes. Le poids des animaux se stabilise vers l'âge de 3-4 ans chez la femelle (appelée la biche) et 6-7 ans chez le mâle.
La coloration du pelage varie fortement selon les saisons, l'âge et le sexe : d'une teinte brun-roux en été et gris-brun en hiver ; le mâle a généralement un pelage plus sombre que la femelle. La mue intervient deux fois par an, en avril-mai puis en septembre-octobre.
Il habite les grands massifs forestiers et peut se déplacer sur de longues distances. C'est une espèce crépusculaire et nocturne. Le rut intervient à la fin de l'été ou au début de l'automne et dure environ 1 mois mais on peut encore entendre bramer des cerfs jusqu'à mi-novembre. En cas de rencontre avec un autre mâle, après une phase d'intimidation, les deux adversaires vont mener un combat très violent durant lequel ils se projettent la tête en avant l'un contre l'autre dans le but de déséquilibrer l'adversaire. Le cerf dominant, qui a éliminé ses concurrents, peut ainsi s'accoupler avec 10 à 30 biches.
Le Cerf élaphe est herbivore.
Les invertébrés
L'Alsace a de longue date été reconnue pour la richesse de sa faune d'invertébrés et notamment entomologique. Ainsi, dès 1831, de nombreuses études de recensement des différentes espèces d'insectes alsaciens ont été publiées au fil des années par les entomologistes, dans diverses revues nationales et locales comme le Bulletin de l'Association Philomathique d'Alsace et de Lorraine, Le Bulletin de la Société d'Histoire Naturelle de Colmar, le Bulletin de la Société entomologique de Mulhouse, le Bulletin de la Société Industrielle de Mulhouse, le Bulletin de la Société entomologique de France… Plusieurs associations et sociétés savantes, dont la SEM qui est centenaire, sont actives. Le nombre d'espèces d'insectes dépasse largement celui des vertébrés, des plantes et autres organismes, ainsi en Alsace on peut estimer cette biodiversité à 4 700-5 000 espèces de coléoptères, 2 250 de lépidoptères (papillons), 2 000 d'hyménoptères (guêpes, abeilles, fourmis), 1 500 de diptères (mouches), 1 000 d'hémiptères (punaises) et d'homoptères (pucerons, cicadelles) auxquels s'ajoutent quelques ordres moins numériques : 60 orthoptères (grillons, criquets, sauterelles…), 65 odonates (libellules) et une série comptant moins d'espèces : dermaptères (perce-oreilles), siphonaptères (puces), mécoptères (mouche-scorpions)… Une première liste des fourmis d'Alsace a été établie et publiée en 2009. Pour d'autres ordres, beaucoup de travail reste à accomplir tant il existe d'espèces dont l'identification nécessite un échantillonnage et une rigueur scientifique. En 2011, la Société Alsacienne d'Entomologie a achevé la publication de sa série de 18 atlas de cartographie faunistique de l'ordre plus important numériquement à savoir celui des coléoptères ; une opération débutée en 1980 et totalisant 105 000 données (1 date, 1 lieu, 1 espèce), correspondant à plus de 4 000 espèces et environ 1 000 000 identifications de spécimens. En 2009, le prix de la Société entomologique de France a été décerné à deux entomologistes alsaciens de la SAE pour leurs travaux.
Côtoyant la classe des insectes, d'autres invertébrés sont présents : crustacés, arachnides, annélides, mollusques… Belgrandia gfrast est une espèce d'escargot nain à opercule endémique de l'Alsace, plus précisément de la réserve naturelle de la petite Camargue alsacienne. Elle fut découverte en 2000 par des chercheurs de l'université de Bâle. Cet escargot ne mesure qu'1,8 millimètre et ne vit nulle part ailleurs dans le Monde.

#### Trame verte
L'Alsace est un territoire très urbanisé et intensivement cultivé. De nombreux habitats y sont devenus semi-naturels mais abritent encore une biodiversité significative. Les collectivités travaillent depuis les années 1990 à la restauration d'une trame verte (devenue trame verte et bleue, puis traduite à la suite du Grenelle de l'environnement et des lois Grenelle en un Schéma régional de cohérence écologique (SRCE), et au suivi d'indicateurs de la biodiversité.
Dans les années 2000, à cause de la périurbanisation, la région perd annuellement 625 ha/an de terres, ce qui contribue à l'artificialisation du paysage et à sa fragmentation écologique ; 35 % des espèces et 75 % des habitats sont menacés malgré 2,5 M€ attribués à 70 actions (à la date d'octobre 2012) en faveur de la restauration écologique de la biodiversité, soutenue par la région, avec l'aide des conseils généraux, communes, de l'Agence de l'eau. Trois réserves naturelles régionales ont été créées en 2012 (réserve naturelle de la Colline du Bastberg à Bouxwiller, réserve naturelle de la forêt Hartwald à Heiteren, réserve naturelle du Marais et landes du Rothmoos à Wittelsheim). Un appel à projets de 2012 intitulé « Trame verte en milieu urbanisé » soutient 5 projets de renaturation (quartier Bourgfelden de Saint-Louis, parc écologique de Staffelfelden, parc de détente familiale à Wittenheim, Zac des Portes de l’Ackerland à Ittenheim et aménagement du secteur des Binsen à Oberhoffen-sur-Moder).
En 2011, le Commissariat général au développement durable montre on ne peut plus clairement que l'Alsace, non contente de présenter un des plus forts taux d'artificialisation de son territoire, voit également l'une des plus rapides diminutions de ses terres agricoles.
Bérangère Abba annonce en 2021 que les barrages de Rhinau et Marckolsheim seront équipés de passes à poisson, pour assurer la continuité écologique du Rhin.

### Filière alsacienne du chanvre

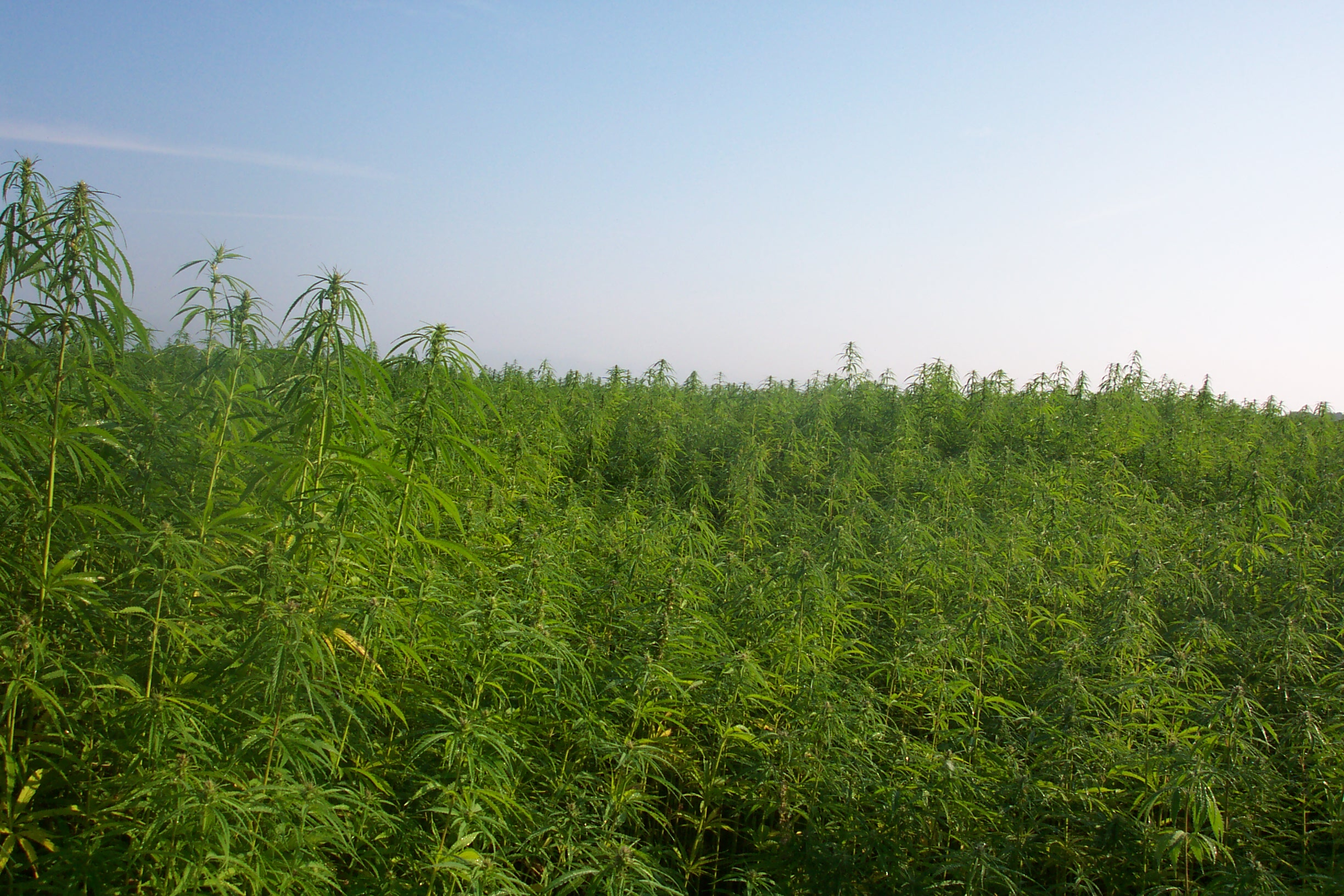
Culture de chanvre industriel.

La variété alsacienne est utilisée à des fins textiles et d'isolation. Cette variété possède un très faible taux de tétrahydrocannabinol (THC) et n'est pas destinée à être fumée. La France est le second producteur mondial de chanvre derrière la Chine et c'est l'une des filières vertes qui pourraient être soutenues en France. En 2008, en France, le taux de THC devrait être inférieur à 0,2 % conformément à la réglementation européenne (règlement CE no 1782/2003 du Conseil du 29/09/2003 modifié, règlement CE no 796/2004 de la Commission du 21/04/2004 modifié). Les variétés éligibles sont inscrites en annexe 2 du règlement 796/2004 modifié.
Le chanvre cultivé alsacien était connu jadis pour sa hauteur et la résistance de sa fibre après avoir considérablement décru durant le XXe siècle, le chanvre cultivé retrouve un second souffle en Alsace avec la prise de conscience écologique et le développement des matériaux d'isolation. Le chanvre possède en effet des capacités isolantes plus qu'intéressantes compte tenu de son coût de production.
Les collectivités alsaciennes mènent actuellement une politique d'incitation au développement de cette filière prometteuse.
Tous les ans le village de Storckensohn organise début avril une fête du chanvre baptisée Festi'chanvre.

## Santé
L'Alsace est dotée d'un équipement hospitalier et de recherche en santé de haut niveau. Néanmoins, si le nombre de morts par traumatismes externes y est le plus faible de France, l'espérance de vie y était encore au début des années 2000 parmi les plus basses de France métropolitaine[réf. nécessaire]. C'est un des territoires de France où la prévalence de la maladie de Lyme semble la plus élevée. C'est aussi un des plus touchés par les retombées des pluies du nuage radioactif émis par la catastrophe de Tchernobyl[réf. nécessaire].

## Éducation et universités alsaciennes
L'université de Strasbourg (Unistra), l'université de Haute-Alsace (UHA), l'université de Bâle, l'université de Fribourg et le Karlsruhe Institut für Technologie, forment la Confédération européenne des universités du Rhin supérieur (réseau EUCOR), depuis 1989, le réseau possède un secrétariat permanent installé à Strasbourg. Ensemble, ces universités cherchent à consolider leur stature internationale.

### Université de Strasbourg

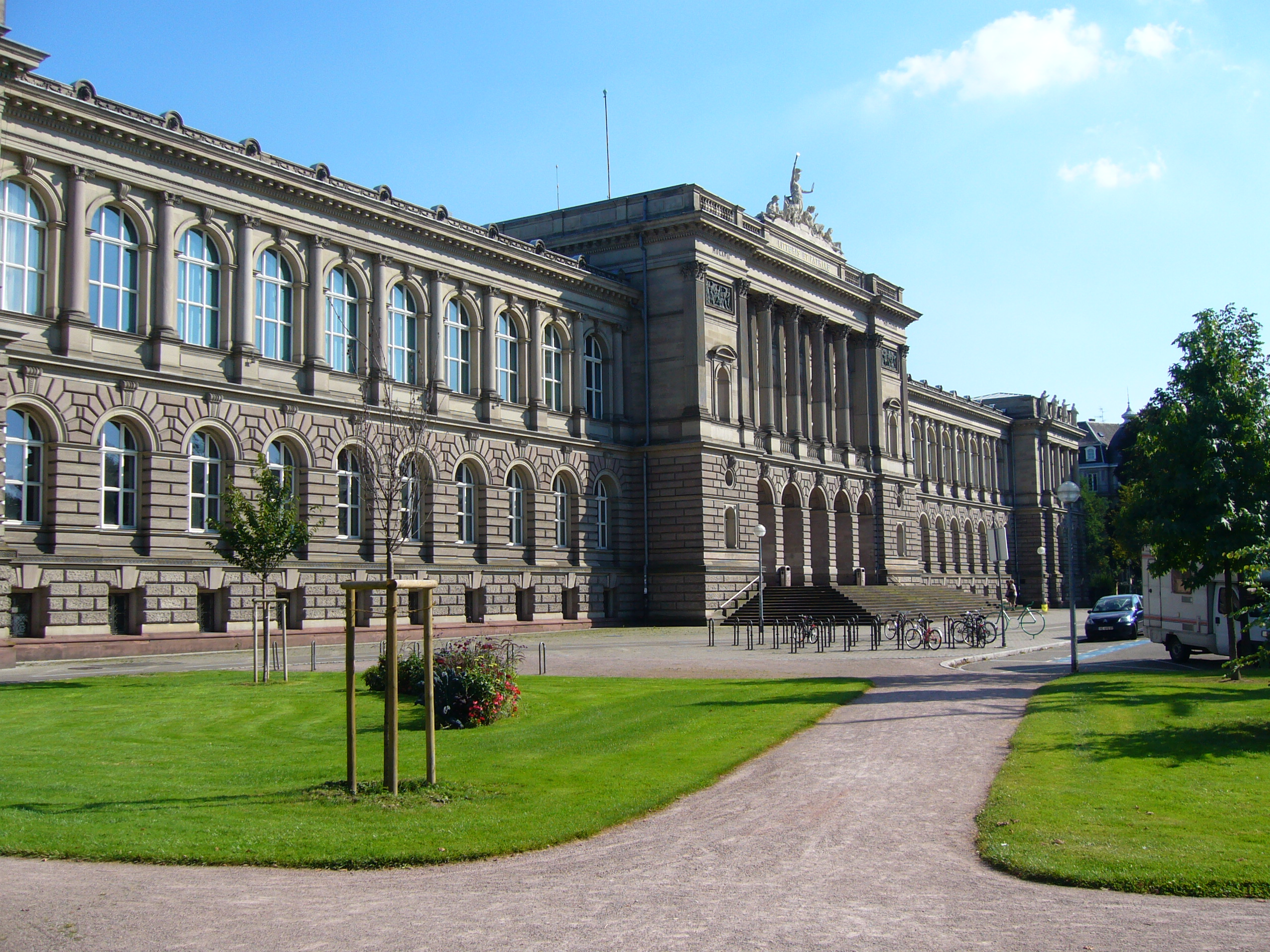
Strasbourg, Palais universitaire, place de l'Université.

L'université de Strasbourg (Unistra) est l'héritière du Gymnase fondé par le pédagogue Johannes Sturm en 1538, qui attira grâce à ses nouvelles méthodes pédagogiques de nombreux étudiants et professeurs célèbres comme Jean Calvin. Le Gymnase devient une université luthérienne en 1621, qui devient française après le rattachement de Strasbourg au royaume de France en 1681. De nombreuses personnalités françaises et allemandes se croisèrent dans ses murs durant le XVIIIe siècle et le XIXe siècle, on peut citer entre autres Goethe qui y étudia mais aussi Louis Pasteur, Fustel de Coulanges et Alphonse Laveran (1er prix Nobel de physiologie ou médecine français) qui y enseignèrent. L'annexion de l'Alsace-Lorraine par l'Empire allemand marque une nouvelle période faste pour l'université, l'empereur Guillaume Ier d'Allemagne va faire de la Kaiser-Wilhelm-Universität une vitrine de son nouvel empire. Il va doter l'université de Strasbourg d'un nouveau campus comprenant le palais universitaire, des musées, un jardin botanique et plusieurs autres bâtiments. Dont la Bibliothèque nationale et universitaire de Strasbourg, une des premières bibliothèques universitaires de l'époque, qui est aujourd'hui la deuxième française en nombre d'ouvrages. L'université va dès lors accueillir de brillants étudiants et professeurs venus de toute l'Allemagne dont le prix Nobel de physique Wilhelm Röntgen, qui découvrit les rayons X. Le retour à la France, en 1919, va être marqué par la création de l'école des Annales (1929), par les historiens Lucien Febvre et Marc Bloch qui fut fusillé par la Gestapo pour acte de résistance. Après la Seconde Guerre mondiale, l'université est marquée par la reconstruction et le boom du nombre d'étudiants. Elle va s'étendre en créant le campus Central de Strasbourg, les campus de Cronenbourg et d'Illkirch. Comme les autres universités françaises, elle va être scindée en trois : université Louis-Pasteur (ULP), université Marc-Bloch (UMB) et université Robert-Schuman (URS) à la suite des évènements de mai 68. L'époque qui suivra sera entre autres marquée par le prix Nobel de chimie 1987 de Jean-Marie Lehn, professeur à l'ULP. Le XXIe siècle va être celui de la réunification, les trois universités strasbourgeoises ont ainsi fusionné le 1er janvier 2009 pour former l'université de Strasbourg.
Aujourd'hui, l'université compte près de 42 000 étudiants (dont 21 % d'étudiants étrangers), 6 045 membres du personnel, 38 composantes (unités de formation et de recherche, facultés, écoles, instituts) et 77 unités de recherche. Elle est à l'heure actuelle la plus grande université de France en nombre d'étudiants et est une des meilleures universités françaises. Selon le classement de Shanghai, elle est située entre la 101e et la 150e place mondiale en 2009 et 2010 et est classée, en 2010 à la quatrième place des universités françaises à égalité avec l'université Paris VII - Diderot, étant ainsi la première université française de province. Elle est particulièrement bien classée dans le domaine de la chimie où elle est située à la quatorzième place mondiale (première université française dans ce domaine), mais aussi dans celui des mathématiques à la 77e place mondiale. Sa consolidation se prolongera jusqu'en 2012.

### L'université de Haute-Alsace (UHA)

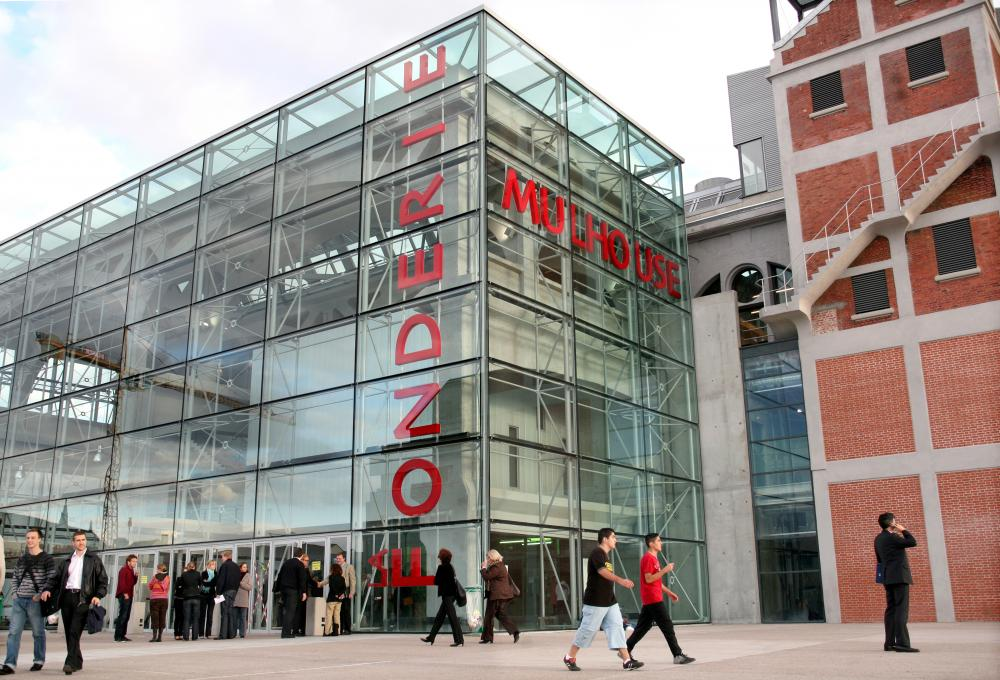
Campus de La Fonderie à Mulhouse.

Répartie sur trois campus : le campus de Colmar, réparti sur les sites Grillenbreit et Bipôle et les deux campus de Mulhouse, le campus de l'Illberg et le tout nouveau campus de La Fonderie.
En 2019, le CWUR (Center for World University Rankings) a nommé 95 établissements français (contre 58 en 2018), parmi lesquels 37 nouveaux entrants dans ce classement. La France est ainsi le 4e pays le plus représenté derrière les États-Unis (358 établissements), la Chine (249 établissements) et le Japon (130 établissements). L’UHA fait donc son entrée dans ce palmarès et grimpe directement à la 941e place. Elle devient ainsi le 56e établissement français de ce classement.
L'UHA comprend différentes écoles d'ingénieurs, plusieurs facultés et autres organismes de formation dont :

#### Campus de La Fonderie
- La FSESJ : La Faculté des Sciences Economiques, Sociales et Juridiques, ou le campus de La Fonderie, est le premier établissement d'enseignement supérieur du Haut-Rhin et représente donc une véritable vitrine pour l'UHA. Elle forme des économistes, des gestionnaires, des commerciaux, des managers, des historiens, des juristes et des politistes. Elle a été inaugurée le 6 septembre 2007 par le président de la République Nicolas Sarkozy.

- CUFEF : centre universitaire de formation des enseignants et des formateurs. Campus de La Fonderie.

#### Campus de L'Illberg
- l'ENSISA : école nationale supérieure d'ingénieurs du Sud Alsace. Campus Illberg. L'école forme des ingénieurs dans le secteur des hautes technologies.
- l'ENSCMu : école nationale supérieure de chimie de Mulhouse. Campus Illberg. Grande école qui forme des ingénieurs chimistes.

- L'IUT de Mulhouse : institut universitaire de technologie de Mulhouse. Campus Illberg. Forme des techniciens supérieurs dans différents secteurs.
- FLSH : faculté des Lettres, Langues et Sciences humaines
- FST : faculté des Sciences et Techniques
- PEPS : pluridisciplinaire d'Enseignement Professionnalisé Supérieur
- SERFA

#### Sites de Colmar
- IUT de Colmar : seul l'IUT de Colmar a ses instances dirigeantes à Colmar ; cependant, de nombreuses formations dont le siège des établissements est à Mulhouse se déroulent à Colmar. On peut citer par exemple la FSESJ, où une spécialisation dans le département Gestion-Commerce a été opérée. Les formations et parcours plus orientés « commerce » sont à Colmar, ceux plus orientés « gestion » sont à Mulhouse et des passerelles et synergies existent entre les deux.

### Grandes écoles d'ingénieurs d'Alsace
Elles sont dix dont huit dans le Bas-Rhin à Strasbourg, et deux dans le Haut-Rhin à Mulhouse. Elles sont réunies sous l'effigie de l'association Alsace Tech, afin d'accroître leur visibilité à travers une identité commune, aux niveaux national et international. Les dix grandes écoles d'ingénieurs formant ce réseau sont l'INSA de Strasbourg (institut national des sciences appliquées de Strasbourg), l'ECPM (école européenne de chimie, polymères et matériaux de Strasbourg), l'ENGEES (école nationale du génie de l'eau et de l'environnement), l'ENSCMu (École nationale supérieure de chimie de Mulhouse), l'ENSISA (école nationale supérieure d'ingénieurs sud Alsace), l'ENSPS (école nationale supérieure de physique de Strasbourg), l'EOST (école et observatoire des sciences de la terre), l'ESBS (école supérieure de biotechnologie de Strasbourg), l'ECAM Strasbourg Europe (école catholique des arts et métiers), et l'EM Strasbourg (école de management Strasbourg).

## Renforcement des liens à l'échelle européenne
Parmi les compétences spécifiques de la collectivité européenne d'Alsace, celle-ci est désignée chef de file en matière de coopération transfrontalière.

### Eurodistricts
Les eurodistricts sont des entités administratives européennes regroupant des agglomérations urbaines situées de part et d'autre des frontières allemande, française et suisse. La France compte sept eurodistricts, quatre se trouvent en Alsace, dont l'unique eurodistrict trinational français.
- l’eurodistrict trinational de Bâle
- l’eurodistrict Strasbourg-Ortenau
- l’eurodistrict PAMINA (acronyme de PAlatinat du sud, MIttlerer Oberrhein et de Nord-Alsace)
- l’eurodistrict Région Freiburg – Centre et Sud Alsace

Les eurodistricts offrent un cadre à la coopération (par exemple en matière de transport, éducation, culture, santé, voirie et infrastructures, distribution d'eau, etc.) voire à l'intégration des communes qui le constituent.

### Domaine Web
.alsace est un domaine de premier niveau générique destinés aux sites Web en rapport avec la région alsacienne en France (agence de tourisme d'Alsace visit.alsace, site de création de site en .alsace mondomaine.alsace).

### Médias

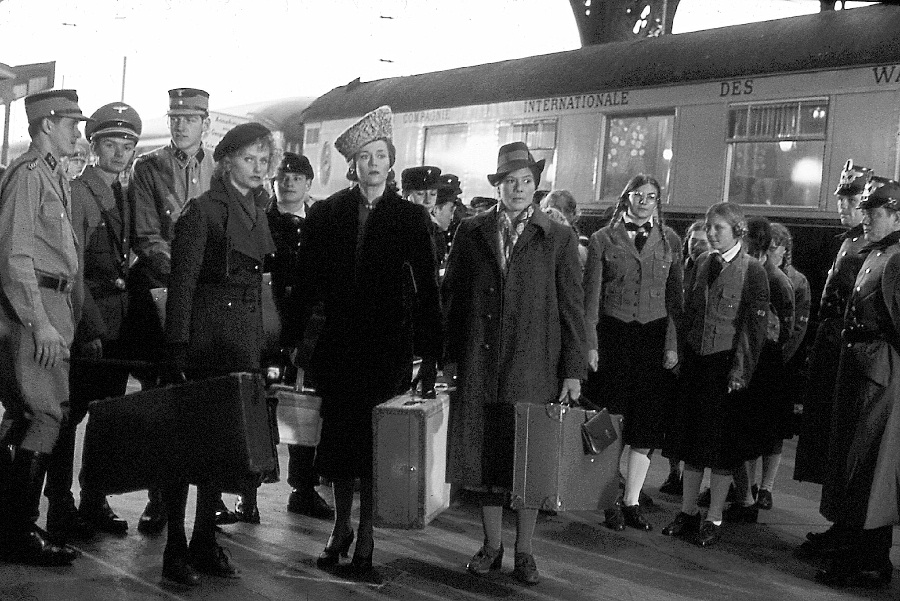
Tournage du film de Fred Zinnemann, Julia,
sur le quai 1 en gare de Strasbourg.
De gauche à droite, Élisabeth Mortensen,
Jane Fonda et Dora Doll.